# Liste des colonies françaises
 (septembre 2019).
Améliorez-le ou discutez des points à vérifier. 
 (avril 2022).
Si vous disposez d'ouvrages ou d'articles de référence ou si vous connaissez des sites web de qualité traitant du thème abordé ici, merci de compléter l'article en donnant les références utiles à sa vérifiabilité et en les liant à la section « Notes et références ».

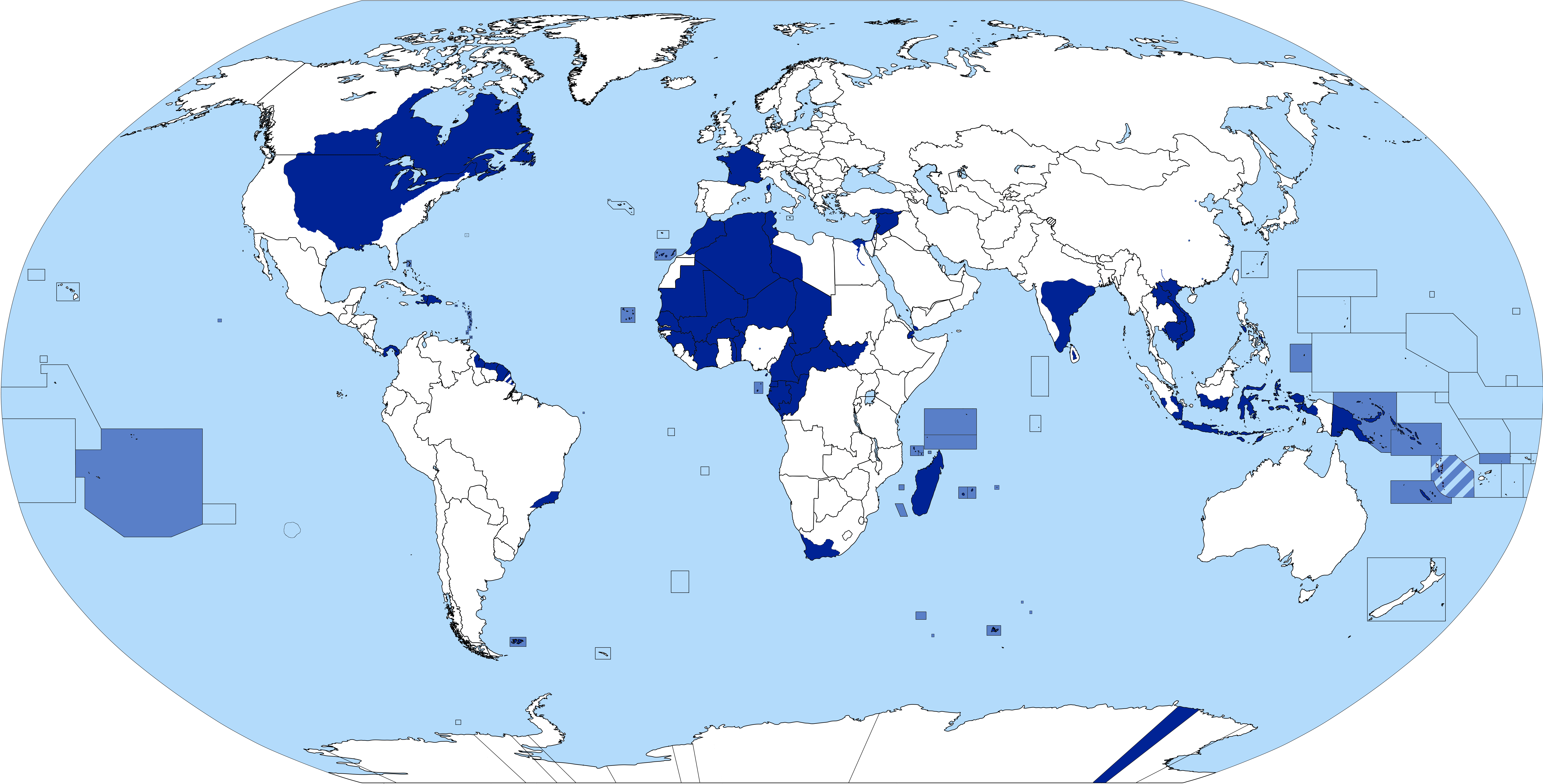
Carte anachronique des colonies françaises.

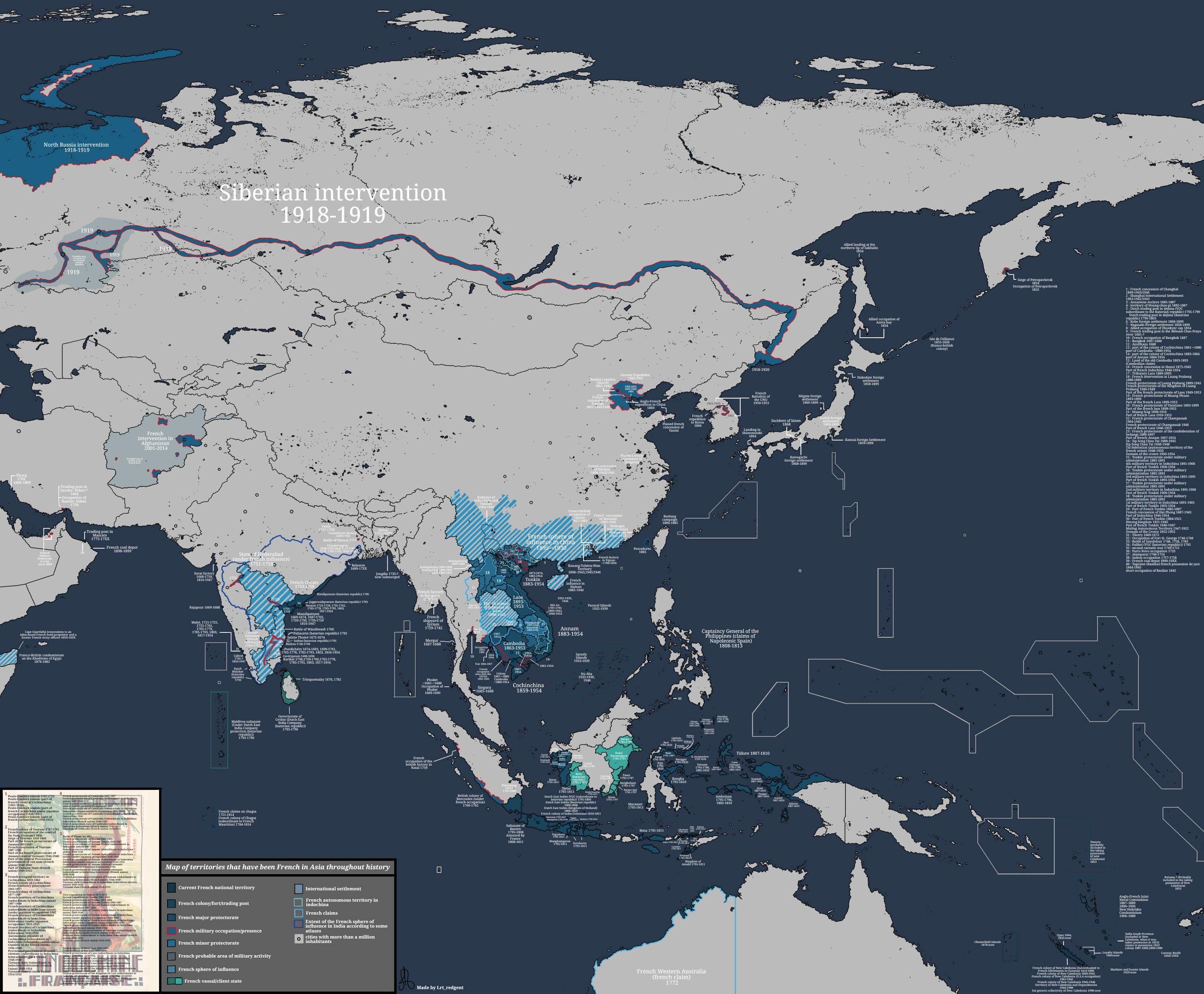
Carte anachronique détaillé des colonies française en Asie

Cet article vise à donner une liste exhaustive des colonies et possessions françaises au cours de l'Histoire, quel que soit leur statut.

## Extension des possessions coloniales françaises
La liste ci-après énumère les terres et territoires qui ont fait partie, ne serait-ce que brièvement, de l'empire colonial français au cours de l'Histoire. Si une partie seulement était sous souveraineté française, elle est indiquée entre parenthèses après le nom du pays ; quand il n'y a pas de parenthèse, tout le pays a fait partie de l'empire. Les pays cités sont ceux qui étaient sous souveraineté française effective.
L'ensemble de l'empire colonial français est partagé en deux périodes :
1. Le territoire faisant partie du premier empire colonial français (du XVe siècle - jusqu'à 1815) ;
2. Le territoire faisant partie du second empire colonial français (après 1815)

Le drapeau (actuel) de la France  représente les Terres françaises, de nos jours.
Le pavillon de la marine française (de l'ancien régime)  représente les possessions territoriales ou provinciales prises sous l'ancien régime (ou vieilles colonies).
L''étendard de la France de l'ancien régime  représente une région géographique, constitué de plusieurs provinces ou territoires.
Le pavillon du gouverneur français  représente les possessions prises après l'ancien régime.
Et le ou les autres drapeaux ou armoiries qui suivent les drapeaux ci-dessus, sont les drapeaux du territoire, en fonction de son évolution.
Les informations données entre crochets [] concerne le statut des territoires. La fin de celui de colonie a lieu après le référendum de 1958, donnant aux anciens peuples colonisés le choix de leur destin, dont celui du statut de leur territoire. Certains choisissent de conserver leur statut, onze choisissent de devenir des États fédérés au sein de la Communauté Française, et seul un (la Guinée) choisit l'indépendance, les autres la choisissent deux ans plus tard et la plupart choisissent de rejoindre l'Organisation internationale de la francophonie (OIF). Les DOM, TOM, COM, TAAF ne sont pas des colonies mais la France d'outre-mer.

Évolution de l'empire colonial français, jusqu'à sa fin, et carte de la France aujourd'hui.
1er et 2e empire colonial français (1534 - 1962).
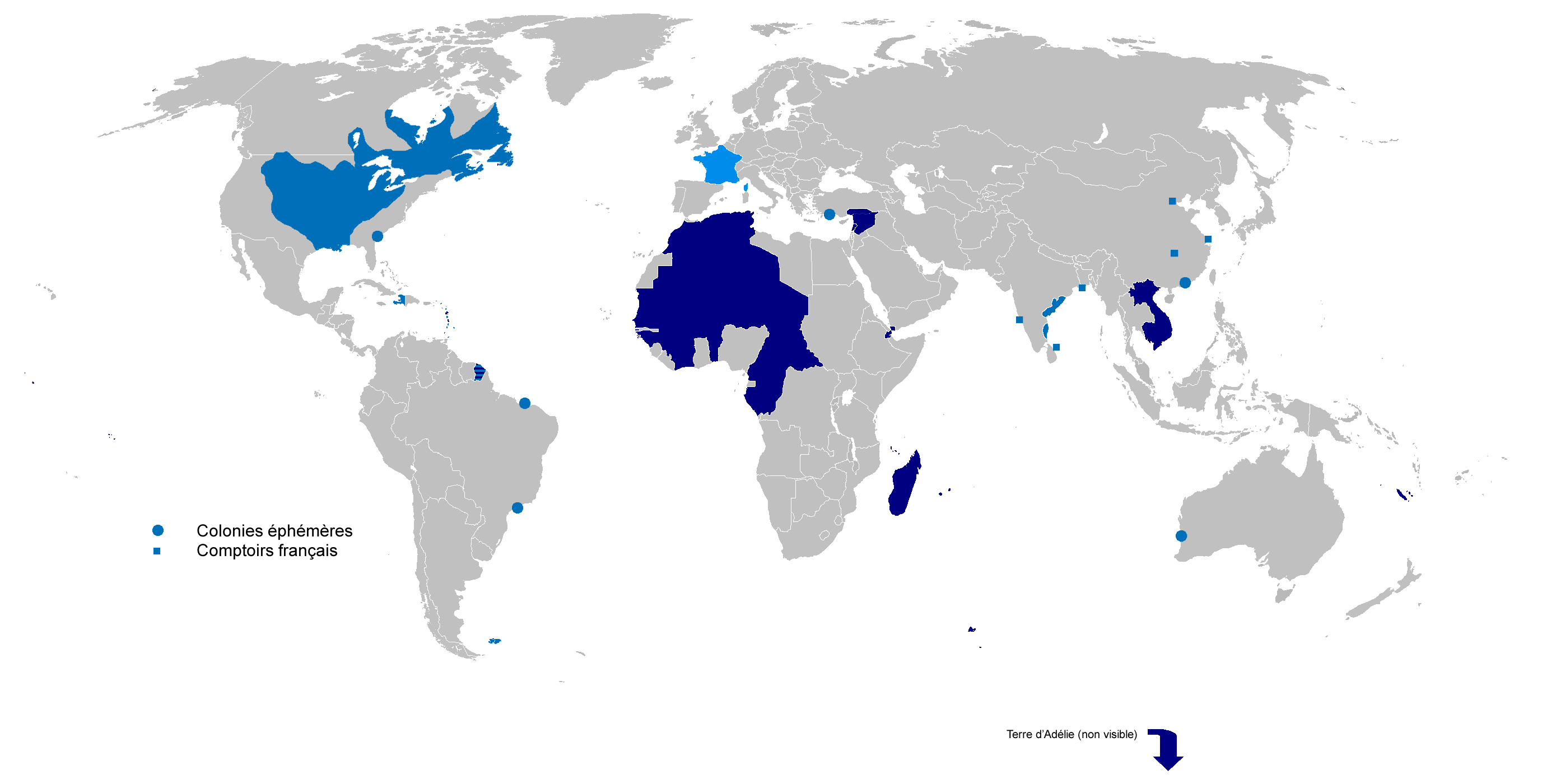
Carte simplifiée du 1er et 2e empire colonial français.
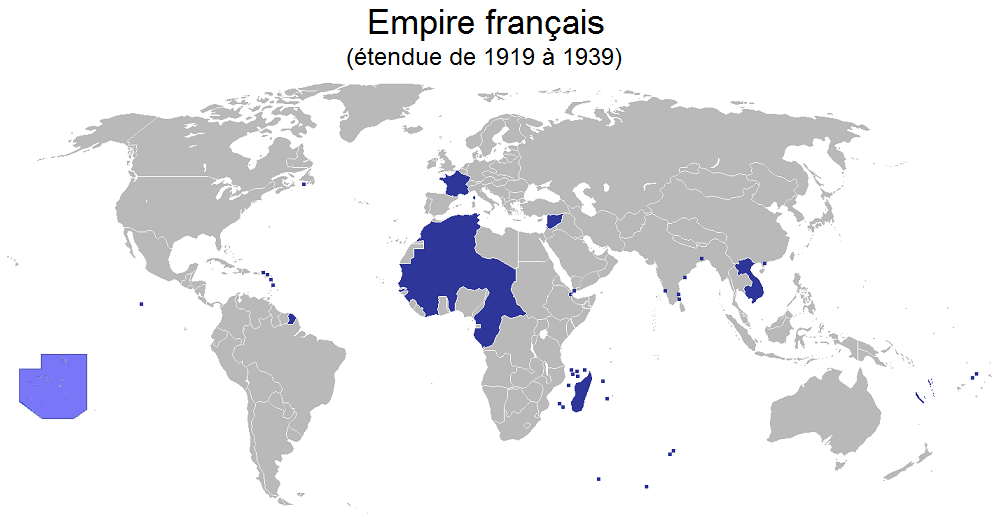
Second empire colonial français (1815 - 1962).
Évolution de l'empire colonial français.
France actuelle post-coloniale.

### Continent américain

Nouvelle-France en 1713.

#### Amérique du Nord

Cartes des possessions de la Nouvelle-France
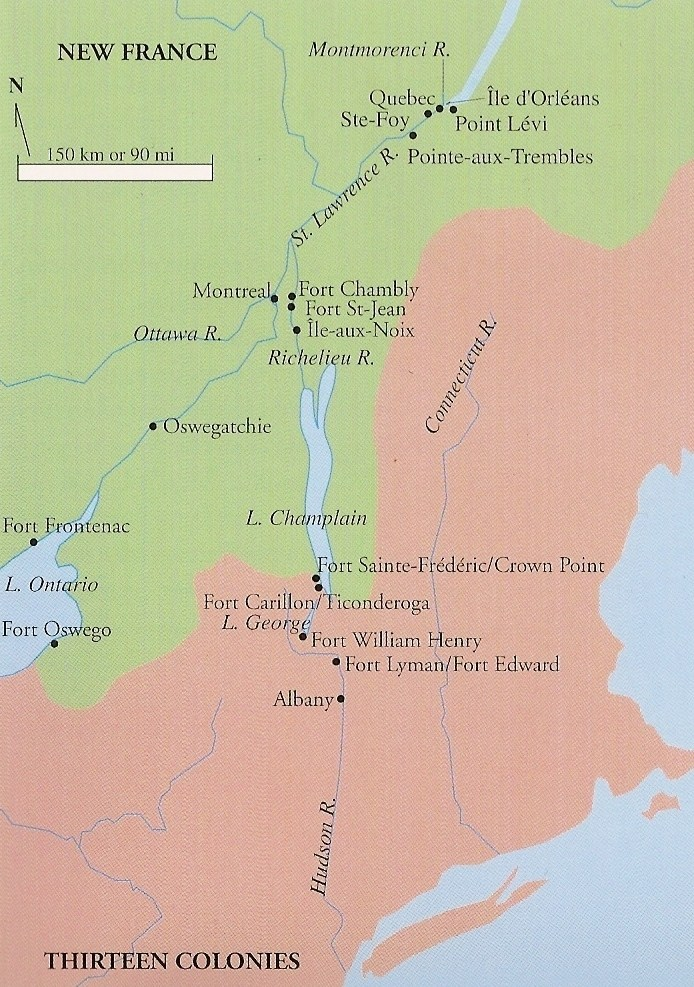
Lac Champlain à la veille de la guerre de Sept Ans, zone très disputée, 1754.
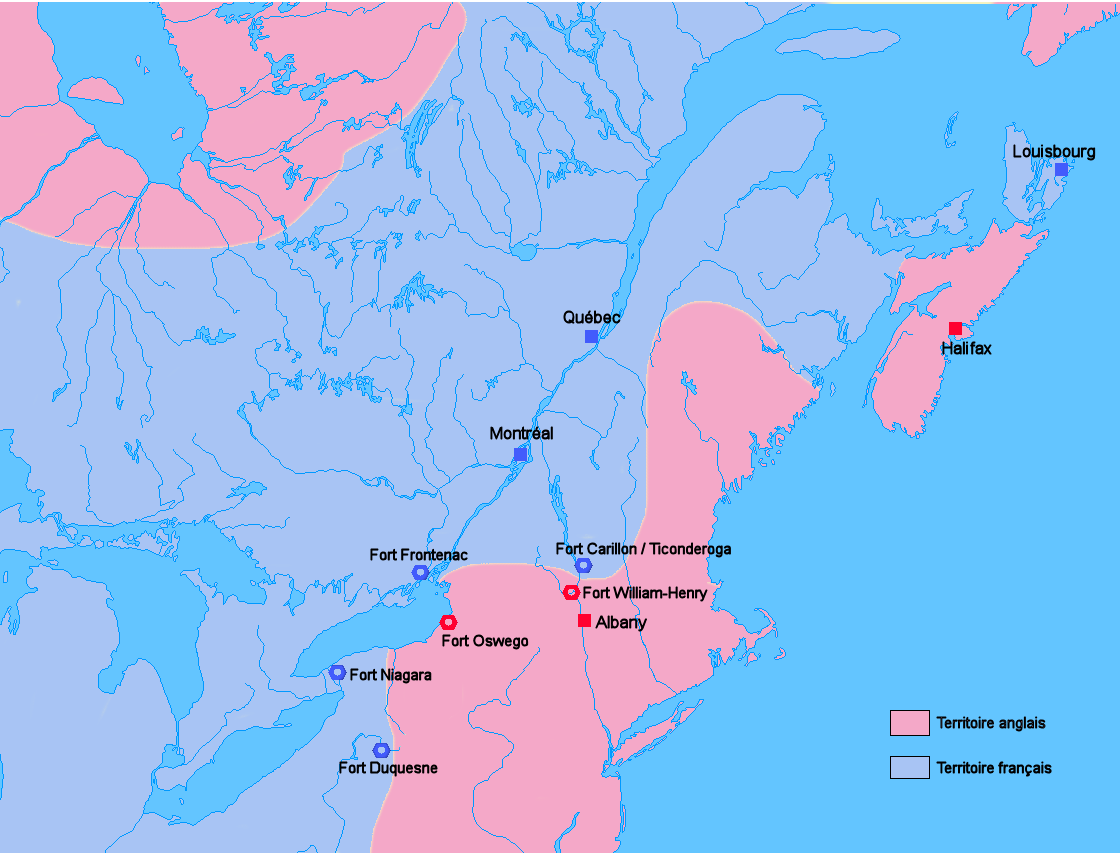
Positions françaises durant la guerre de Sept Ans, 1758.
Nouvelle-France (1519-1702), avant la 2e Guerre intercoloniale.
Noms des différents territoires, la zone en bleu représentent celle de la France.
La Nouvelle-France à son apogée territoriale, avant le traité d'Utrecht en 1713.

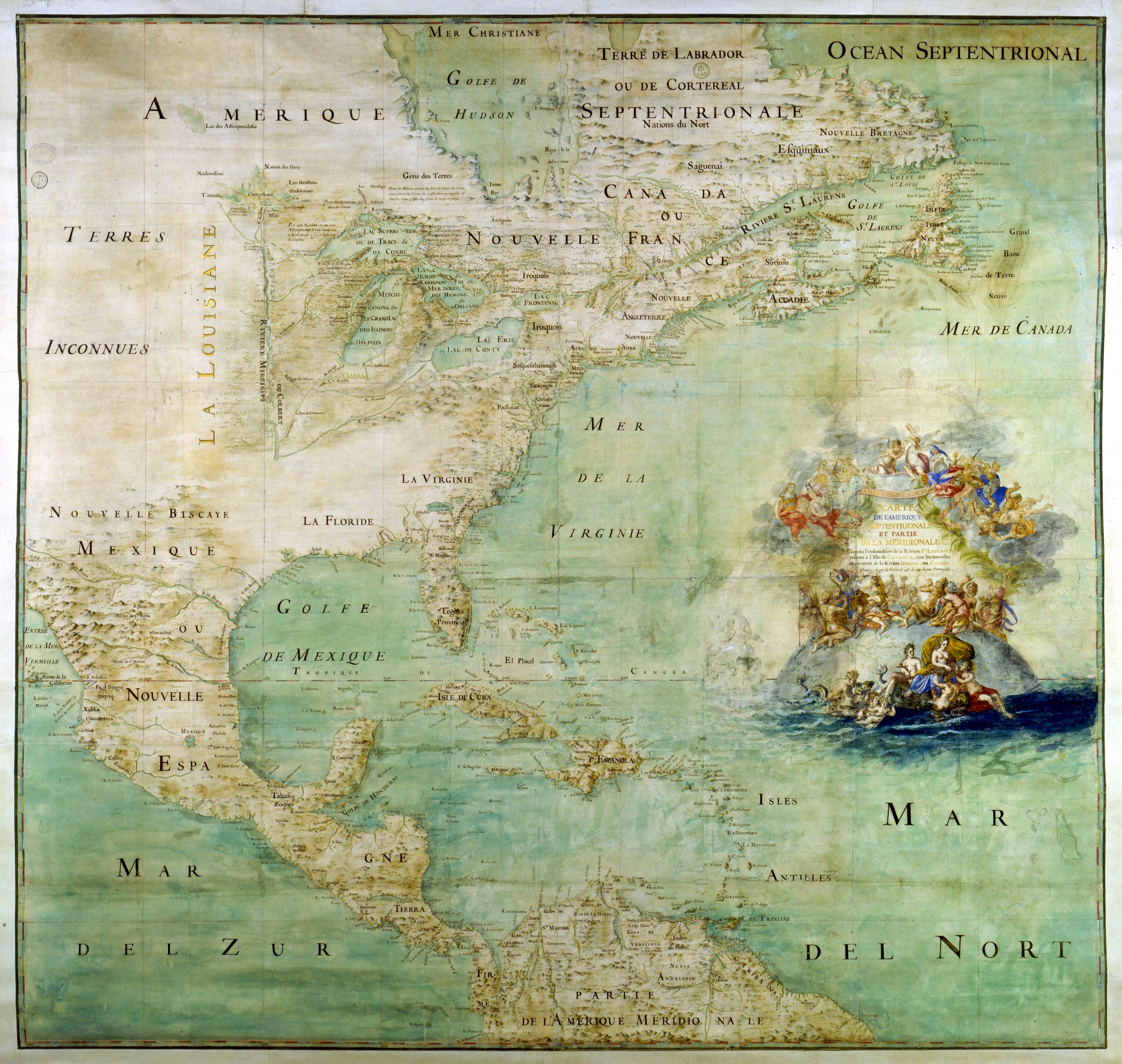
Carte de 1681 du cartographe Claude Bernou avant que La Salle ne traverse le Mississippi. elle révèle un manque de connaissances de la géographie du Texas.
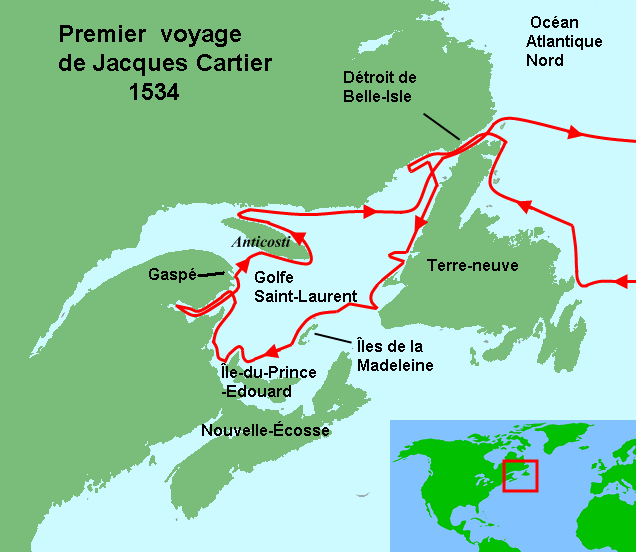
1er voyage de Jacques Cartier en 1534
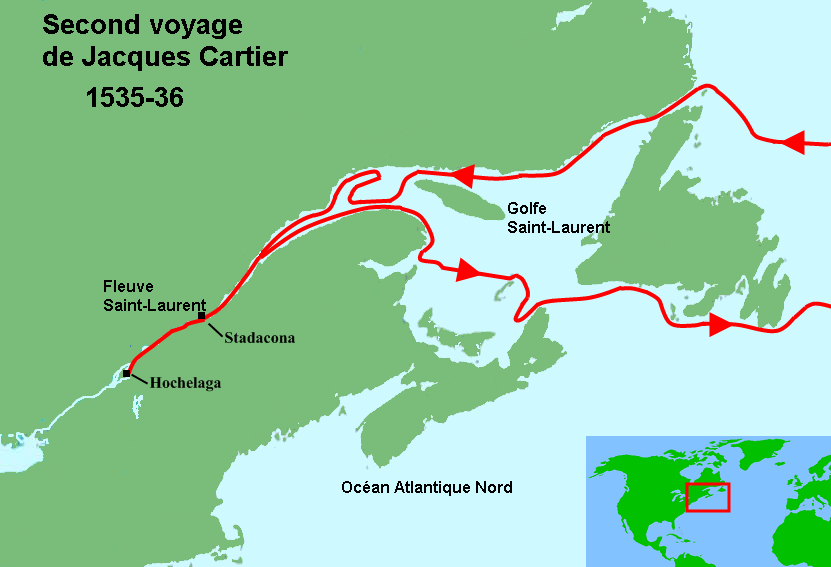
2e voyage de J Cartier 1535-1536.
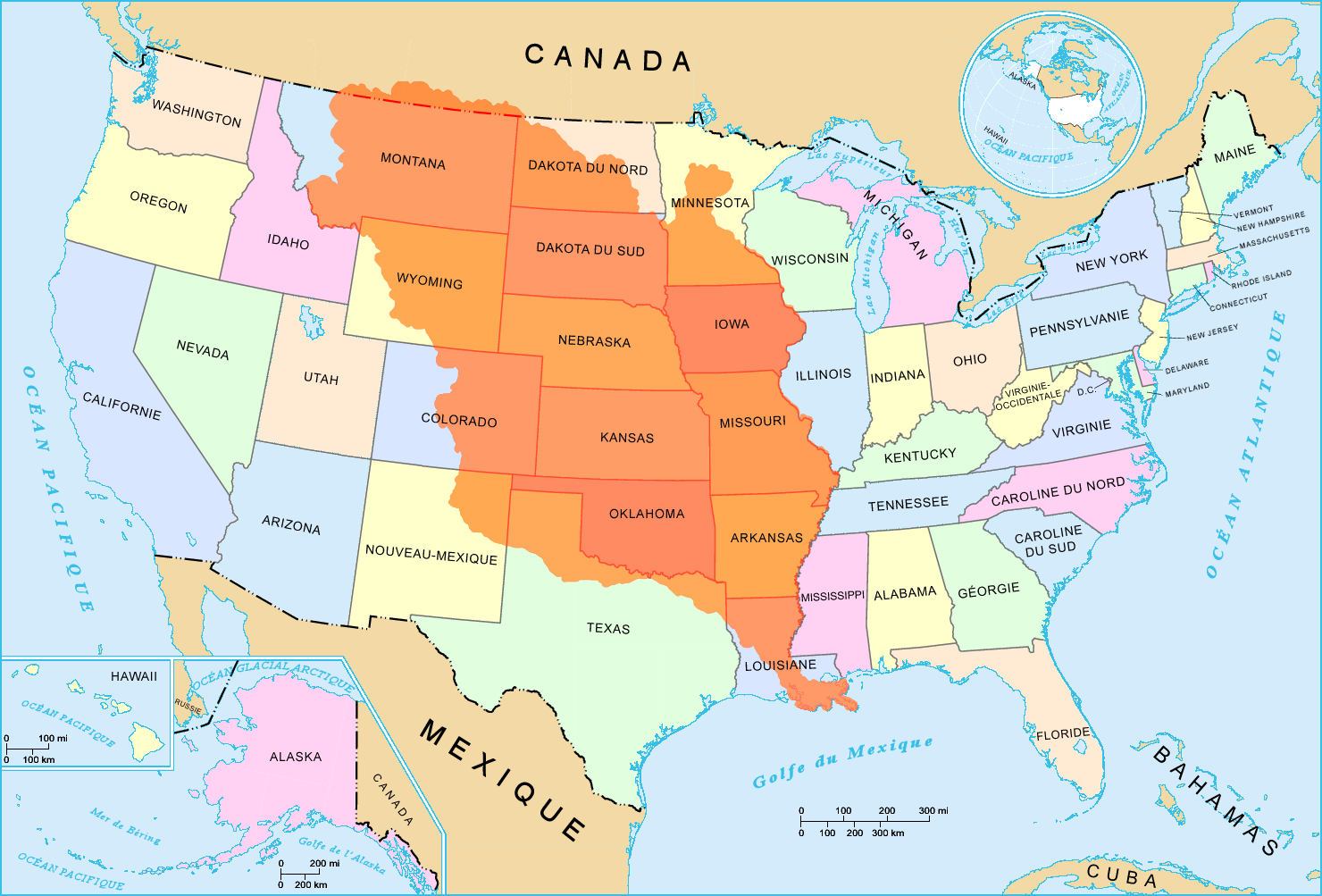
Vente de la Louisiane, cession en 1803 par la France de plus de 2 144 476 km², 22,3 % de la superficie actuelle des États-Unis

- Nouvelle-France : 1er (1534-1763)
  -   Acadie : 1er (1604-1713)
    -  Provinces maritimes (péninsule acadienne :  Acadie,  Nouveau-Brunswick,  Nouvelle-Écosse) et   Nord et Est du Maine ;
    - Île de Sable (1598-1713) ; île Sainte-Croix et île des Monts Déserts (1604-1713)
    - Principaux établissements français : Port-Royal (1605, chef-lieu de l'Acadie), Moncton (1670) et Grand-Pré (1682), sont situées au niveau de la baie Française.

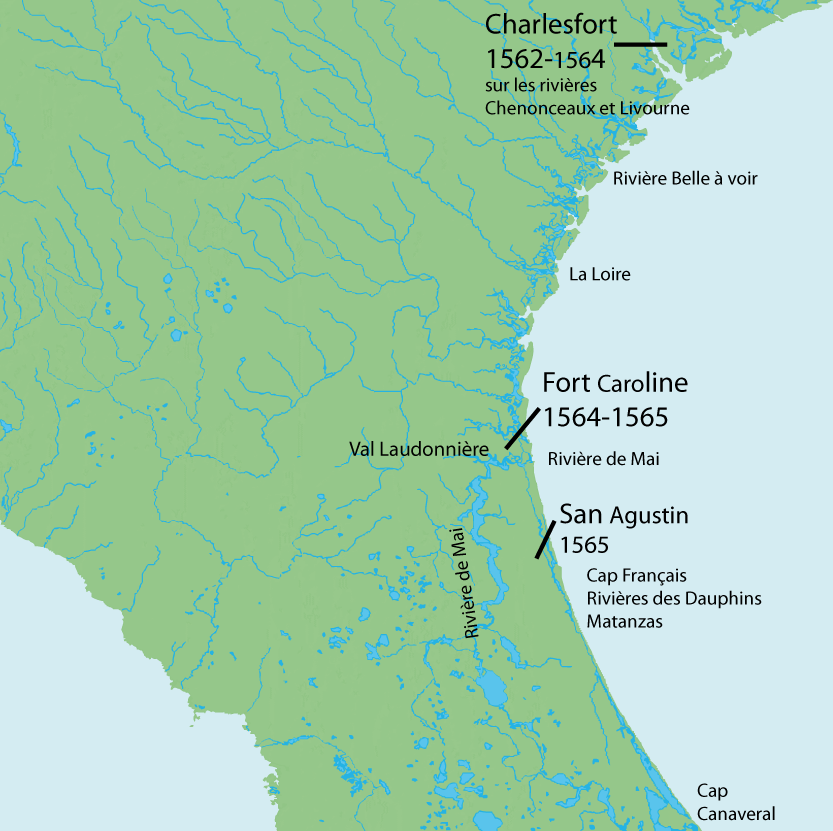
Fort Caroline et Charlesfort sur la côte de Floride.

  -   Canada (de la Nouvelle-France ; ses seigneuries et ses forts) : 1er (1600-1763)
    -  Québec (le nom du territoire était "Canada" ; régions : la péninsule du Québec-Labrador et les îles autour, la péninsule de Gaspésie,  la terre de Labrador (ou Corterreal),   le Vermont, la vallée du fleuve Saint-Laurent et la Baie du Nord) ;
      - principaux établissements français : Tadoussac (1600), Québec (1608), Trois-Rivières (1634), Montréal (1642), Frontenac (1673), Fort Carillon (1755, lac Champlain), Fort Chambly (1665) et Fort Saint-Louis (1686).

    -   Isle Royale (ou  île du Cap Breton) : 1er (1713-1763)
      -  Isle Saint-Jean : 1er (partie de la colonie française de l'Acadie, et, après 1713, de la  colonie de l'île Royale)
      - Principaux établissements français : Port-Dauphin (1597) avec Fort-Dauphin (1713) et Louisbourg (1713).

  -  Terre-Neuve : 1er (1655–1713) [L'île de Terre-Neuve est devenue la province de  Terre-Neuve-et-Labrador]
    - Principaux établissements français : Port-aux-Basques (1500), Fort-de-Plaisance (1662), Fort-Royal (1687) et Fort-Saint-Louis (1690)

  -   Saint-Pierre-et-Miquelon : 1er (  1763-1815), 2e (1815-1946) [TOM en 1946, DOM en 1976, collectivité territoriale en 1985 puis  COM depuis 2003]
    - Côte française de Terre-Neuve (droit d'accostage et droit exclusif de pêche sur une partie du littoral de Terre-Neuve et dans le golfe du Saint-Laurent ; 1713-1904)

  -   Pays d'en Haut (régions : des Grands Lacs, du Lac Winnipeg)
  -   Louisiane (Nouvelle-France) : 1er (1682-1763, 1800-1803)
    -  Haute-Louisiane (ou Pays des Illinois) ;
      - Principaux établissements français : Fort de Chartres (1720) Fort Orléans (1724) et Fort Bourbon (1741).

    -  Basse-Louisiane
      - Principaux établissements français : Fort Louis de la Louisiane (1702), La-Nouvelle-Orléans (1718, Chef-lieu)

Autres territoires
- La Nouvelle-Angoulême : 1er (brièvement 1524)
- Fort Caroline (Floride): 1er (brièvement 1562-1565) (deux zones distinctes, fondées par les Huguenots, à Fort Caroline, et à Charlesfort)
- Fort Saint-Louis (Texas) : 1er (brièvement 1685-1689)

#### Antilles et Caraïbes

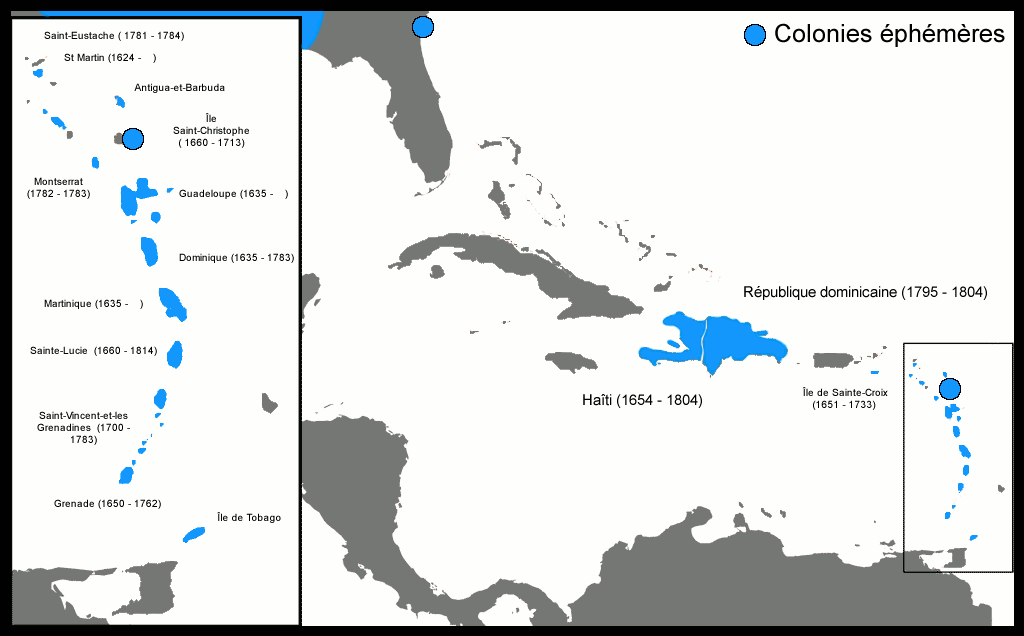
Antilles françaises.

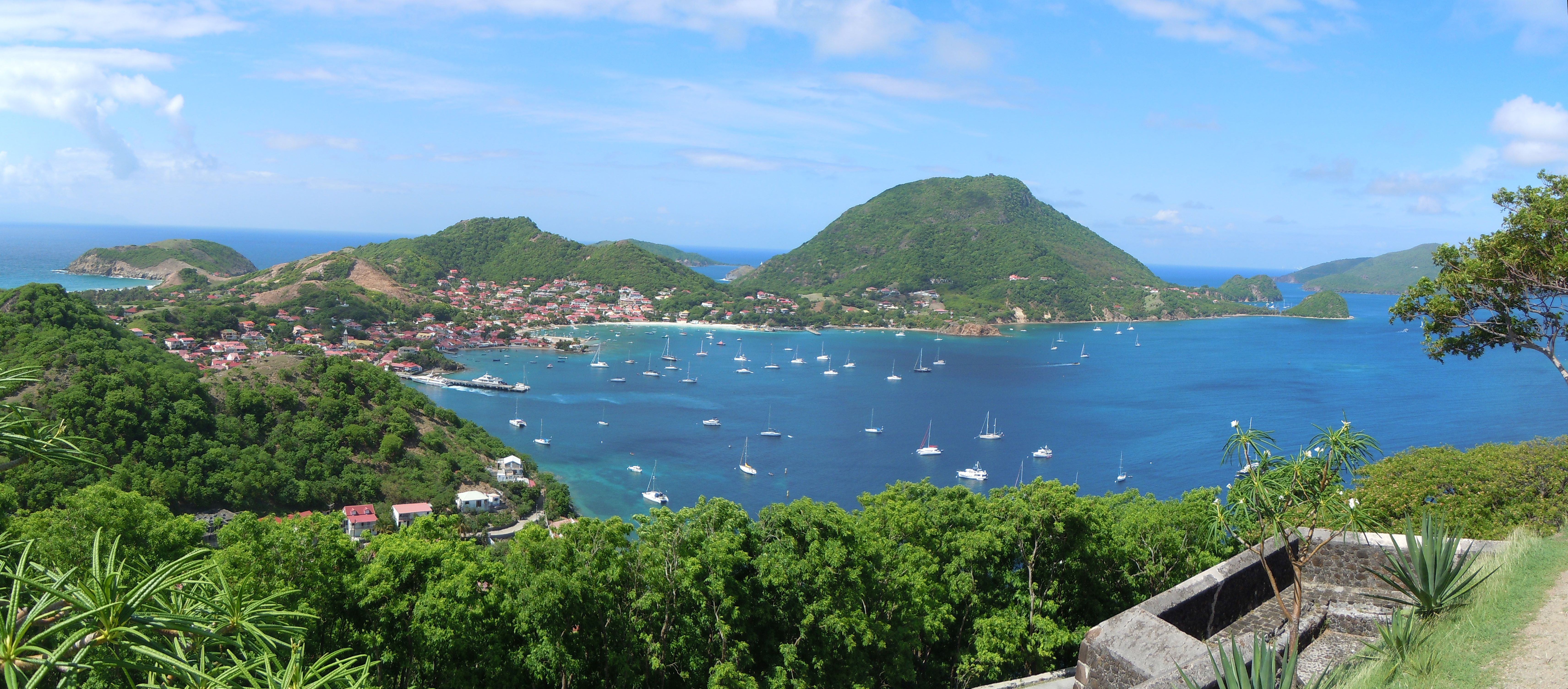
Baie des Saintes, Guadeloupe.

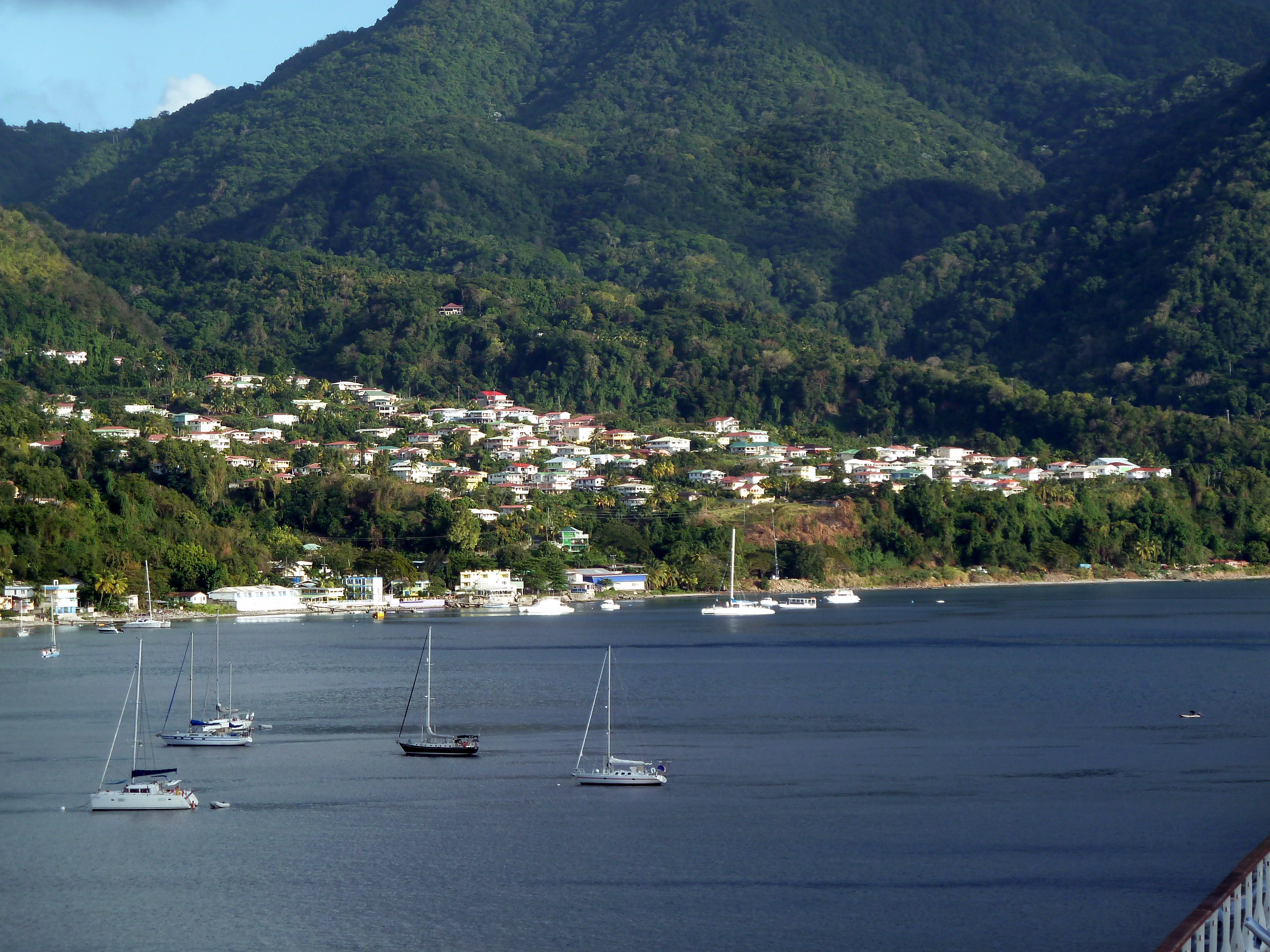
Roseau, île de la Dominique.

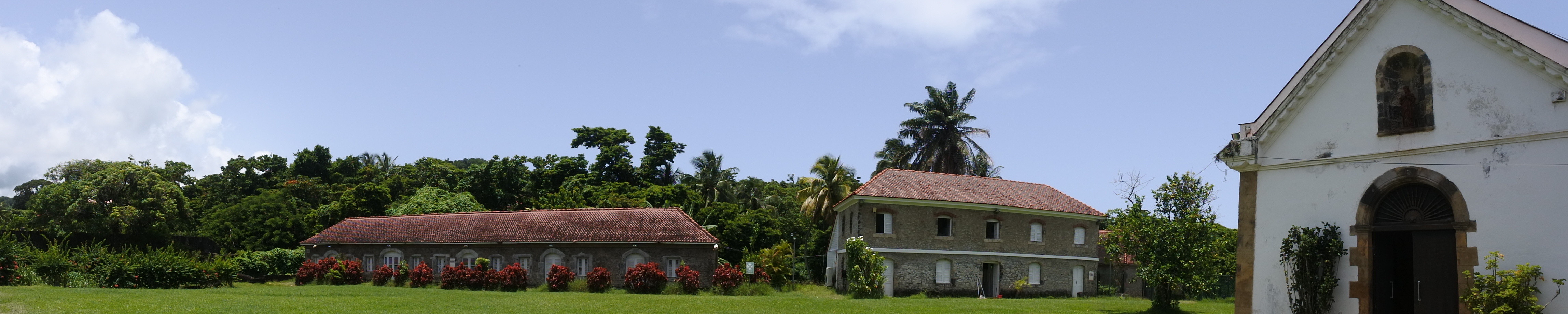
Domaine Fonds Saint-Jacques, Martinique.

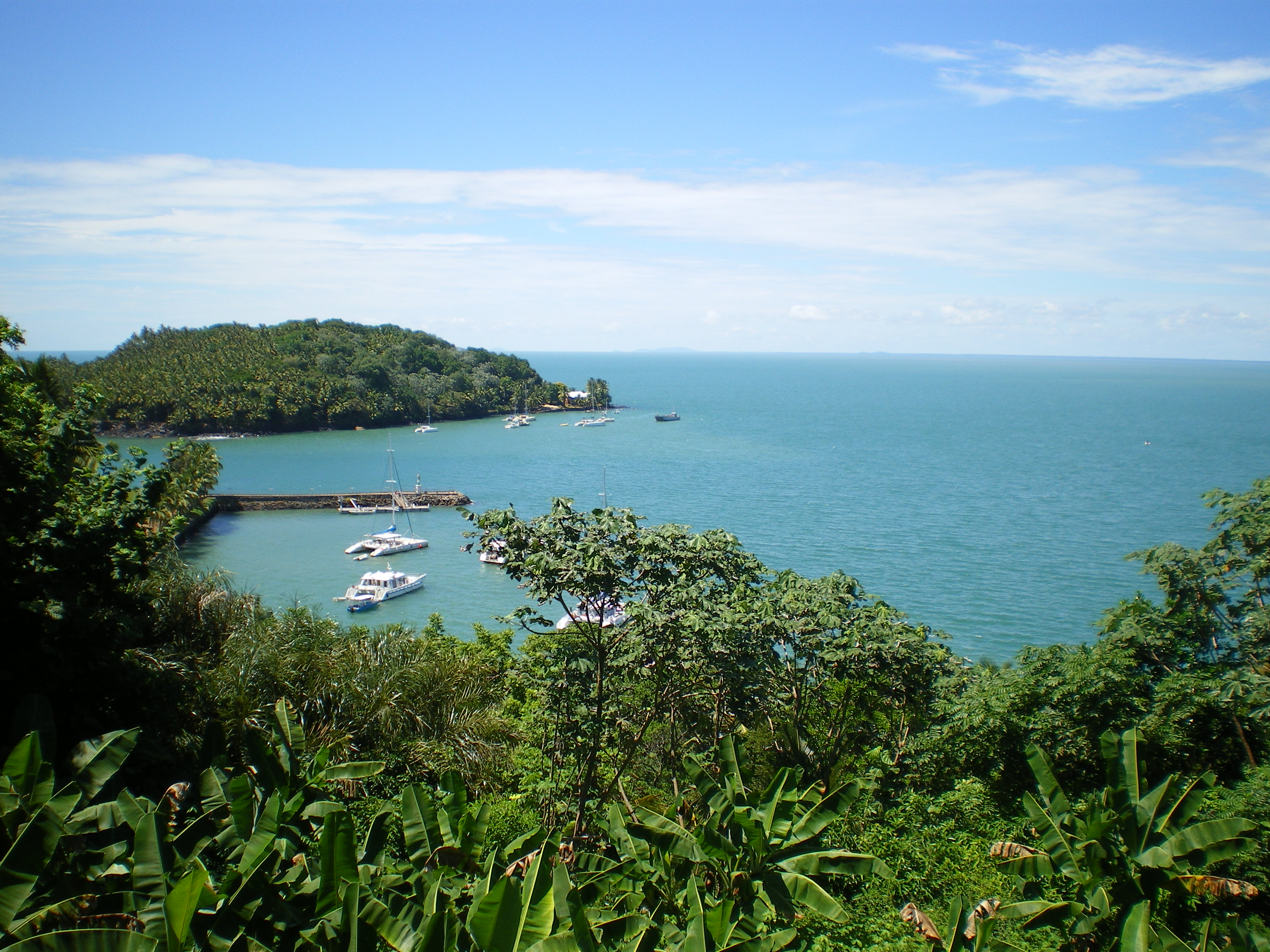
Île Royale, Guyane.

- Petites Antilles françaises :
  -  Anguilla (brièvement) : 1er (1745, 1796) [Aujourd'hui   sous dépendance du Royaume-Uni]
  -  Antigua (brièvement) : 1er (1666) [Aujourd'hui indépendant  ]
  -  Barbuda (brièvement) : 1er (1666) [Aujourd'hui sous dépendance de l'île d'Antigua]
  -  Dominique et île aux oiseaux : 1er (1625-1763, 1778-1783)  [Aujourd'hui indépendant  ]
  -  Grenade : 1er (1650-1783) [Aujourd'hui indépendant  ]
  -   Guadeloupe : 1er, 2e (   1635-1946) [Fort-Louis est fondé en 1686 et Pointe-à-Pitre est fondée en 1763 ;  DOM depuis 1946]
  -   Martinique : 1er, 2e (  1635-1946) [le chef-lieu Fort-Royal fondé en 1635, est nommé Fort-de-France en 1807 ;  DOM depuis 1946]
  -  Montserrat et île Redonda (brièvement) : 1er (1782) [Aujourd'hui  sous dépendance du Royaume-Uni]
  -  Niévès (brièvement) : 1er (1666) [Aujourd'hui  unie à l'île Saint-Christophe]
  -   Saint-Martin (seulement partie nord) : 1er, 2e ( 1626-1946) [partie du département de la Guadeloupe en 1946 ;COM depuis 2007]
  -   Saint-Barthélemy : 1er, 2e (  1648-1946) [partie du département de la Guadeloupe en 1946 ;  COM depuis 2007]
  -  Sint Maarten :  1er (1624-1631) [Aujourd'hui   sous dépendance des Pays-Bas]
  -  Île de Saba : 1er (partagé avec les Hollandais de 1648 à 1814) [Aujourd'hui  sous dépendance des Pays-Bas]
  -  Sainte-Lucie : 1er (1642-1814) (Chef-lieu : Carénage fondé en 1650, prend le nom Castries en 1785) [Aujourd'hui indépendant  ]
  -  Saint-Vincent-et-les-Grenadines : 1er (1719-1763, 1779-1783) [Aujourd'hui indépendant  ]
  -  Saint-Eustache (brièvement) : 1er (1648-1678) [Aujourd'hui  sous dépendance des Pays-Bas]
  -  Île Saint-Christophe : 1er (1600-1713) [Saint-Christophe première colonie des Antilles française ; a fait partie quelques années des Antilles de l'Ordre des Hospitaliers (1651-1664) ; Aujourd'hui indépendant ]
  -  Sainte-Croix : 1er (1650-1733) [a fait partie quelques années des Antilles de l'Ordre des Hospitaliers (1651-1664) ; Aujourd'hui sous dépendance des États-Unis]
  -  Tobago : 1er (1678, 1713-1763, 1783-1793) [Aujourd'hui sous dépendance de  l'île Trinité]
  -  Îles Turques-et-Caïques (brièvement) : 1er (XVIIe siècle) [Aujourd'hui  sous dépendance du Royaume-Uni]
- Colonie de Saint Domingue (l'île est également appelée l'Hispaniola ou Haïti, elle est située dans les Grandes Antilles) :
  -  Haïti : 1er (1627–1804) [Aujourd'hui indépendant ]
    -  Île de la Tortue et Île de la Navasse
    - Principaux établissement français : Petit-Goâve (1654), Port-de-Paix (1666), Cap-Français (1670) et Port-au-Prince (1749).

  -  République dominicaine : 1er (1795–1809) [Aujourd'hui indépendant   ]

#### Amérique du Sud

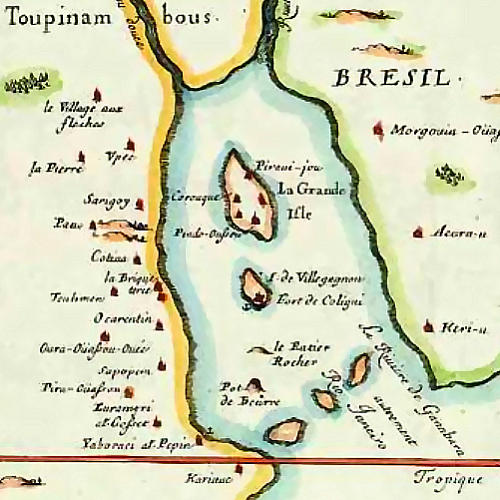
France antarctique (fort Coligny, baie de Guanabara).

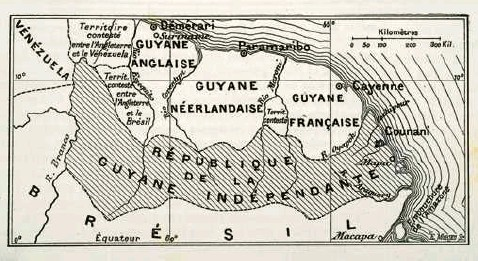
Counani.

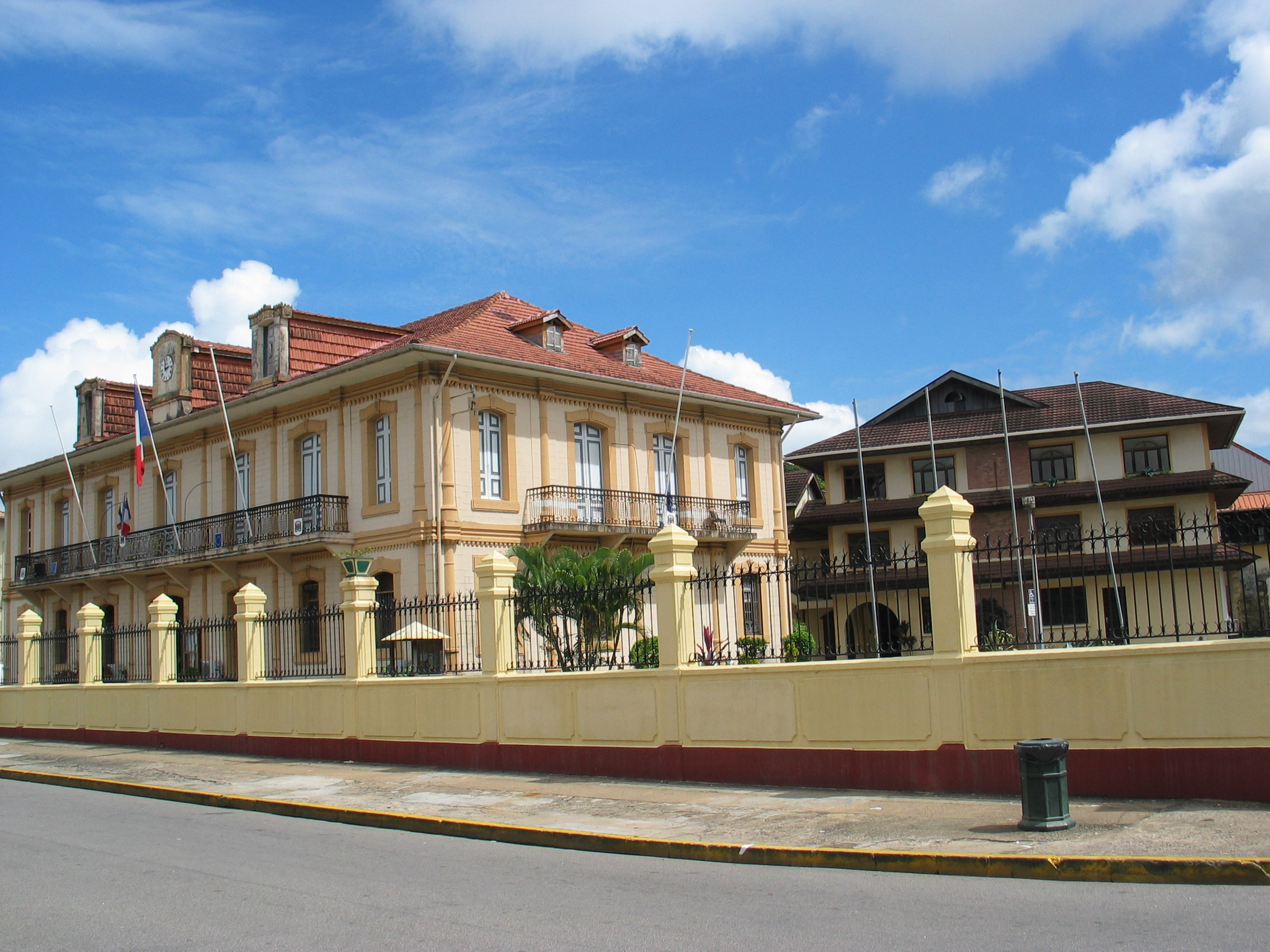
Mairie de Cayenne.

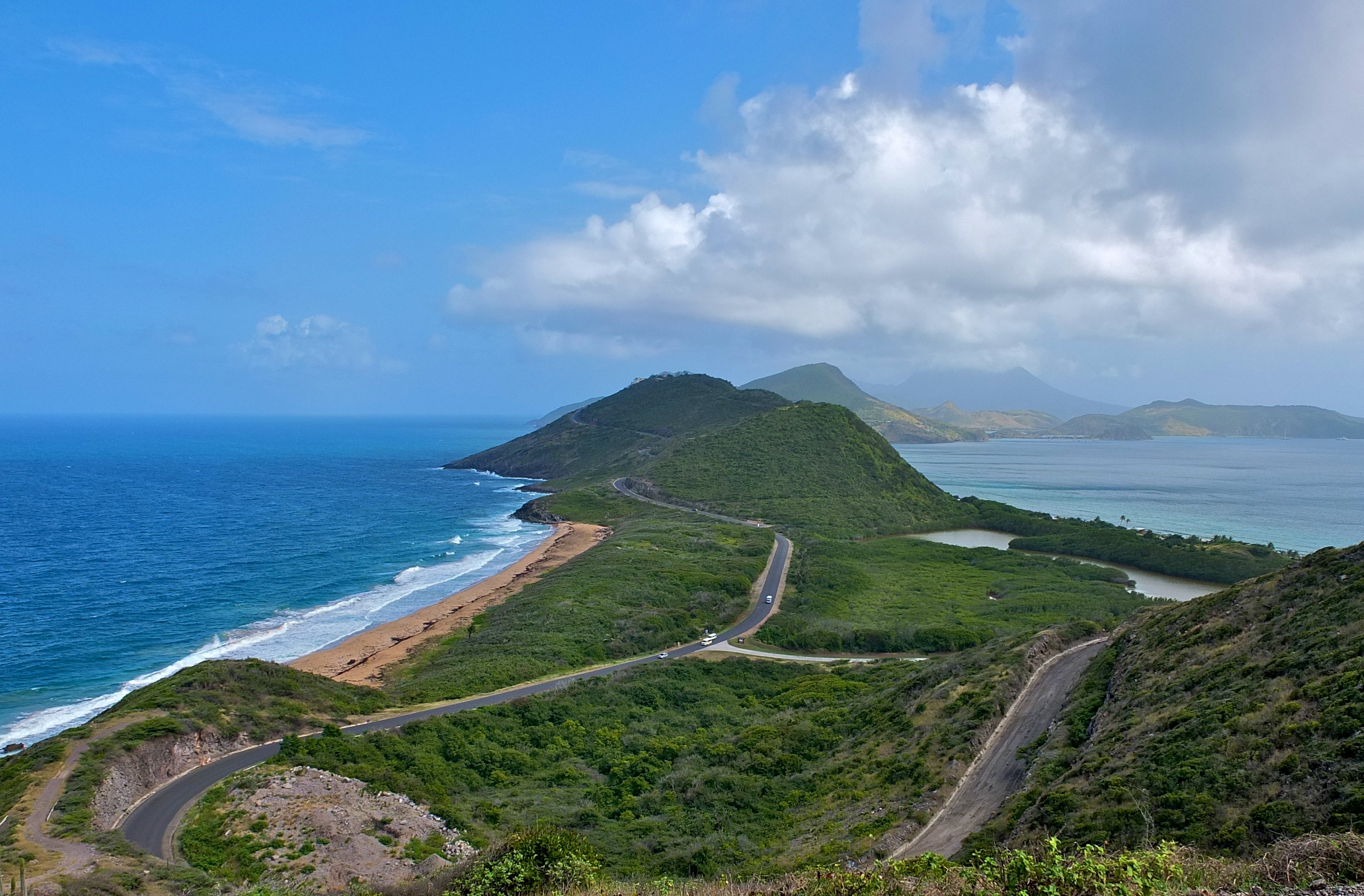
île Saint-Christophe
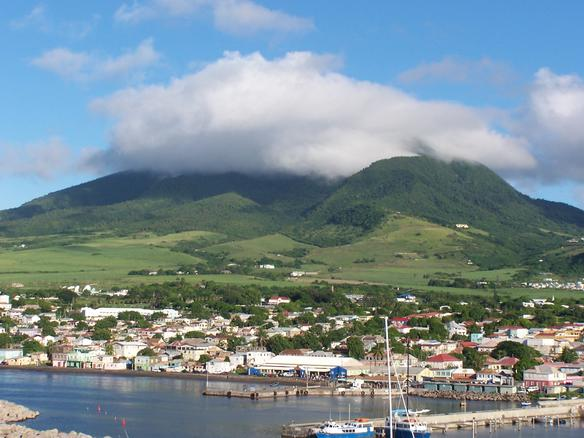
Basseterre, île Saint-Christophe
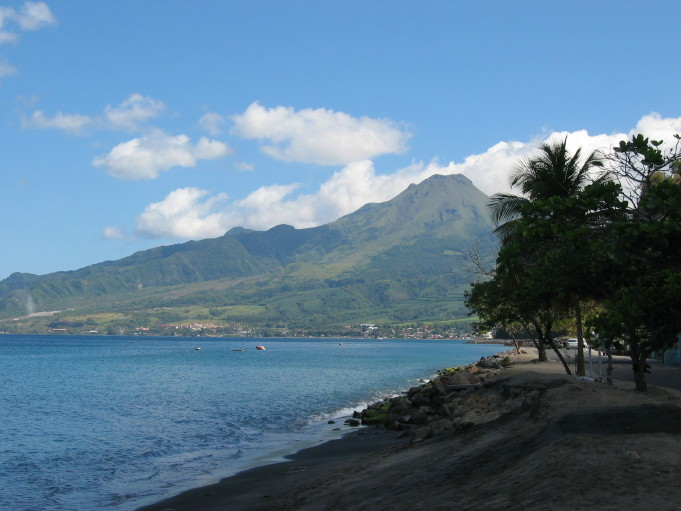
Mont Pelée, Martinique
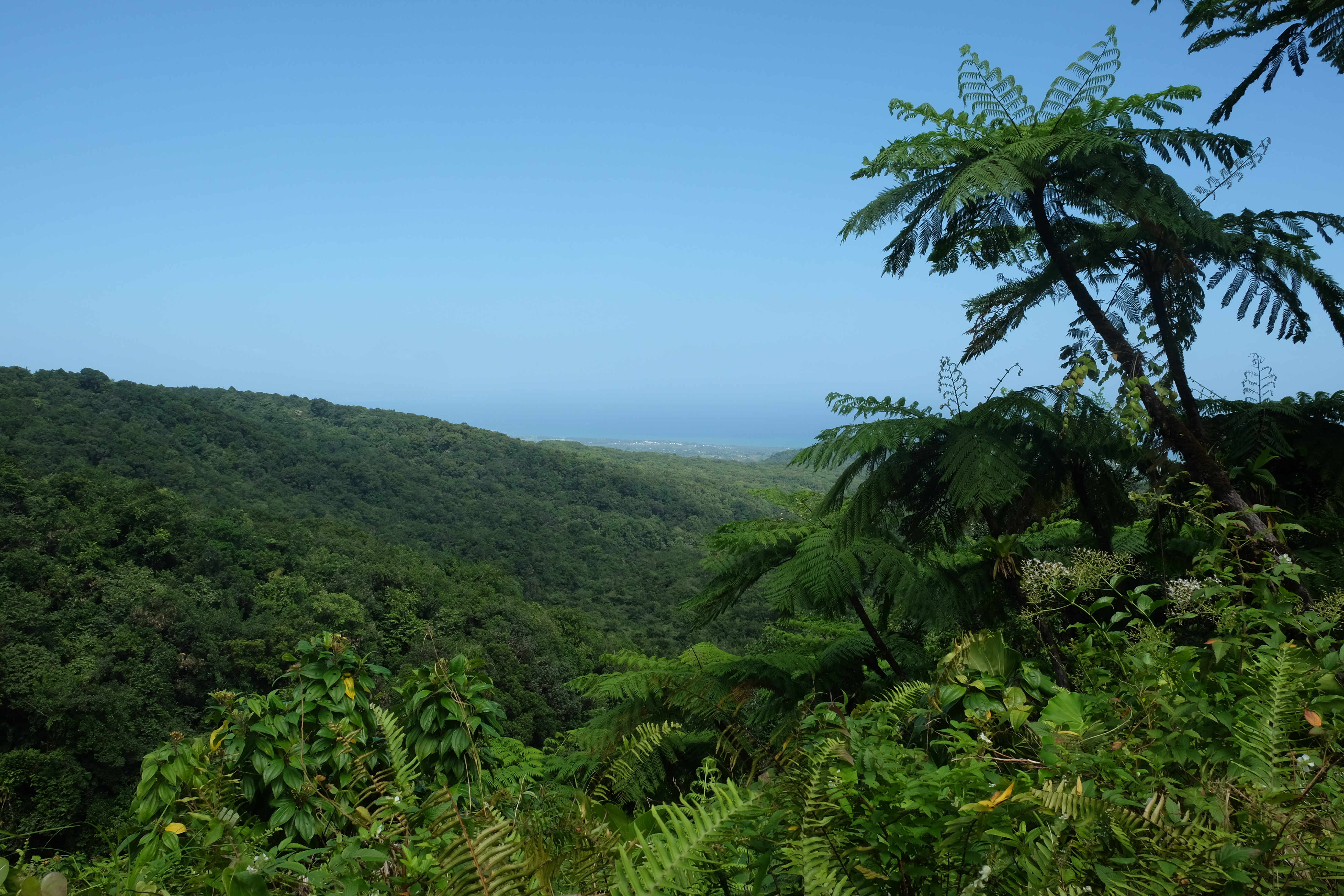
Chutes du Carbet, Basse-Terre, Guadeloupe

- Au Brésil :
  -   France antarctique : 1er (brièvement 1555-1560, à fort Coligny, où se situe Rio de Janeiro)
  -   France équinoxiale : 1er (brièvement 1612-1615, dans la Baie de Saint-Louis de Maragnan)
  - île Saint Alexis (1531), près de Recife
  - Ville Viçosa-Ceará (Territoire Serra da Ibiapaba (en)) : (1590–1604)
  - Fernando de Noronha (archipel) (1736-1737) ou "Île Deslphine"
- Guyane française : 1er, 2e (   1604-1652, 1662, 1670-1946) [dont les îles du Salut ;  Territoire de l'Inini ;  DOM depuis 1946]
  -   Counani ( Amapá, Contesté franco-brésilien ; 1886-1897)
  - Tapanahony (District de Sipaliwini, au Suriname ; Controverse franco-néerlandaise en faveur des Pays-Bas ; 25.8% du territoire actuel) (1814)
- Berbice (au Guyana) (1712)
- En Argentine : Îles Malouines (1764-1767), voir Occupation française des îles Malouines.

Le territoire d'Araucanie et de Patagonie (État éphémère de 1860 à 1862), même s'il est parfois appelé « royaume de Nouvelle-France », n'a jamais été possédé par la France même si, comme la République de Sonora, la péninsule de Basse-Californie ou l'île de Vancouver, ses territoires ont eu une indépendance éphémère et ont été dirigés par des Français. De même, l'île Floreana (ou Santa María), qui n'a jamais eu de souveraineté concrète de Barcus, ou l'expédition du Mexique, faite sous le Second Empire, qui n'a pas eu pour but de prendre le Mexique comme possession, mais pour objectif de mettre en place un régime favorable aux intérêts français.

Cartes
Antilles, colonisation française en bleu
Amérique du Sud, colonisation française en bleu
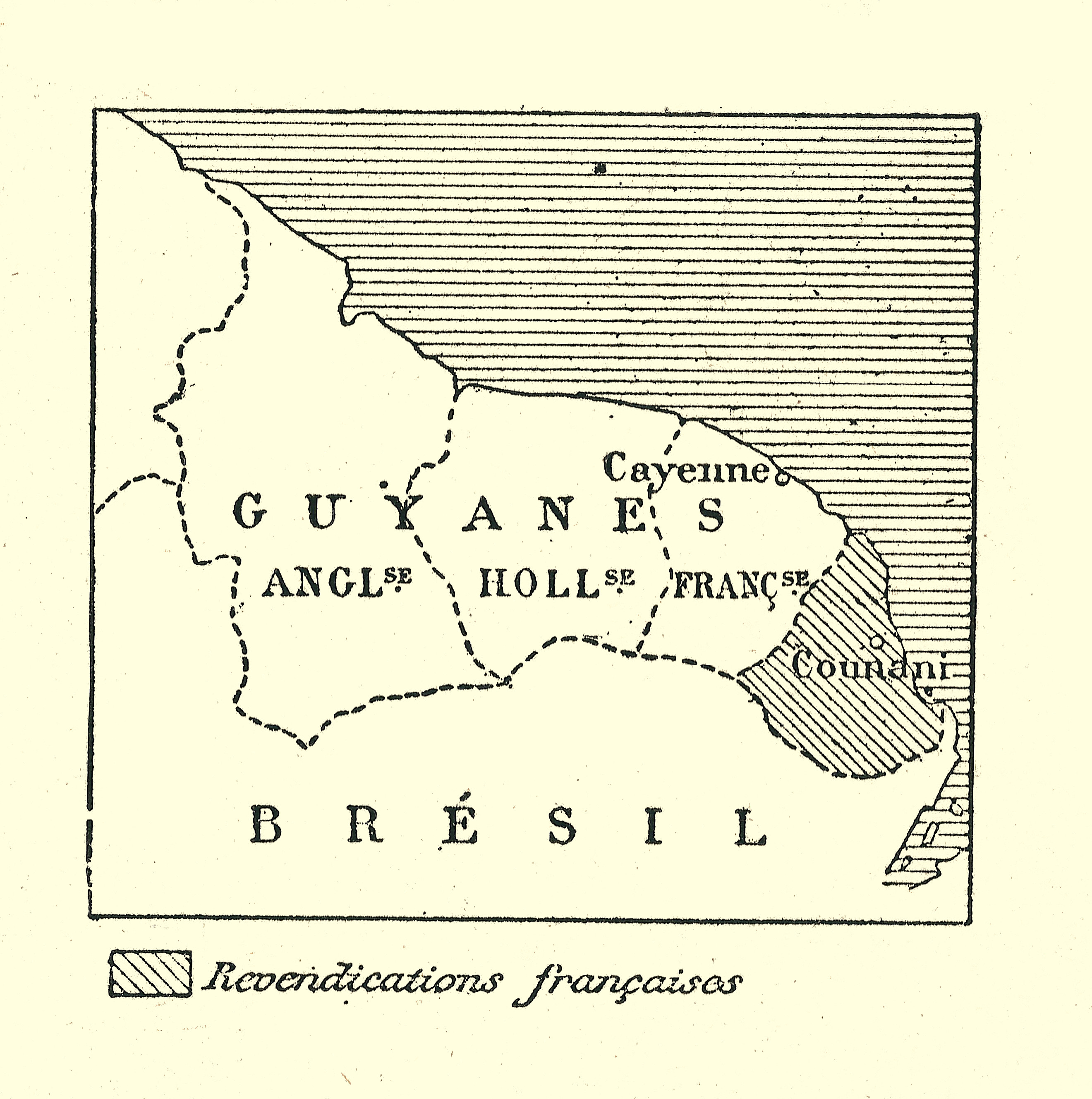
Contesté franco-brésilien

### Continent africain

Colonisation de l'Afrique en 1913.

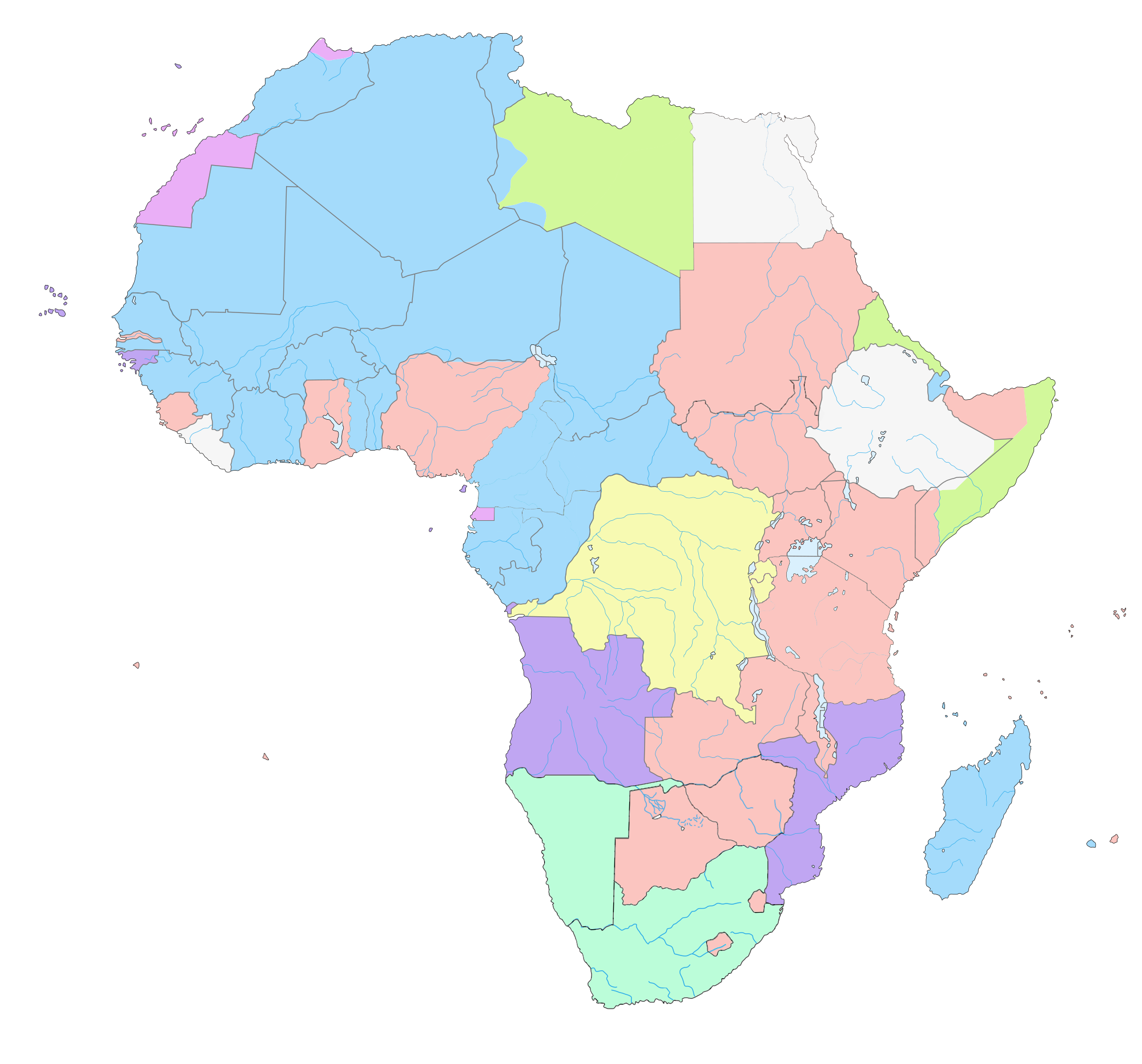
Possessions européennes en Afrique, 1930.

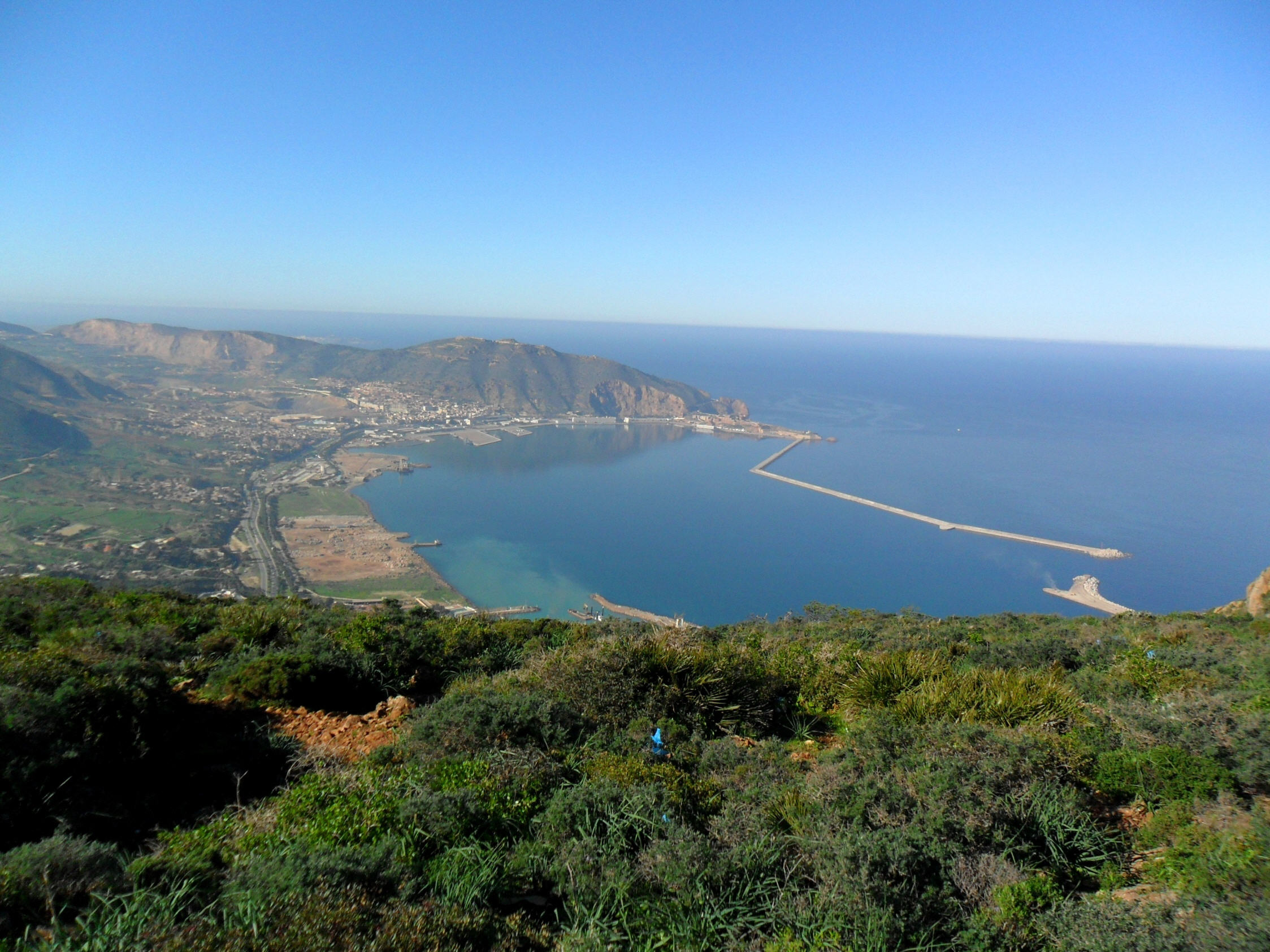
Vue sur Mers el-Kébir.

L'Afrique française désigne l'ensemble des colonies africaines ayant appartenu à la France. Elle ne doit pas être confondue avec l’Afrique française libre, qui désigne de 1940 à 1944 les colonies françaises d'Afrique successivement ralliées à la France libre ; ni avec la Françafrique, qui désigne l'ensemble des relations exercées par la France avec ses anciennes possessions (principalement mis en place par Jacques Foccart) ; ni même avec l'Afrique francophone, qui désigne tous les pays d'Afrique qui ont pour langue officielle le Français, ou qui ont une forte proportion de leur population qui le parle. L'Afrique française désigne :
- Les possessions françaises sur le continent africain, qui se partagent entre l'Afrique du Nord (l'A.F.N.) et l'Afrique sub-saharienne (l'A.O.F. et l'A.E.F.).
- Ainsi que, après 1896, les possessions françaises de l'océan Indien.

#### Afrique du Nord
- Bastion de France (comptoir commercial de la région de Bône, La Calle, îles de la Galite, Bizerte ; vers 1550 à 1637 et 1684).
- Afrique française du Nord (A.F.N.) (1830-1962) :
  -   Algérie française : 2e (1830-1962 ; rétrocession totale du Sahara en 1966, et de la base navale et sous marine de Mers El-Kébir, prévu en 1977, mais la France se retira au bout de cinq années) [départements de 1848 à 1962 ; aujourd'hui  Algérie].
  -  Protectorat français de Tunisie : 2e (1881-1956 ; la France rétrocède la base aéronavale de Bizerte le 15 octobre 1963) [aujourd'hui  Tunisie]
  -  Protectorat français du Maroc : 2e (1912-1956) [protectorat ; 89 % du territoire du Maroc actuel était sous contrôle français, le reste étant sous contrôle espagnol ou la Zone internationale de Tanger ; aujourd'hui  Maroc]
    -  Zone internationale de Tanger : 2e (1923-1956) [Co-Protectorat avec l'Espagne, le Royaume-Uni, le Portugal, l'Italie, la Belgique, les Pays-Bas, la Suède et les États-Unis]

  -  Territoire du Fezzan (partiellement de 1880-1938, et totalement de 1943-1951)

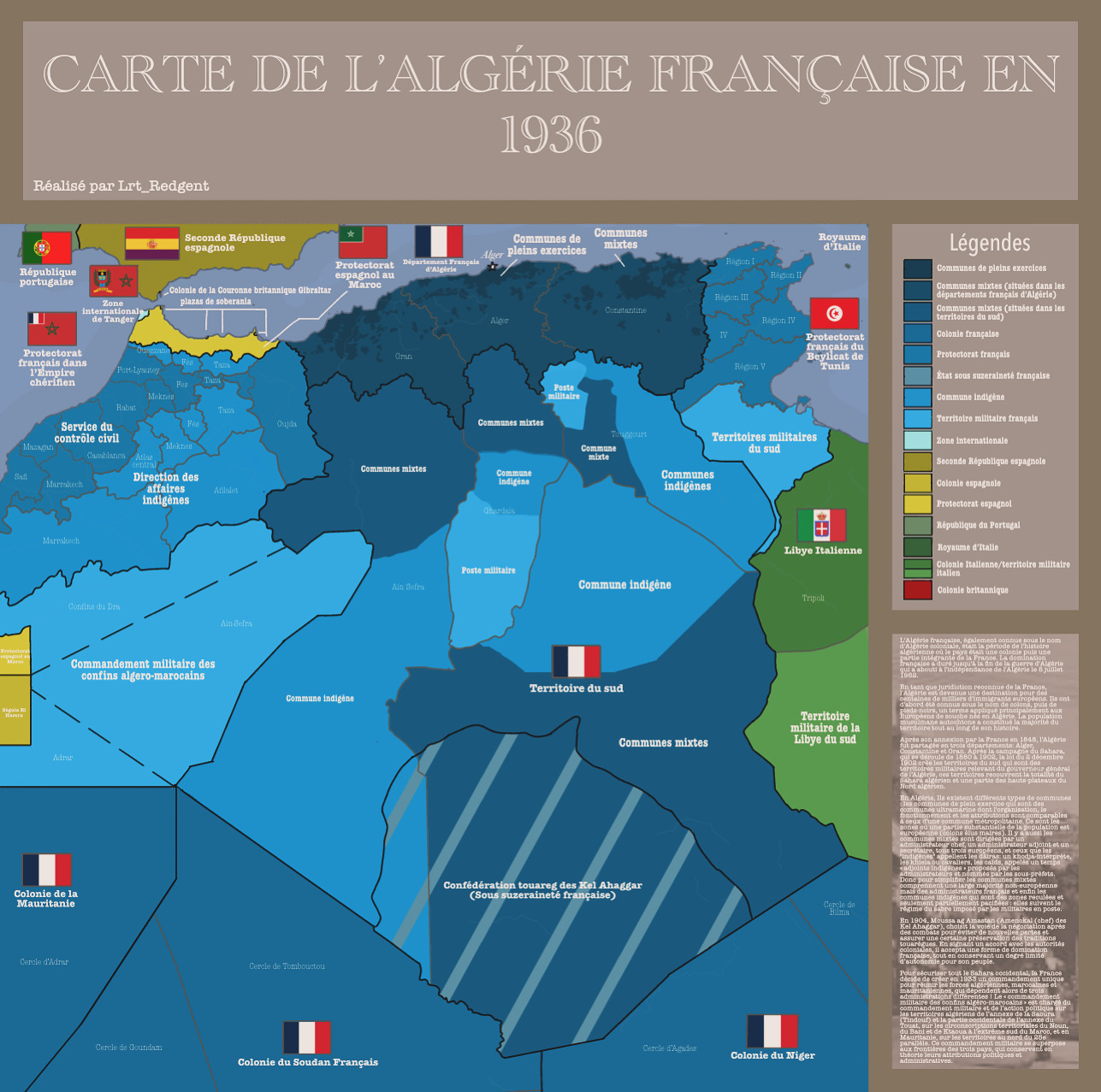
Carte de l’Afrique du Nord française en 1936

#### Afrique sub-saharienne
- Afrique-Équatoriale française (A.-E.F.) (1910-1960) :
  -  Congo français :
    -  Colonie française du Gabon : 2e (1839-1960) [Établissements français du Gabon (1839-1893) ; Établissements français de la Côte de l'Or et du Gabon (1859–1886) ; Colonie française du Gabon (1893-1946) ; Territoire d'outre-mer du Gabon, membre de l'Union française (1946-1958) ; en 1958 s'appuyant sur la Constitution de la Ve République, demanda à devenir un DOM, mais face au refus de De Gaulle, devient finalement un  État (le Gabon) membre de la Communauté française (1959-1960), et plus tard de l'OIF (depuis 1970)] (principaux établissements français au Gabon : Libreville, Port-Gentil et Franceville).
    - Colonie du Moyen-Congo (aujourd'hui  République du Congo) : 2e (1891-1960)
    -  Oubangui-Chari (anciennement appelé Haut-Oubangui ; aujourd'hui  République centrafricaine) : 2e (1889-1960)
    - étendue territoriale variable au début de la prise de possession du Congo français et chevauchant les territoires voisins :
      -  Río Muni : 2e (possédé de façon variable de 1844, jusqu'au traité de Paris du 27 juin 1900 avec l’Espagne) [partie de la  Guinée espagnole, aujourd'hui   Guinée équatoriale].
      - Sud du Kamerun : 2e (possédé jusqu'au traité du 24 décembre 1885, avec l'Allemagne) [aujourd'hui partie du Cameroun].
      -  Cabinda : 2e (possédé de façon variable de 1875, jusqu'au 29 septembre 1883, date du traité de Chinfuma. Le Cabinda est devenu un protectorat du Portugal à la suite du traité de Simulambuco signé le 1er février 1885) [aujourd'hui possession de l'Angola].
      - Territoire Nord de la Bouche du fleuve Congo : 2e (possédé de façon variable de 1875, jusqu'en 1885, les frontières de l'actuelle république démocratique du Congo ont été reconnues à l'issue de la conférence de Berlin)

  - Territoire du Tchad (aujourd'hui  Tchad) : 2e (1895-1960 ; Borkou-Ennedi-Tibesti (BET, dont bande d'Aozou) rétrocession totale en 1965[1])
- Afrique-Occidentale française (A.-O.F) (1895-1960) :
  -  Territoire du Sénégal : 1er (Saint-Louis-du-Sénégal, île de Gorée) et 2e (1626-1758, 1779-1809, 1817-1960) [Colonie du Sénégal (1626-1946) ; Territoire du Sénégal (1946-1958), membre de l'Union française ;  République du Sénégal membre de la Communauté française (1959-1960) et plus tard de l'OIF (depuis 1970)].
  - Colonie de la Côte d'Ivoire : 2e (1895-1960) [Protectorat (1843-1893) ; Établissements français de la Côte de l'Or et du Gabon (1859–1886) ; Colonie de Côte d'Ivoire (1893-1946) ; Territoire de Côte-d'Ivoire (1946-1958), membre de l'Union française ;  République de Côte d'Ivoire membre de la Communauté française (1959-1960) et plus tard de l'OIF (depuis 1970)].
  -   Haute-Volta : 2e (1898-1960) [aujourd'hui  Burkina Faso]
  - Guinée française (ou Rivières du Sud) : 2e (1893-1958) [aujourd'hui  Guinée ; seul pays de l'ancienne Afrique française sub-saharienne à ne pas entrer dans la Communauté française, premier à choisir l'indépendance totale, et un des derniers à entrer dans l'OIF. C'est aussi un des seuls à ne pas être membre d'un Franc CFA]
  -  Soudan français : 2e (1857-1960) [aujourd'hui  Mali]
  - Colonie de la Mauritanie : 2e (1900-1960) [aujourd'hui  Mauritanie]
  - Colonie du Niger : 2e (1897-1960) [aujourd'hui  Niger]
  - Colonie du Dahomey : 2e(1895-1960) [aujourd'hui  Bénin]

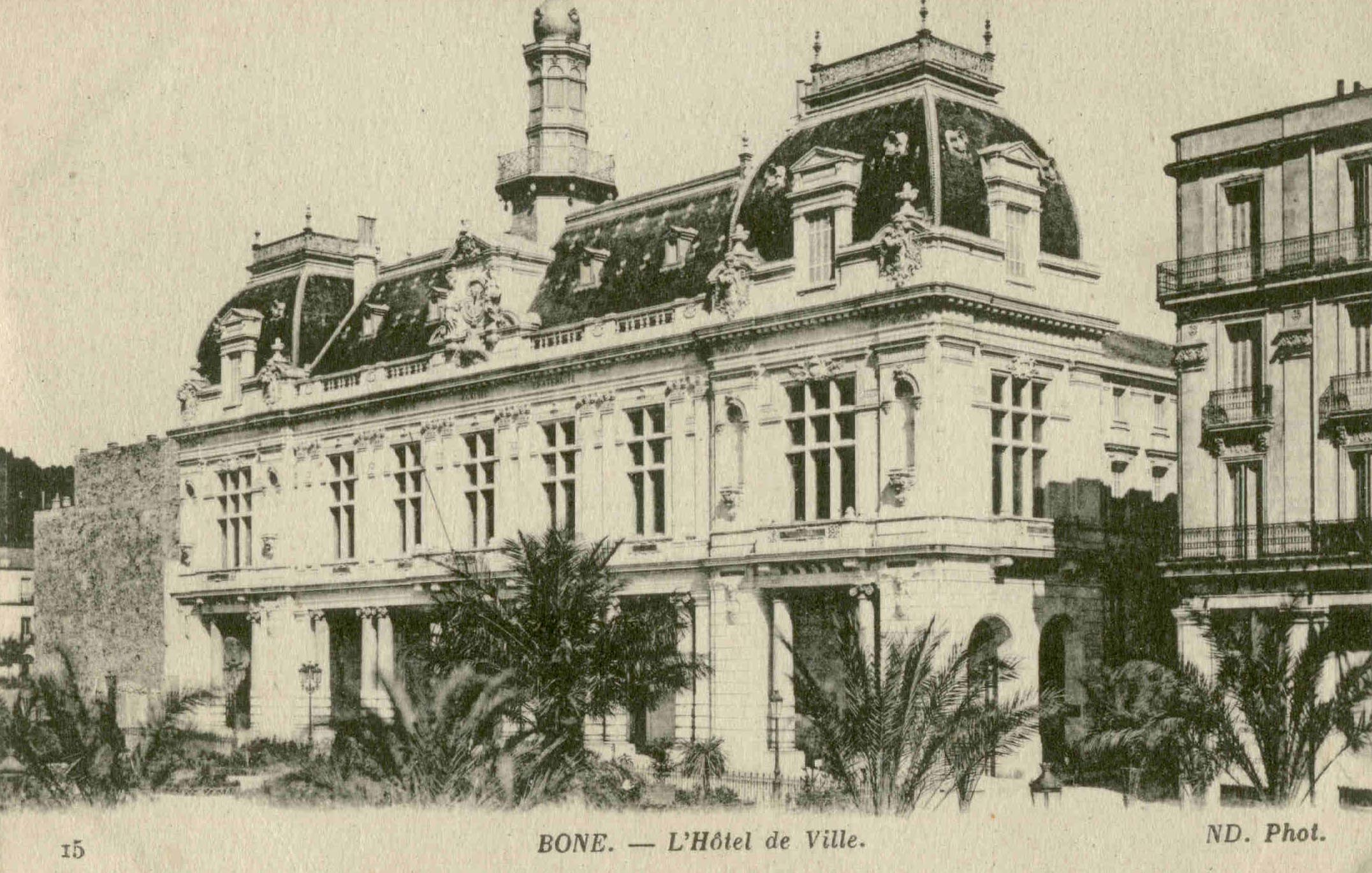
Bône - Hôtel de Ville, architecture de la période française en Algérie;
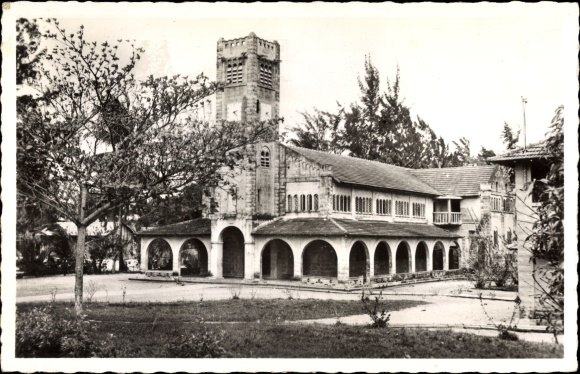
Port Gentil - La Mission (Gabon, AEF).
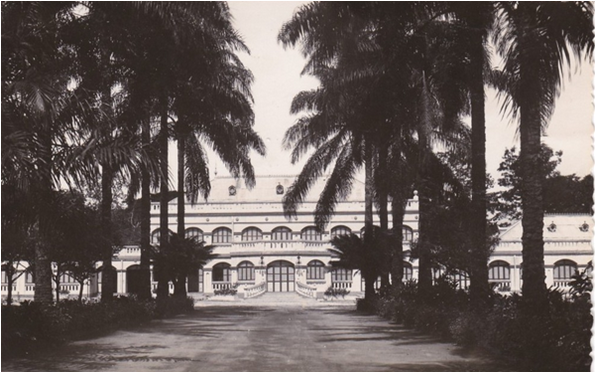
Le palais du gouverneur de Brazzaville au Congo, devenu palais du Peuple.

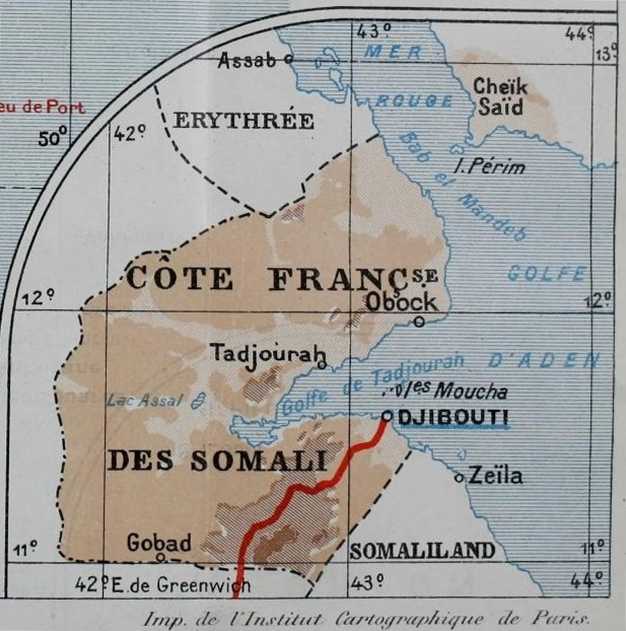
Côte française des Somalis.

#### Afrique de l'Est
Corne de l'Afrique (possessions que l'on pourrait regrouper sous l'appellation Afrique de l'Est française) :
- Territoire français des Afars et des Issas : 2e (TOM de 1862-1977) (dénommé à certaines époques Territoire d'Obock, Côte française des Somalis ; aujourd'hui  République de Djibouti)
- Cheikh Saïd : 2e (Certains atlas et livres d'histoire français ont affirmé que le Cheikh Saïd était français, mais la France n'a jamais occupé ni revendiqué ce territoire, qui n'a jamais été français.)[2]

#### Autres territoires

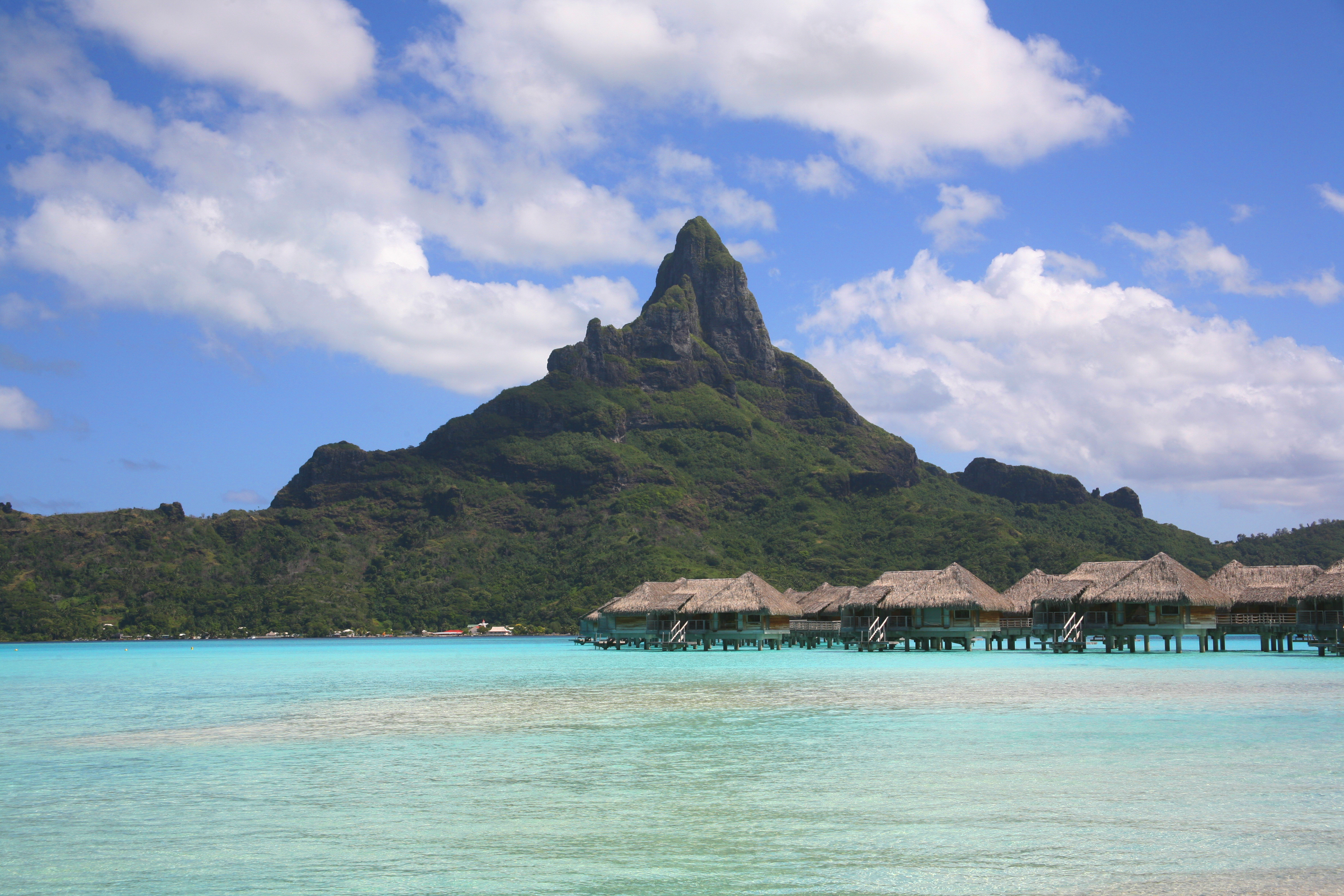
Lagon de Bora-Bora.
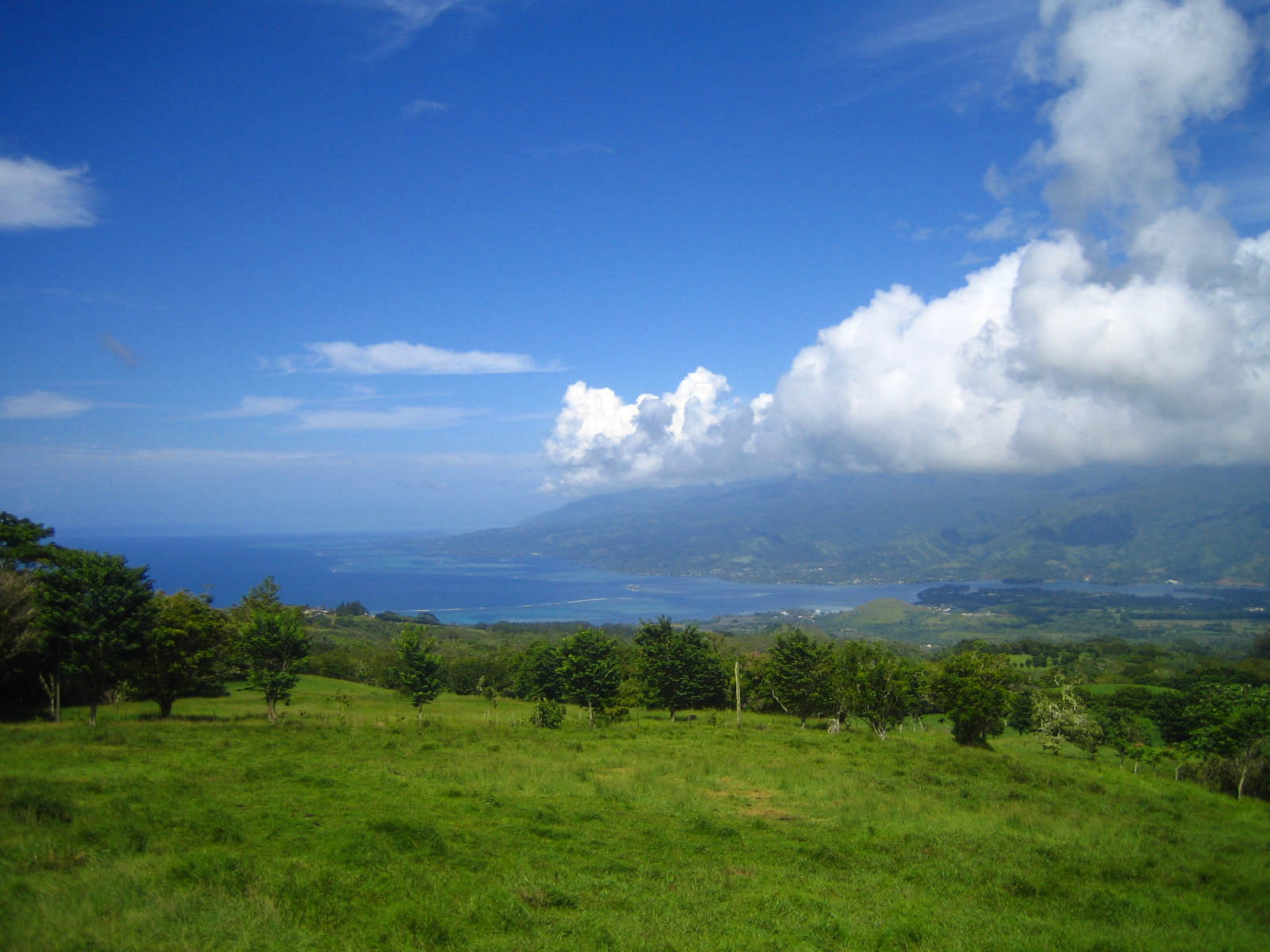
Taravao (Tahiti).
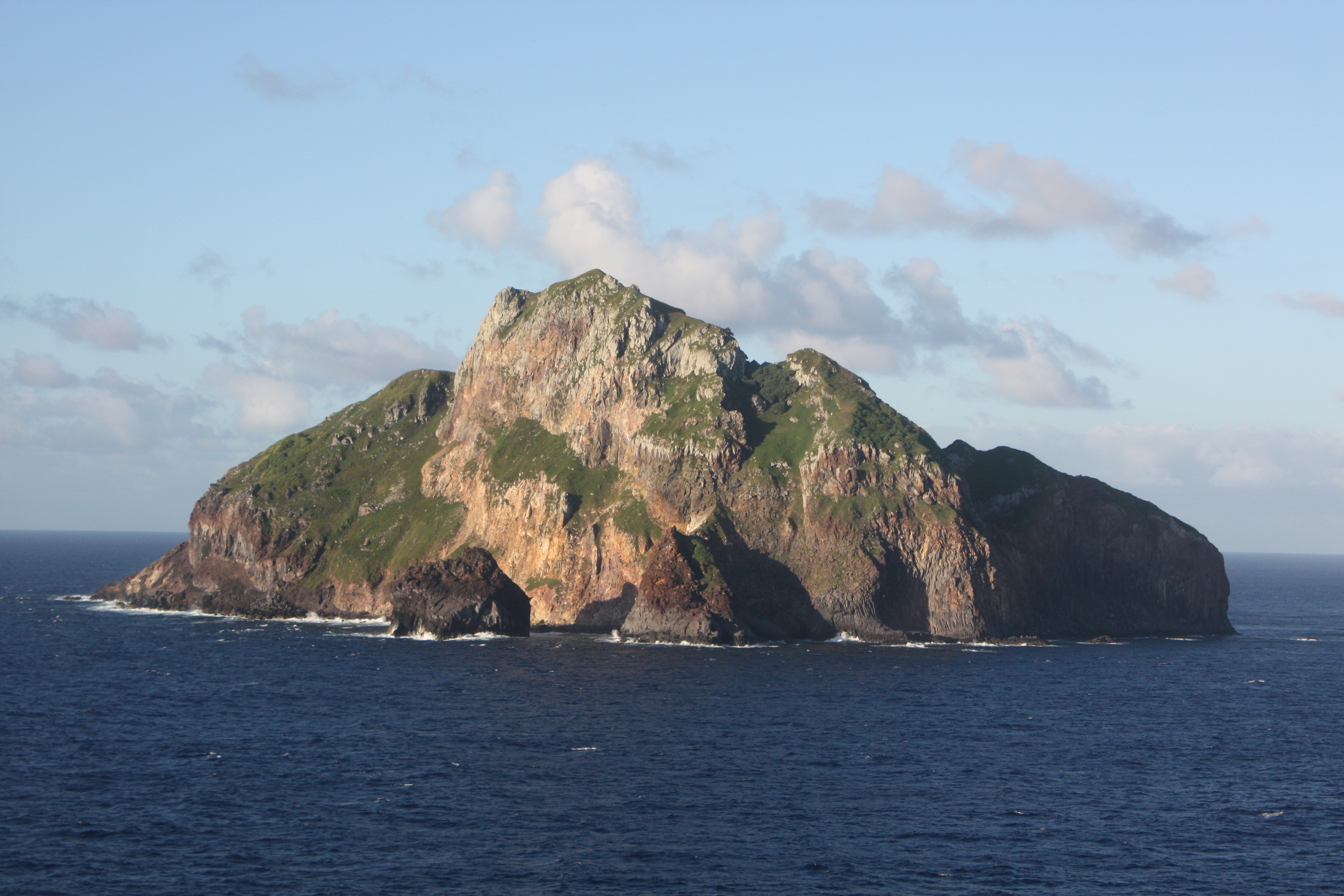
Île hunter, Nouvelle-Calédonie.
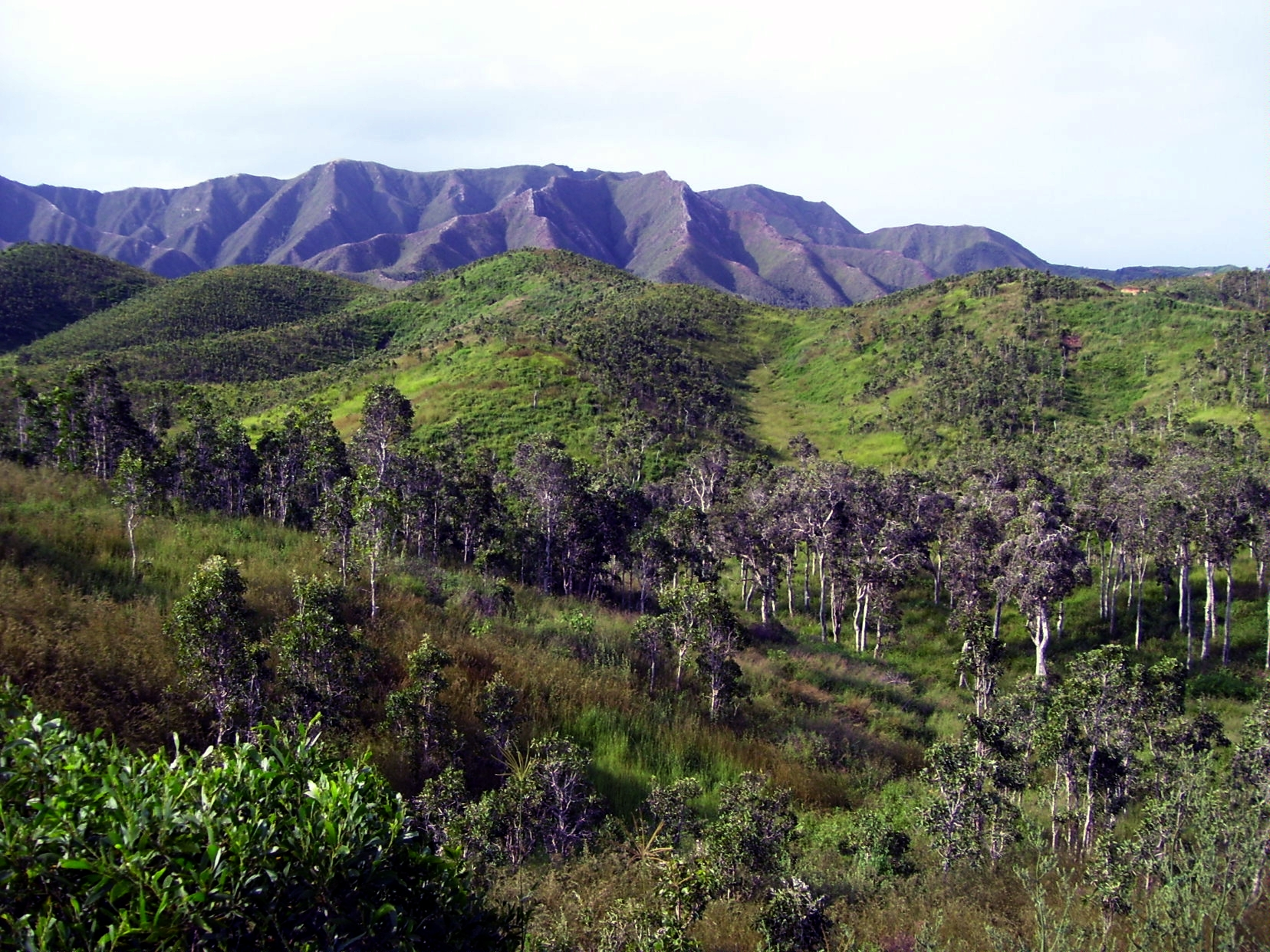
Savane Niaoulis, Nouvelle-Calédonie.
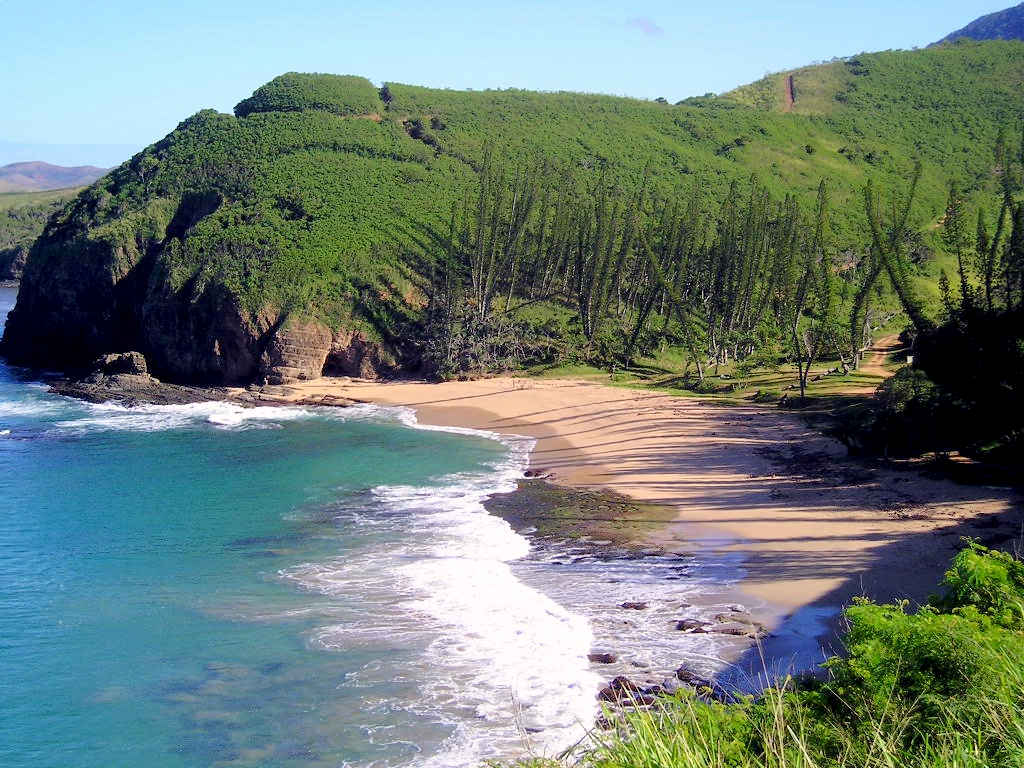
Baie des Tortues, Nouvelle-Calédonie

- Égypte (brièvement et de façon partielle) : 1798-1801
- Au Soudan / Soudan du Sud : Territoire de Fachoda (brièvement) : 1898
- En Gambie : Albreda : 1er et 2e (1681-1857) et Île James (1695-1702)
- Au Nigéria : Enclaves de Forcados et Badjibo (bail, 1898-1926) et l'émirat de Muri (en) (au Nord-Est du Nigeria) (1892–1893)

#### Territoires sous mandat de la SdN

Mandat SDN, sur la Syrie et Liban.

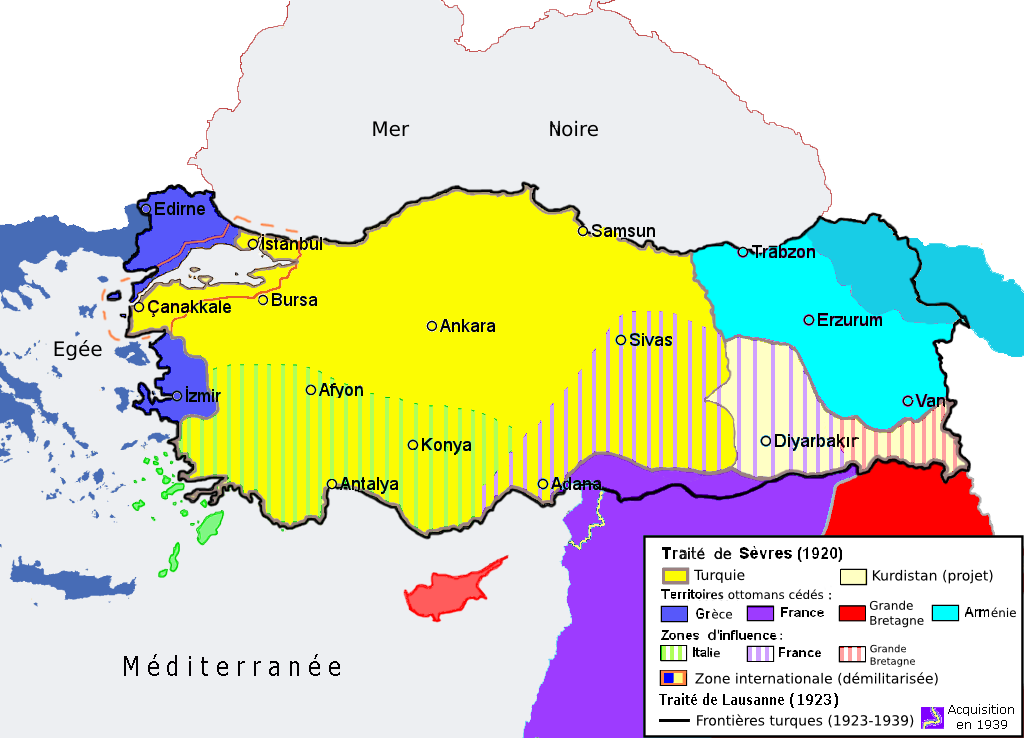
Cilicie sous le protectorat français.

« Territoires sous mandat » de la Société des Nations octroyés à la France (territoires jamais officiellement intégrés à l'AOF ou l'AEF) :
- Cameroun français : 2e (1918-1960) [91% du pays était sous tutelle de la France, couvrant toutes les régions de l'actuel Cameroun, excepté celles du Nord-Ouest et du Sud-Ouest, l'ensemble était une partie du Kamerun, l'autre étant le Cameroun britannique ; aujourd'hui  Cameroun, seule une partie du Cameroun britannique (le Cameroun du Sud) a rejoint le Cameroun, le Cameroun du Nord, lui, a rejoint le Nigeria]
- Togo français : 2e (1918-1960) [pays sous tutelle de la France, était une partie du Togoland, l'autre étant le Togoland britannique ; aujourd'hui  Togo, le Togoland britannique, lui, a rejoint le Ghana)

La fin des possessions françaises en Afrique passe par la mise en place de l'Union française, puis de la Communauté française. Après la période coloniale, la majorité des territoires de l'ancien empire colonial, devenus des États, ont gardé d'importantes relations avec la France, passant des accords culturels, militaires, économiques... La plupart sont entrés dans l'Organisation internationale de la francophonie (OIF), surtout ceux qui ont gardé le français pour langue officielle. Une grande partie des États de l'ancienne AOF et l'AEF, sont membres des Francs CFA, ces monnaies sont garanties par rapport à la monnaie nationale française (anciennement le franc français, jusqu'en 2002), Huit États sont membres de l'Union économique et monétaire ouest-africaine (UEMOA ; à savoir : le Bénin, le Burkina Faso, la Côte d'Ivoire, la Guinée-Bissau, le Mali, le Niger, le Sénégal et le Togo) et six États sont membres de la Communauté économique et monétaire de l'Afrique centrale (CEMAC ; à savoir : le Cameroun, le Congo, le Gabon, la Guinée équatoriale, la République centrafricaine et le Tchad). Djibouti utilise le Franc Djibouti.

Cartes de la colonisation française de l'Afrique
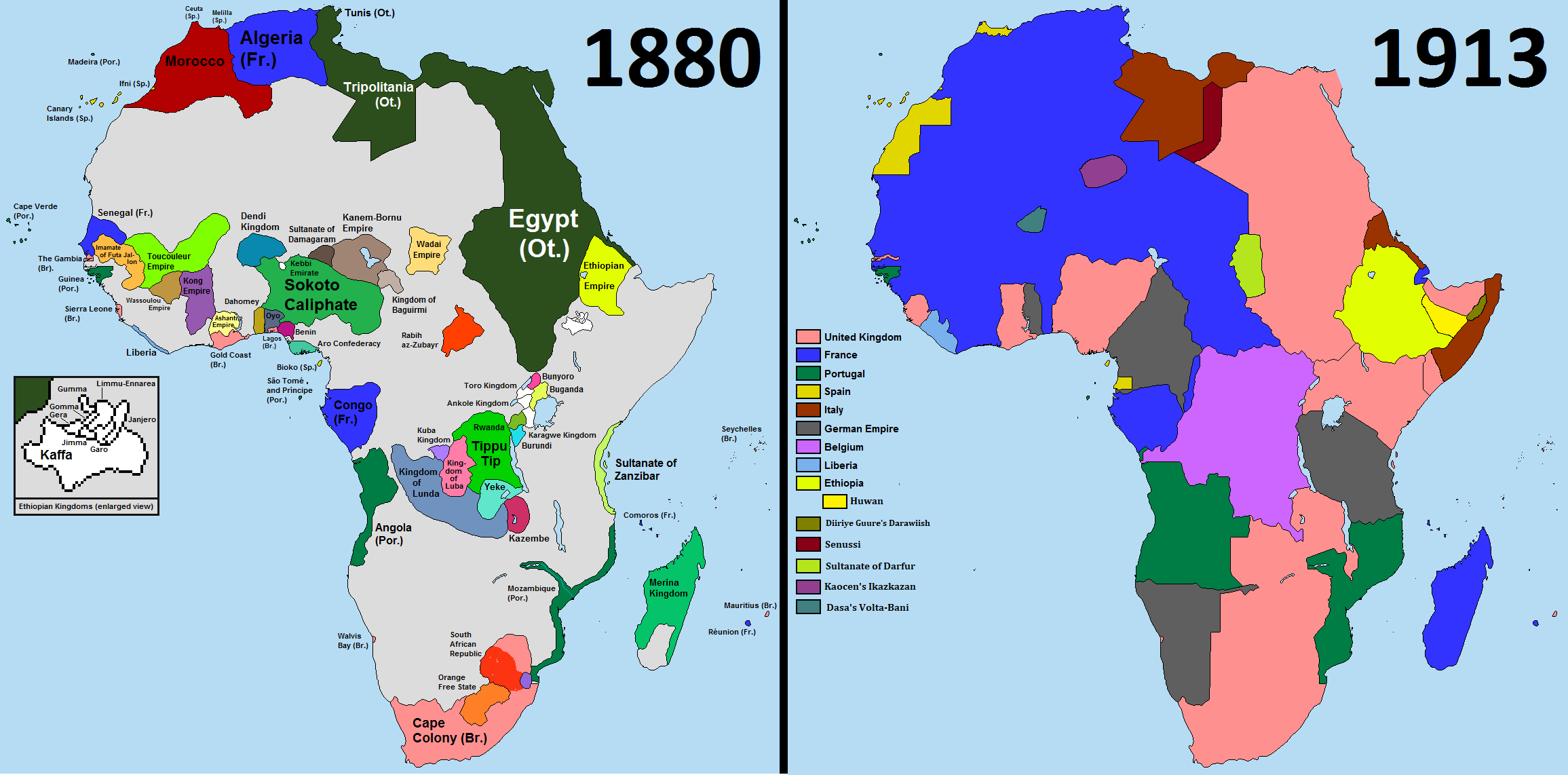
Partage de l'Afrique, comparaison 1880 - 1943
Décolonisation de l'Afrique
Carte des États d'Afrique, après la Colonisation.

### Moyen-Orient

#### Territoires sous mandat de la SdN
Mandat français en Syrie et au Liban octroyés par la Société des Nations :
- Liban : 2e ( État du Grand Liban ; 1920-1943)
- Syrie : 2e ( État d'Alep,   État des Druzes,  État de Damas, et  territoire des Alaouites ; 1920-1946)
  -  État du Hatay : 2e (1918-1938) [appartient à la Turquie à partir de 1939 (Sandjak d'Alexandrette, maintenant appelée province d'Hatay), même si reste revendiqué par la Syrie depuis lors]
- Cilicie (en Turquie) :2e (1919-1921)

### Continent asiatique

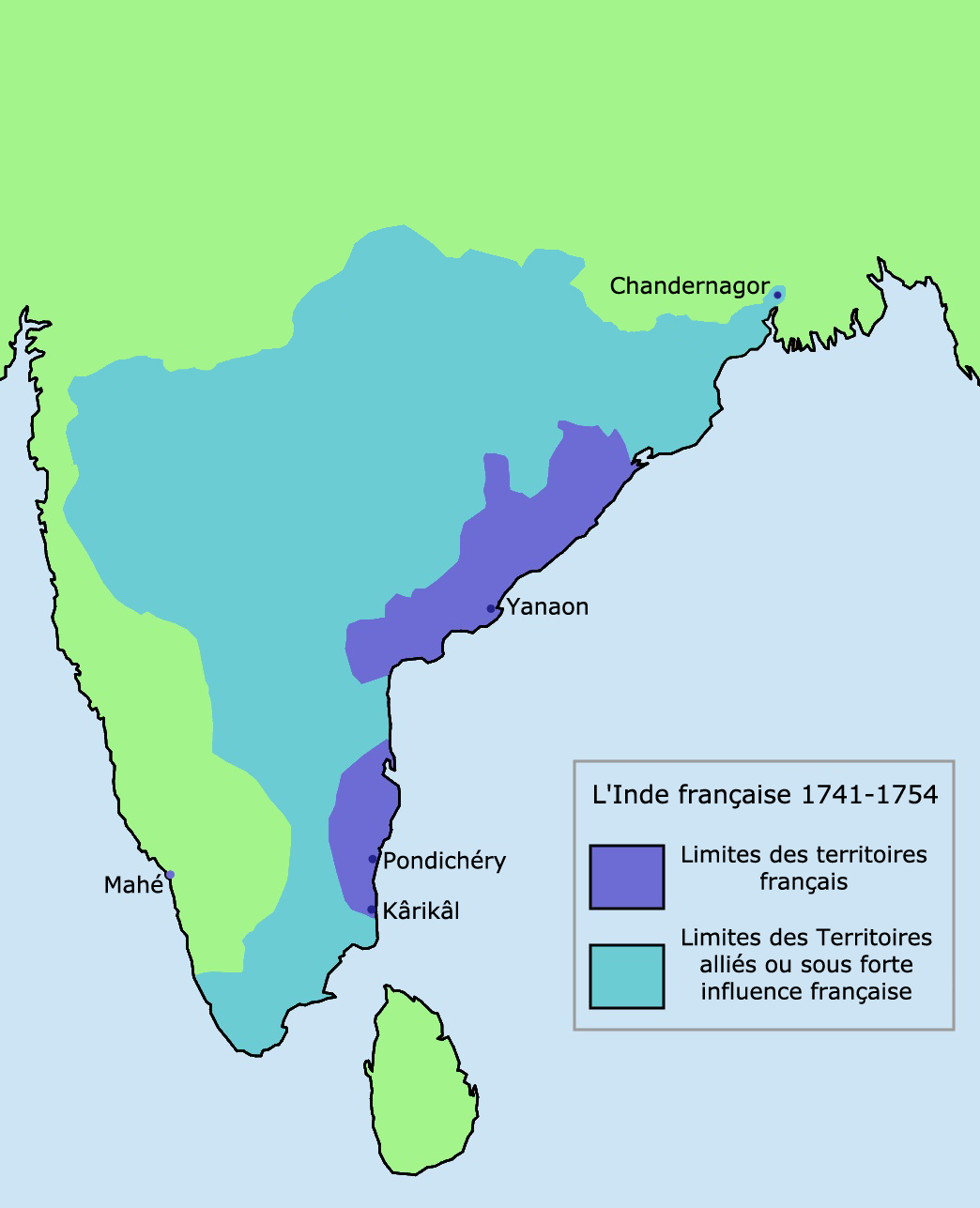
Indes françaises.

#### Asie du Sud

Expansion territoriale française en Indochine.

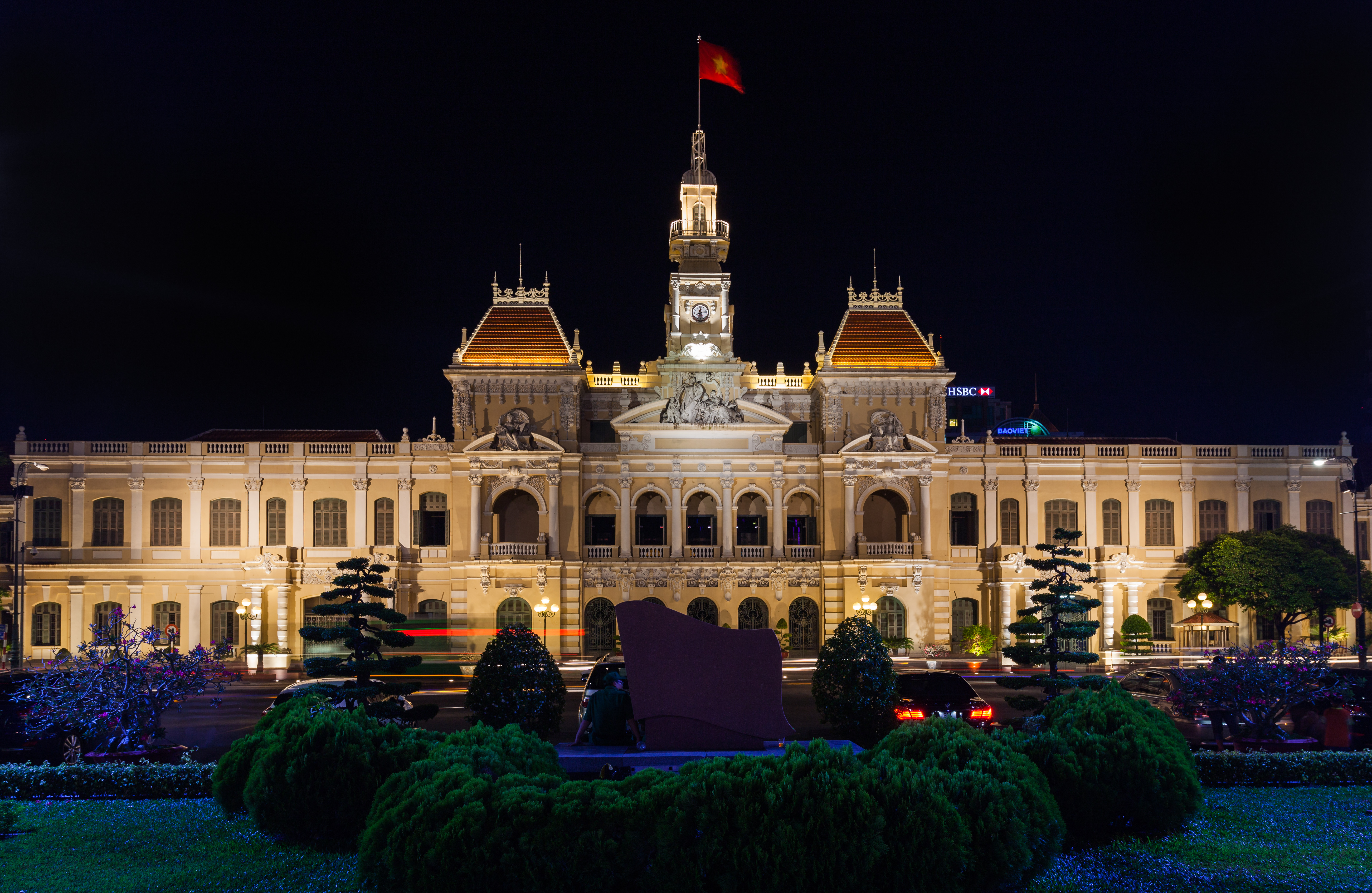
Hôtel de ville de Saïgon, construit entre 1902 à 1908.

Ancienne École française d'Extrême-Orient à Hanoï, construit en 1932, devenu un musée.

Indes françaises (1750-1954)
- Façade orientale et intérieur des terres de l'Inde (pendant la Guerre de Sept Ans) : 1750-1760
- Comptoirs des Indes :
  -  Établissements français de l'Inde : 1er  et  2e (Pondichéry (1765-1954), Mahé (1721–1954), Karikal (1725-1954), Yanaon (1723-1954), et Chandernagor (1673-1954))
  -  Trinquemalay (ou Trincomalee, au Sri Lanka) (brièvement, en 1670)

#### Extrême-Orient
- Indochine française (1862-1954)
  -  Cambodge : 2e (1863-1954)
  -  Laos : 2e (1893-1954)
  -   Les trois parties du Viêt Nam sont réunies en 1949 au sein de l'État du Viêt Nam
    -   Cochinchine (Sud du Viêt Nam, 1862-1954) (dont Îles Poulo-Condore 1787 - 1954)
    -   Tonkin (Nord du Viêt Nam, 1885-1954)
    -  Annam (Centre du Viêt Nam, 1885-1954)

  -  Îles Paracels (1932-1954) et Îles Spratleys (1933-1954)
  - Le Territoire de Kouang-Tchéou-Wan (Guangzhou Wan) (aujourd'hui Kouang-Tchéou-Wan, Chine) : 2e (1898-1945), Rattaché administrativement à l'Indochine sans en faire partie.
  - Île Hainan (brièvement, en 1865)

Dans le cas des concessions françaises, la France, à l'instar des autres puissances qui s'étaient également vu octroyer des concessions dans certaines villes chinoises, ne détenait pas la souveraineté sur ces parcelles de territoire qu'elle ne faisait qu'administrer et qui demeuraient partie intégrante de la Chine. Elles ne firent donc pas partie de l'empire colonial, tout comme le Yunnan sur lequel la France exerçait par traité certains droits limités (contrôle sur le Chemins de fer français du Yunnan , etc.).

##### Chine
- La concession française de Shanghai : 2e (1849-1946)
- La Concession française de Tientsin (aujourd'hui Tianjin) : 2e (1860-1946)
- La Concession française de Hankou (aujourd'hui partie de Wuhan) : 2e (1896-1943)
- La concession française de Canton sur l'île de Shamian : 2e (1859-1949) (1/5e de l'Ile)

##### Taïwan
- Ville/port de Keelung (1884–1885)
- Îles Pescadores (1885)

##### Philippines
- Basilan (1845)[réf. nécessaire]

##### Nouvelle-Guinée
La colonie libre de Nouvelle-France : plus de 570 colons français y ont débarqué et ont tenté de la coloniser, pourtant ce n'est pas une colonie, mais une escroquerie organisée entre 1877 et 1882. Le territoire correspond à la Papouasie-Nouvelle-Guinée et aux îles Salomon, dont les îles Bougainville, Choiseul, Louisiades et Entrecasteaux, qui portent un nom de personnalité française, mais qui n'ont jamais été colonisées par la France.

### Bassin de l'océan Atlantique

#### Océan Atlantique Nord
- îles Flores et Terceira (dans  l'archipel des Açores) (brièvement 1583, administration au profit des Portugais et en opposition à l'Espagne, pendant la Crise de succession portugaise ; aujourd'hui possession du  Portugal).
- Îles Delphine (ou Fernando de Noronha) (1705–1737)[aujourd'hui possession du Brésil].
  -  Île de l'Ascension (brièvement 1705 ; les Français en prennent possession et l'intègre dans le domaine colonial français, en même temps que l'îles Delphine, mais sans l'occuper) [aujourd'hui possession du Royaume-Uni].
- São Tomé et Príncipé (brièvement 1709, pendant la    Période portugaise ; aujourd'hui indépendant )
  -  Les îles de  Fernando Póo et d'Annobón font partie de la colonie de São Tomé et Príncipé (en 1709), jusqu'au traité de San Ildefonso (1777) et au traité du Pardo (1778). le Portugal livra à l’Espagne les îles de Fernando Póo, Annobón et de Corisco, en échange de la colonie de Sacramento, en Amérique du Sud et d’autres territoires permettant de conforter les frontières du Brésil. [devenu la  Guinée espagnole, puis la  Guinée équatoriale]
- île de Santo Antão (dont la commune de Ribeira Grande  au Cap-Vert) : (brièvement 1712, pendant la    Période portugaise ; aujourd'hui indépendant )

#### Océan Atlantique Sud et Austral
- Archipel des Îles Malouines : 1er (1764-1767) (chef-lieu Port-Saint-Louis) [est devenu une possession espagnole, sous dépendance argentine ; aujourd'hui  possession britannique, mais revendiqué par l'Argentine]

Malgré son nom initial, l'île Roché (aujourd'hui Géorgie du Sud) n'a jamais été une possession française. Découverte en 1675, son premier nom vient de son découvreur, Anthony de la Roché, né en Angleterre d'un père français huguenot, travaillant dans le commerce pour l'Espagne en Amérique espagnole. Plusieurs jours après la découverte de l'île Roché, Anthony de la Roché découvrira aussi l'île Diego Alvarez dans l'archipel Tristan da Cunha. Archipel dans lequel, en 1767, l'équipage de la frégate française L'Heure du Berger est le premier à réaliser des sondages, et plus tard, en 1793, le naturaliste français Louis-Marie Aubert du Petit-Thouars y réalisera la première exploration scientifique.

### Bassin Indo-Pacifique
Les Terres Australes et Antarctique Françaises (TAAF) sont répartis sur le bassin Indo-Pacifique. Et les autres possessions françaises du bassin Indo-Pacifique, correspondent à la zone de l'Austronésie.
De 1600, jusqu'en 1896, les îles Mascareignes (île de France, île bourbon, île Rodrigues), les Seychelles et les Chagos, ainsi que les îles Mayotte, Sainte-Marie, Nosy-Be et les territoires de Fort-Dauphin et de Diégo-suarez (sur l'île de Madagascar) étaient regroupés dans la désignation des colonies des Indes orientales. Après 1896, elles ont été mises (ainsi que l'île de Madagarcar) dans la désignation de l'Afrique française.

#### Océan Indien

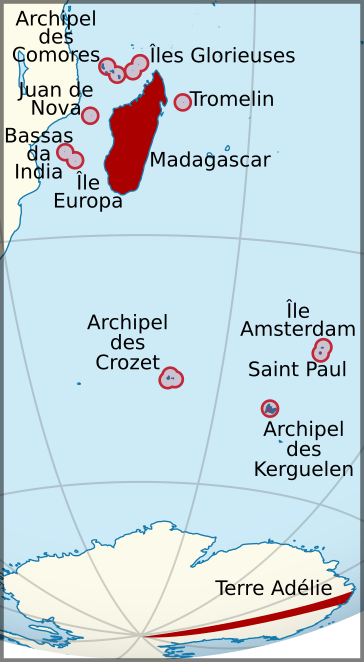
Madagascar et dépendances en 1930.

(Également appelé océan Oriental, ou mer des Indes pendant la période coloniale. Ces possessions étaient gérées par la Compagnie française des Indes orientales, jusqu'en 1795) 

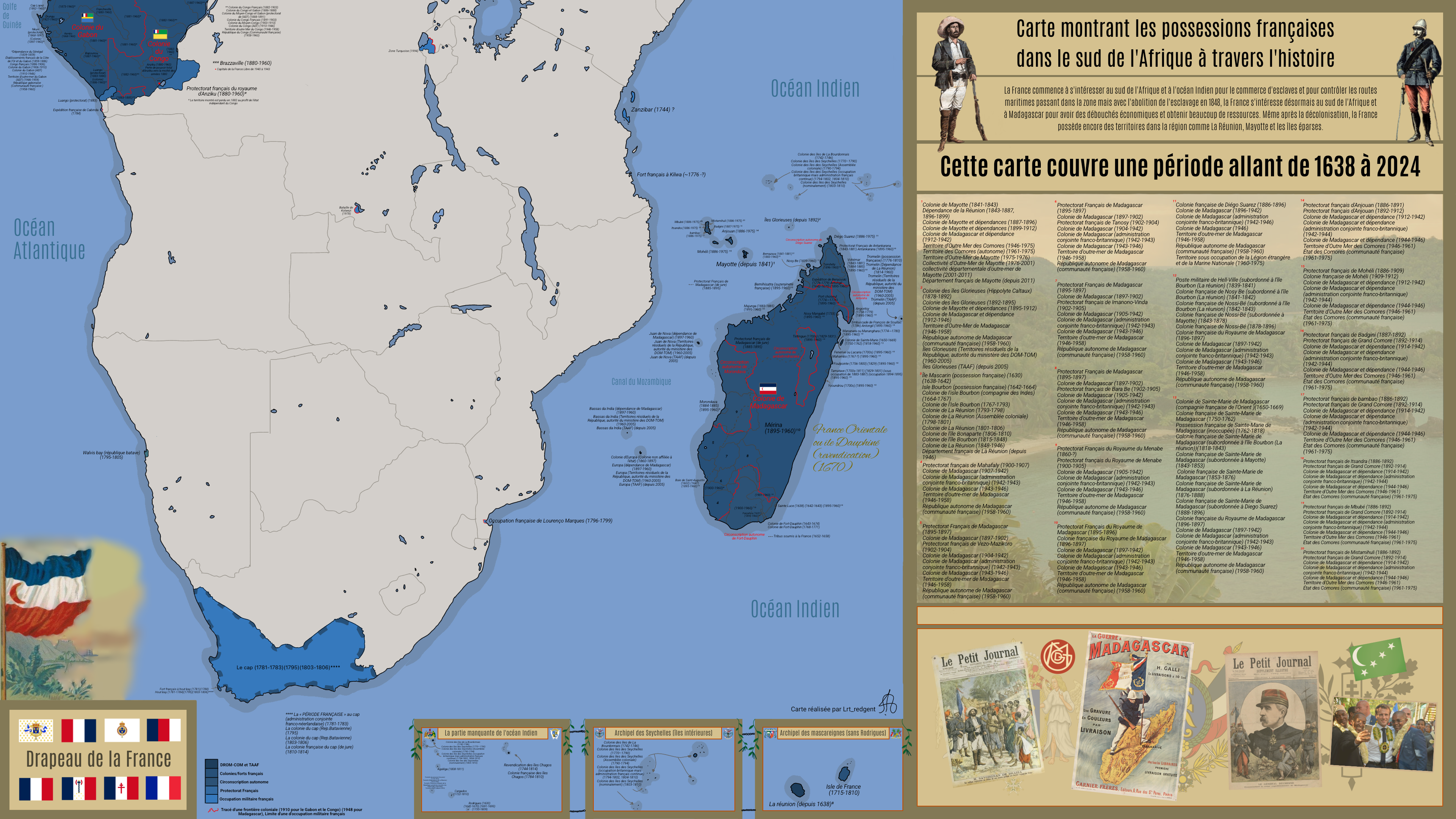
Carte des possessions française dans le sud de l'Afrique et dans l'océan indien a travers l'histoire

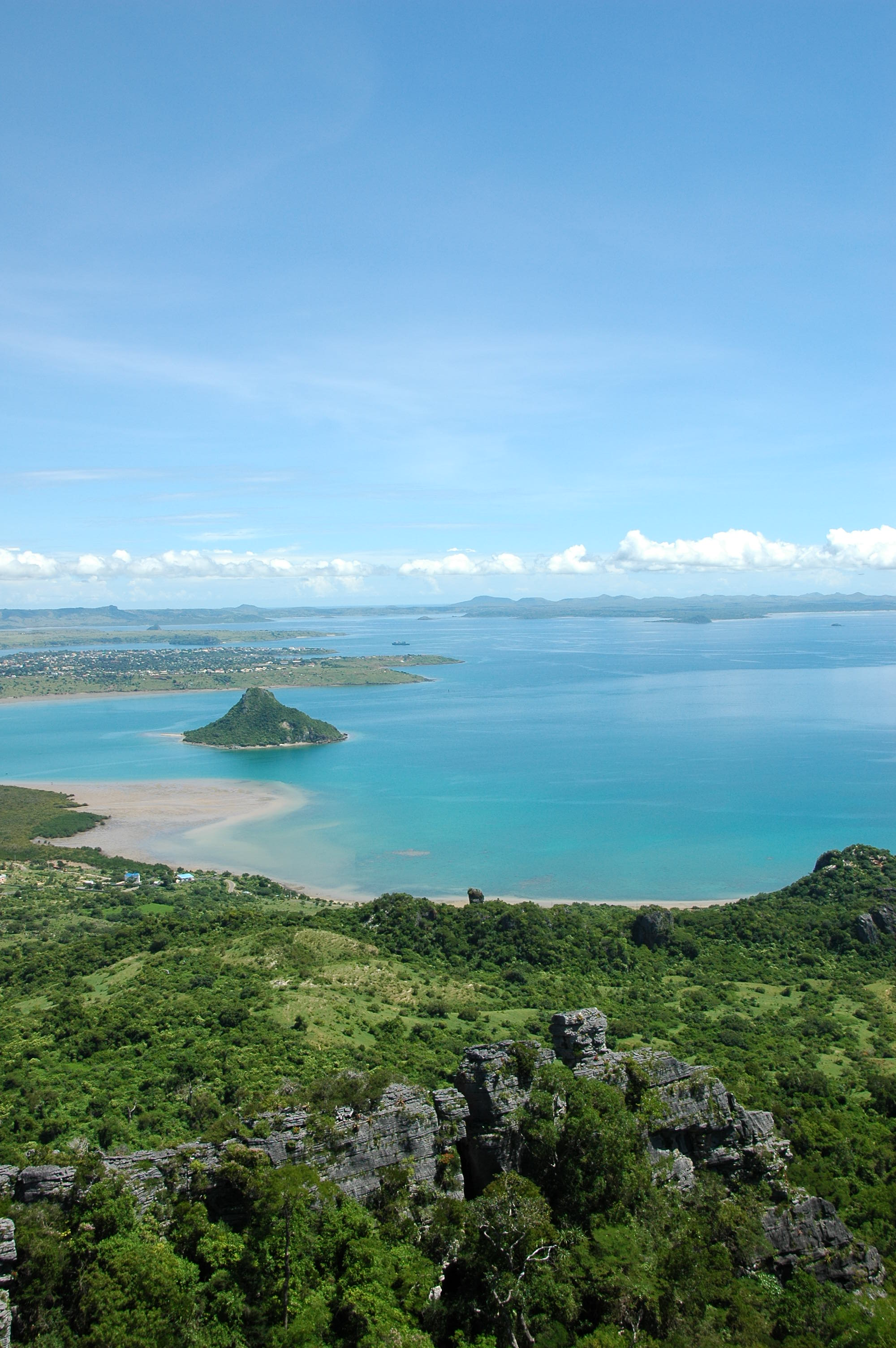
Baie Diego-Suarez, prise de la Montagne des Français.

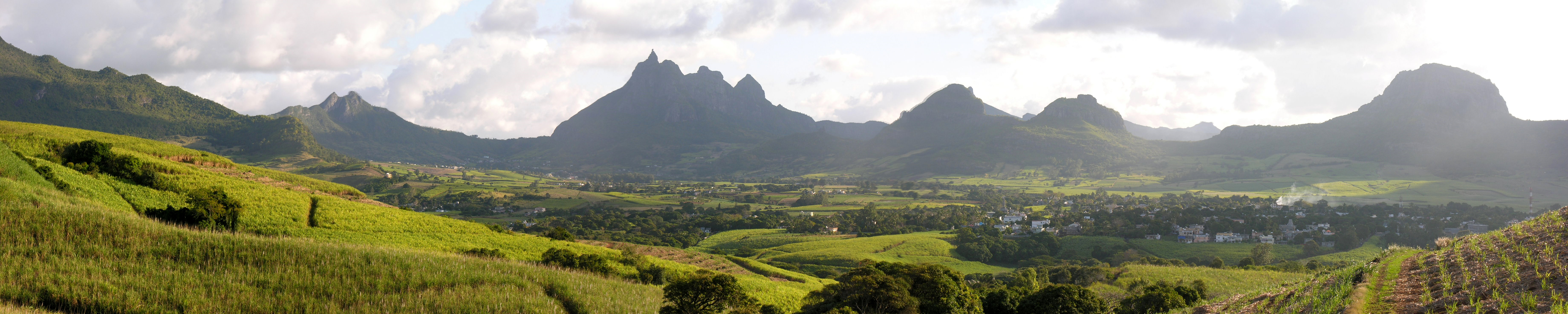
Île Maurice, paysage à Montagne Longue.

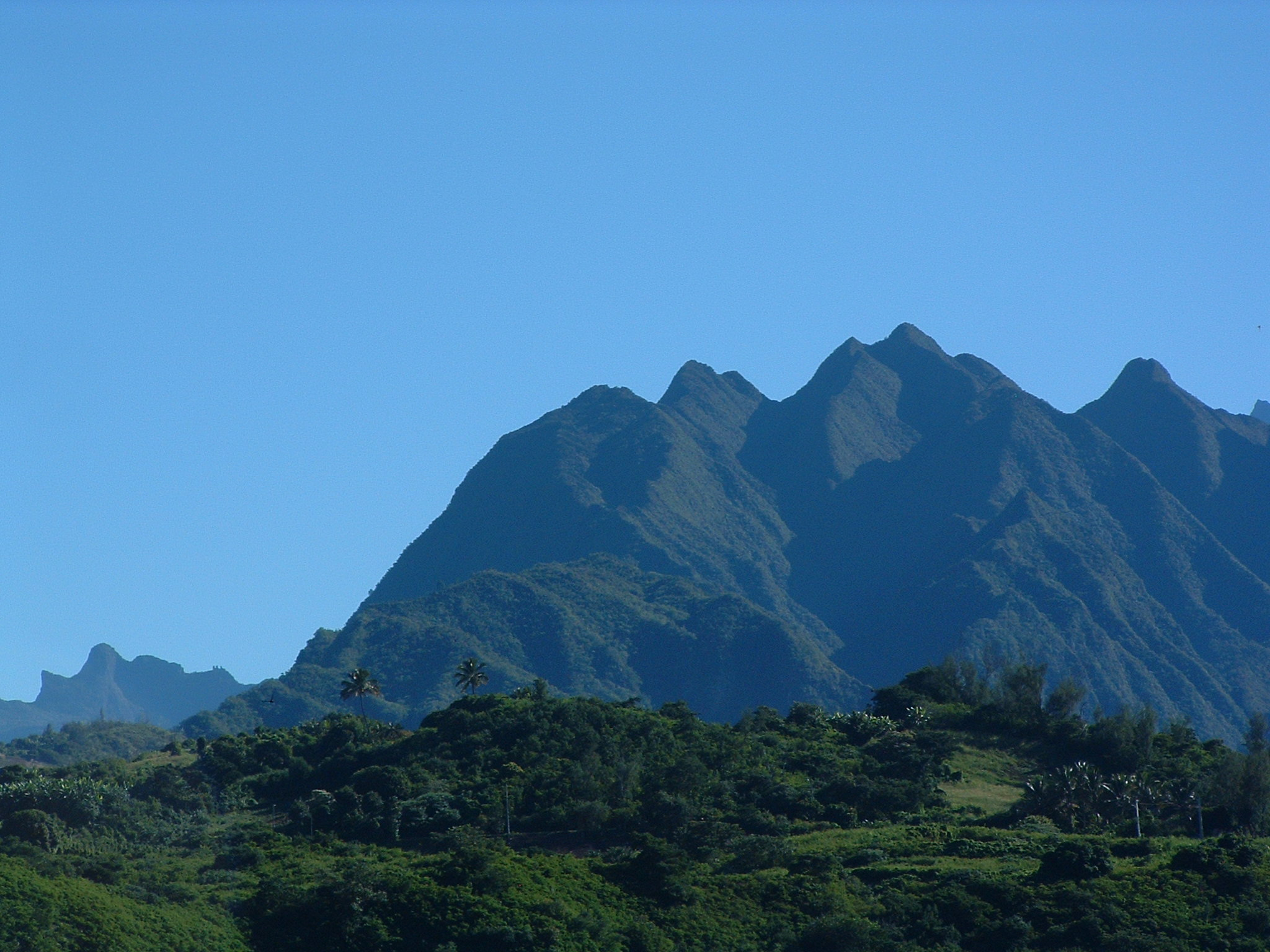
Cirque de Cilaos, Réunion.

Toutes les anciennes possessions françaises de l'océan Indien, sauf les Chagos, sont membres de la Commission de l'océan Indien.

##### Austronésie occidentale
- Austronésie Occidentale

###### Madagascar
Colonie de Madagascar (1896-1958 ; aussi nommée "France de l'hémisphère Sud" de 1896 à 1945) :

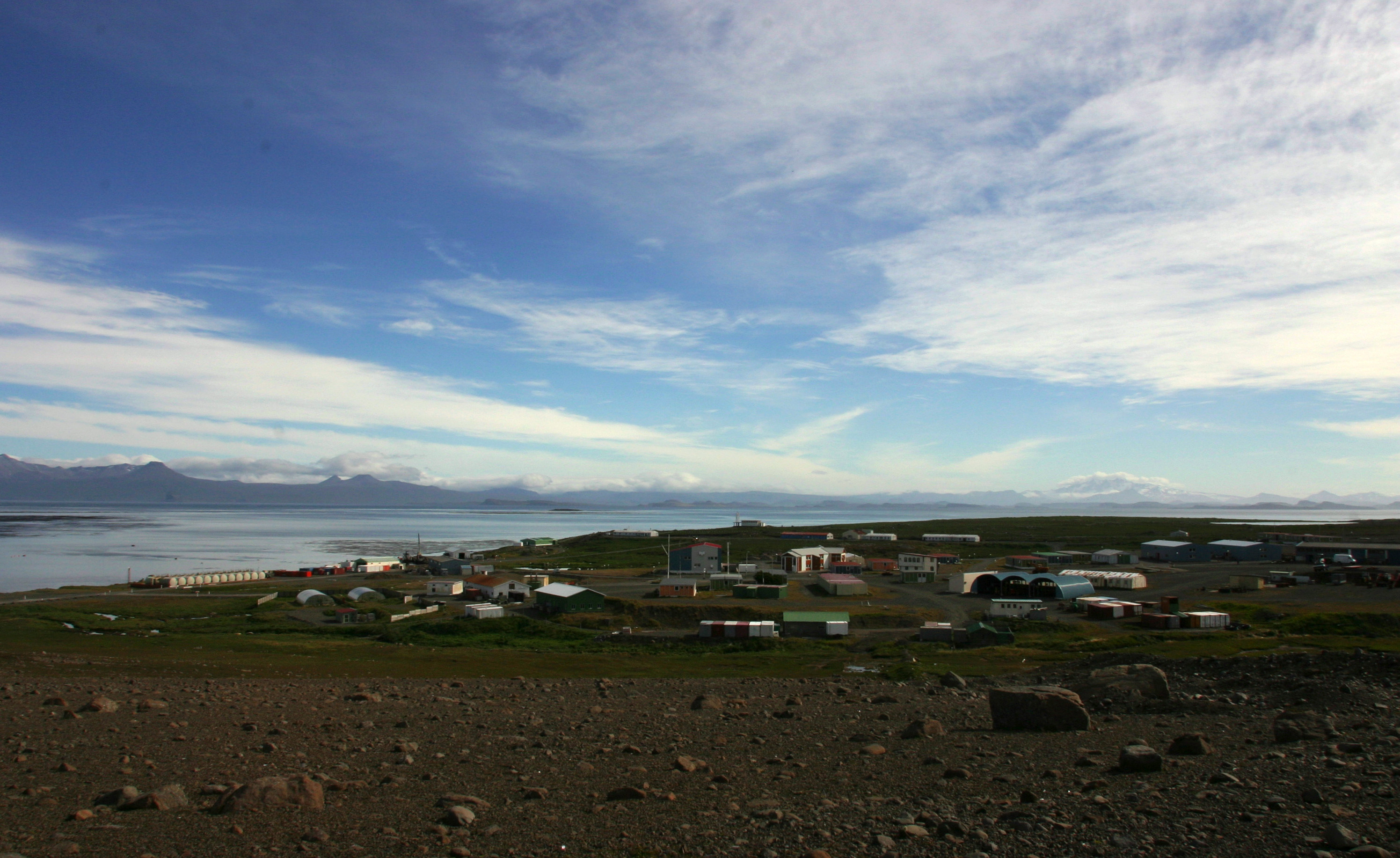
Port-aux-Français, Îles Kerguelen.
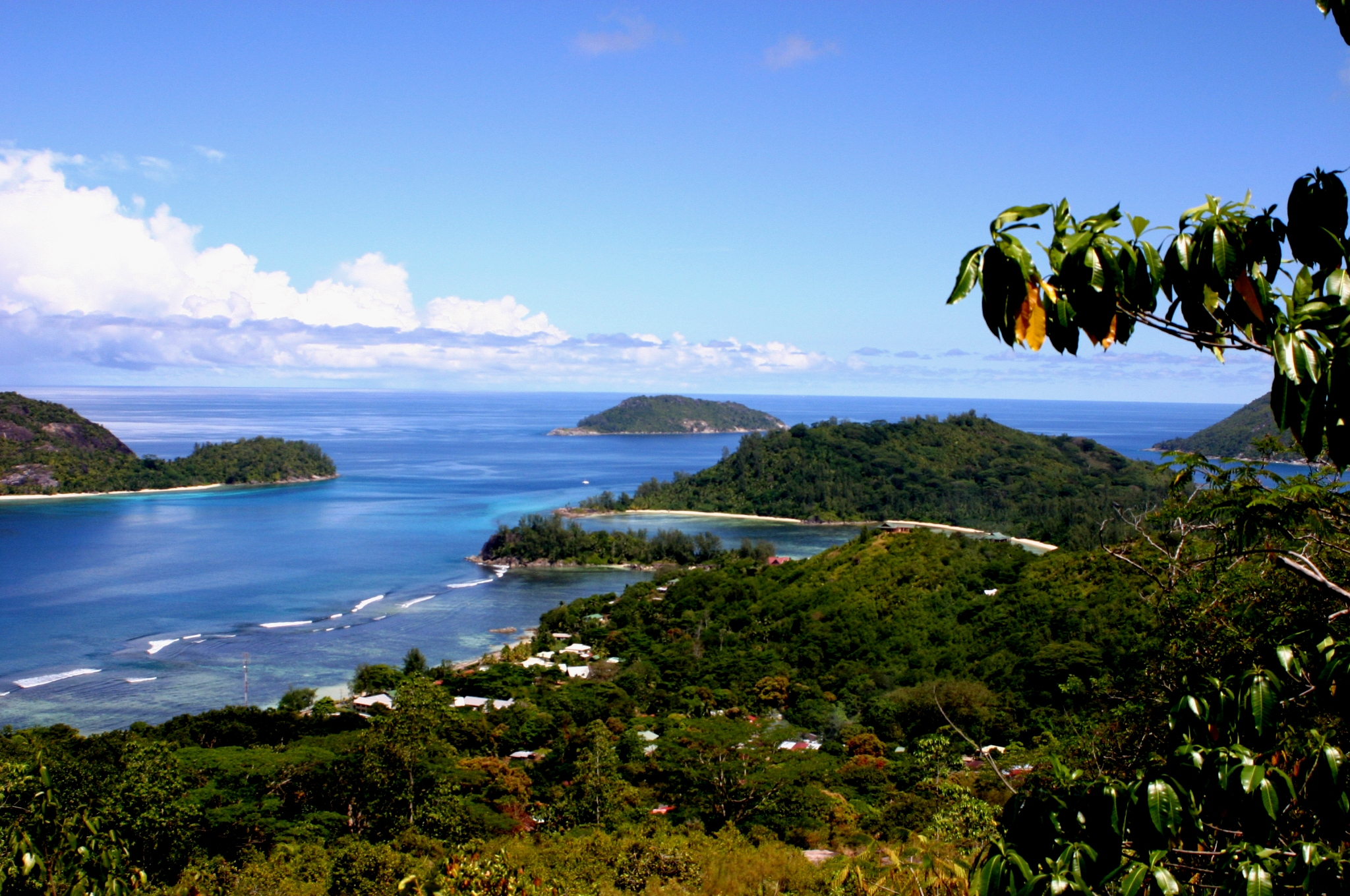
Madagascar :  1er et  2e (1881-1960) [anciennement nommé île São Lourenço ; Protectorat français de Madagascar (1881-1896) ; Colonie de Madagascar (1896-1946, entre 1920 et 1940 un mouvement malgache demande la départementalisation de Madagascar) ; Territoire d'outre-mer (1946-1958), membre de l'Union française ; État membre de la Communauté française (1959-1960) et plus tard de l'OIF (depuis 1970)]. Le Franc malgache a été en circulation de 1960 à 2003, garanti par rapport au Franc français jusqu'en 1973, en tant que branche du Franc CFA.
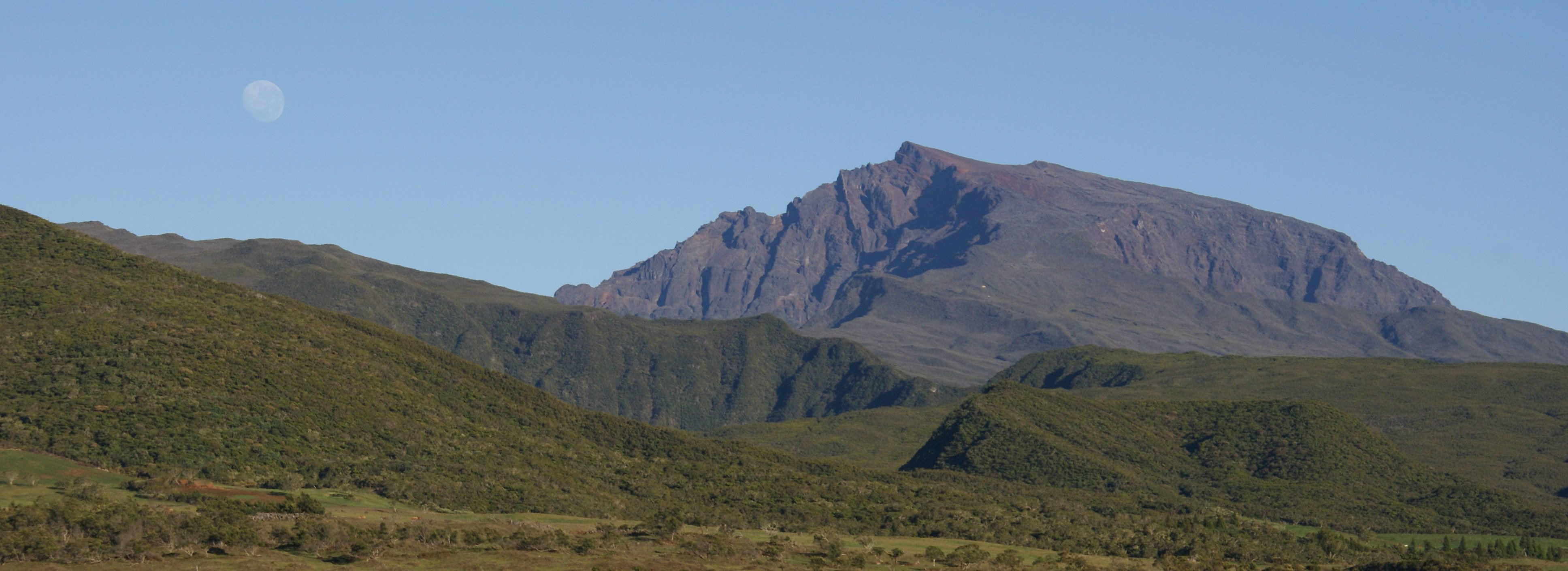
Piton des Neiges, La Réunion.
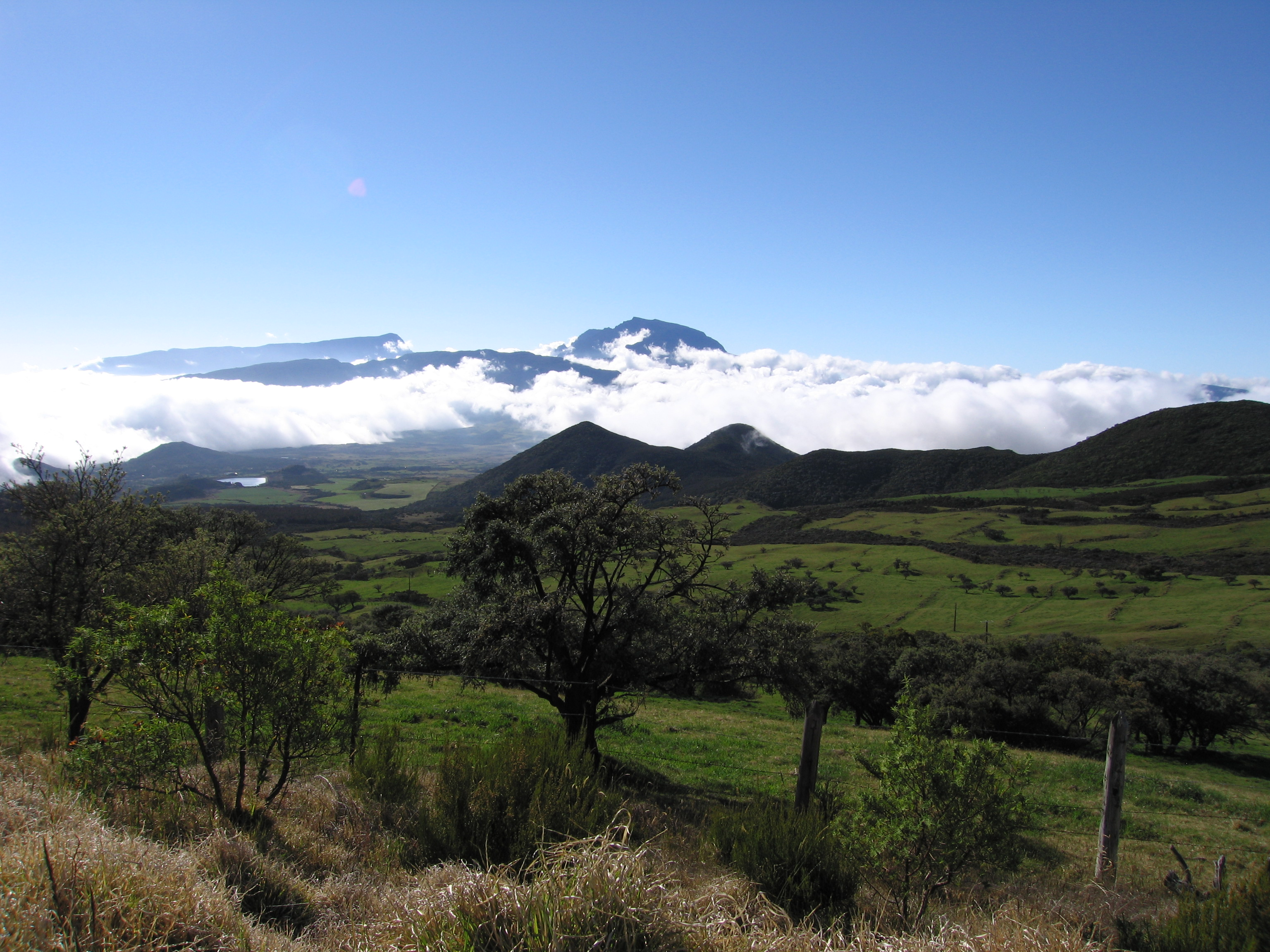
Piton des neiges vu de la plaine des Cafres.
  -   Possessions de la France, adjacentes de Madagascar :
    -   île Sainte Marie et Baie d'Antongil 1er et  2e (1642-1960) [chef-lieu Port-Louis (sur l'île Sainte-marie), rattaché administrativement à Mayotte 1841-1896 ; Fort de la Compagnie française des Indes orientales ; l'île Sainte Marie bénéficie d'un statut particulier de 1960 à 1972, les personnes originaires de l’île Sainte-Marie deviennent des nationaux malgaches mais sont admis à exercer sur le territoire de la République Française les droits attachés à la qualité de citoyens français]
    -   Possession de Fort-Dauphin (aujourd'hui Tôlanaro) : 1er et  2e (1643-1674 et 1885-1960) (fondé pour la première fois par la Compagnie française des Indes orientales)
    -    Diego Suarez : 1er et  2e (XVIIe à fin du XVIIe siècle, 1885-1960) [rattaché administrativement à Mayotte, jusqu'en 1896 ; base navale durant la possession française]

  -  Îles Nosy Be, Nosy Komba, Nosy Mitsio... :  2e (1839-1960) [chef-lieu Port-Saint-Louis (proche de la Baie d'Ambaro), rattaché administrativement à Mayotte 1841-1896]
  -  Île Chesterfield :  2e (1885-1960)

###### Mayotte
Îles de Mayotte : 2e (1841-1946) [ Dépendances de La Réunion (1841-1886) ; Colonie de Mayotte et dépendances (1886-1896 et 1899-1912) ; la colonie a été administrée depuis La Réunion (1896-1899) ; rattaché administrativement à Madagascar (1912-1946) ; TOM en 1946 administré avec les Comores, puis indépendamment après l'indépendance de l'Union des Comores, puis COM et enfin  DOM depuis 2011]

###### Îles Éparses
Îles Éparses de l'océan Indien (Bassas da India, île Europa, île Juan de Nova, île Tromelin, îles Glorieuses, banc du Leven et Banc du Geyser) : 2e (1896) [district des TAAF, qui est un TOM, depuis 2007]
- : archipel Crozet ( 1772), îles Kerguelen ( 1772 ; Port-aux-Français), île Amsterdam ( 1843), île Saint-Paul ( 1842) : 2e [Terre dans l'Océan Austral, rattachés administrativement à Madagascar, devient, en 1955, districts des  TAAF (Terres Australes et antarctique Françaises, TOM)]
- Autres îles australes :
  -  Archipel de l'espérance : 1er (1772-début du XXe siècle) (île Terre de l'Espérance (ou Marion du Fresne) et île de le Caverne)
  -  île Bouvet : 1er (brièvement, en 1739, lors de la prise de possession par Jean-Baptiste Lozier Bouvet, commandant de l'expédition australe menée, au nom de Louis XV, avec les frégates L'Aigle et Marie. Découverte un jour de brouillard, ne sachant pas s'il s'agissait d'une île ou de l'extrémité septentrionale d'un hypothétique continent antarctique, Bouvet baptisa cette terre cap de la Circoncision. Sa position était inexacte, conduisant plusieurs expéditions pour ne pas retrouver l'île.)

###### Comores
Territoire des îles des Comores : 2e (1912-1946) [rattaché administrativement à Madagascar (1912-1946) ; TOM de 1946-1975 puis détachement de l'administration de Mayotte et devient en 1977  Comores, membre de l'OIF], Les Comores utilise le franc comorien qui est garanti par rapport à la monnaie nationale française (anciennement le franc français).
- - Protectorat de Grande Comore (1886-1912, placées sous l'autorité du gouverneur de Mayotte ; Aujourd'hui  Comores)
  - Protectorat d'Anjouan (1886-1912, placées sous l'autorité du gouverneur de Mayotte ; plusieurs crises séparatistes, dont celle de 1997, demandant son rattachement à la France, mais cette dernière refuse ; aujourd'hui autonome )
  - Protectorat de Mohéli (1886-1912, placées sous l'autorité du gouverneur de Mayotte ; plusieurs crises séparatistes , dont celle de 1997, demandant son rattachement à la France, mais cette dernière refuse ; aujourd'hui autonome )

##### Mascareignes
Archipel des Mascareignes (depuis 1636) :
- La Réunion (ou Isle Bourbon) : 1er (   1642-1810), 2e (1815-1946)  DOM depuis 1946]

Cartes et photos
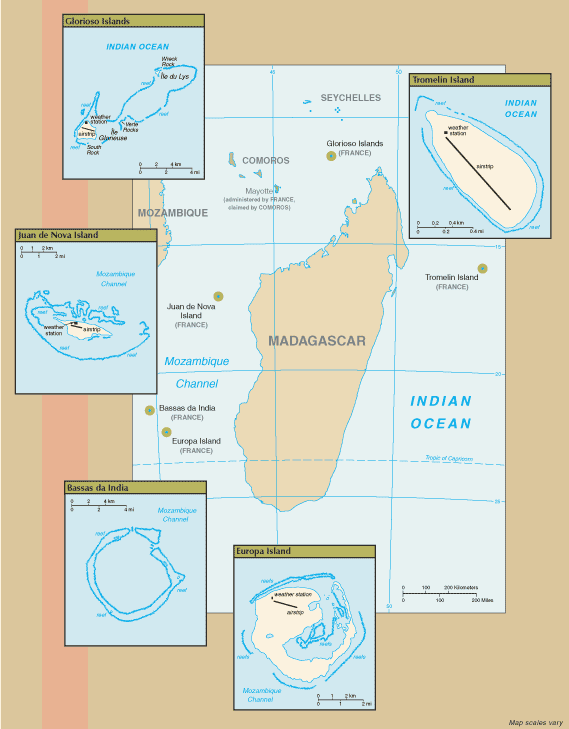
Îles Eparses françaises
Îles Kerguelen (TAAF), 3e plus grande île française (après la Nouvelle-Calédonie et la Corse)
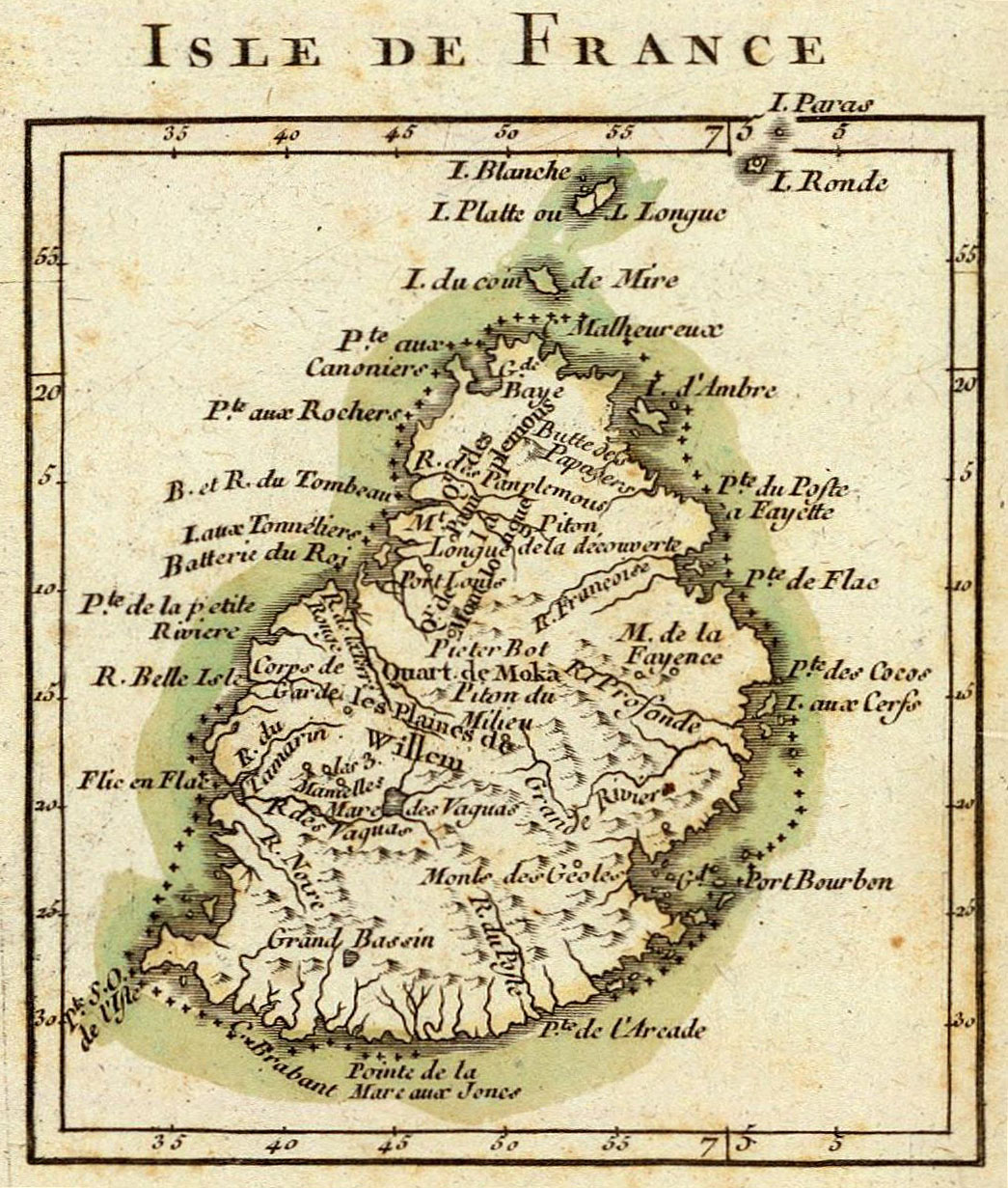
Isle de France : 1er (1636-1814) (Mahébourg, premier chef-lieu de la colonie, puis Port-Louis, en 1636, par la Compagnie française des Indes orientales) [aujourd'hui sous le nom île Maurice, dans l'État indépendant de  Maurice, membre de l'OIF (depuis 1970)]
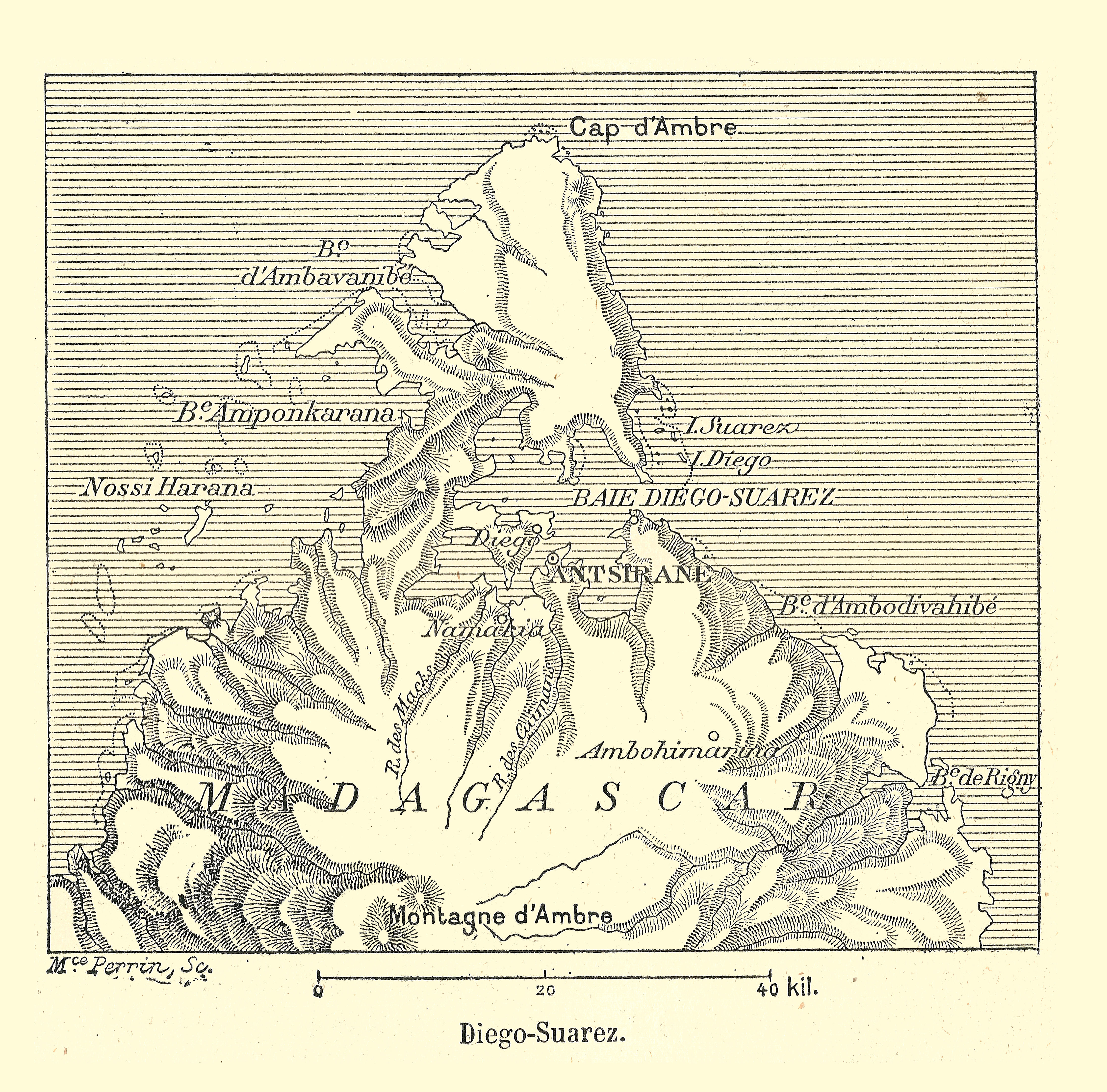
Carte extraite de Franz Schrader & Louis Gallouédec, 1894 ; y figure le toponyme de Diego-Suarez et sa baie.

- Île Rodrigues : 1er (1691-1814) [dépendant de l'île de France ; aujourd'hui autonome  de Maurice]
  - la France occupe également les Îles éparses de Maurice (Agaléga et de Saint-Brandon)
- l'Archipel des Chagos : 1er (1744-1814) [dépendant de l'île de France ; aujourd'hui administré par le Royaume-Uni, mais revendiqué par Maurice, comme îles éparses de Maurice]
- Îles Seychelles : 1er (1756-1814) (115 îles, dont île Mahé, Îles de l'Amiral, îles du groupe d'Aldabra et autres dépendances ; chef-lieu Port-Royal, fondé en 1756, par la Compagnie française des Indes orientales) [administré depuis l'isle de France, comme "îles éparses des Maurice" ; aujourd'hui indépendant , membre de l'OIF (depuis 1976)].

##### Autre territoire
- Zanzibar (en Tanzanie) : 1er (brièvement, en 1744)

#### Océanie-Pacifique

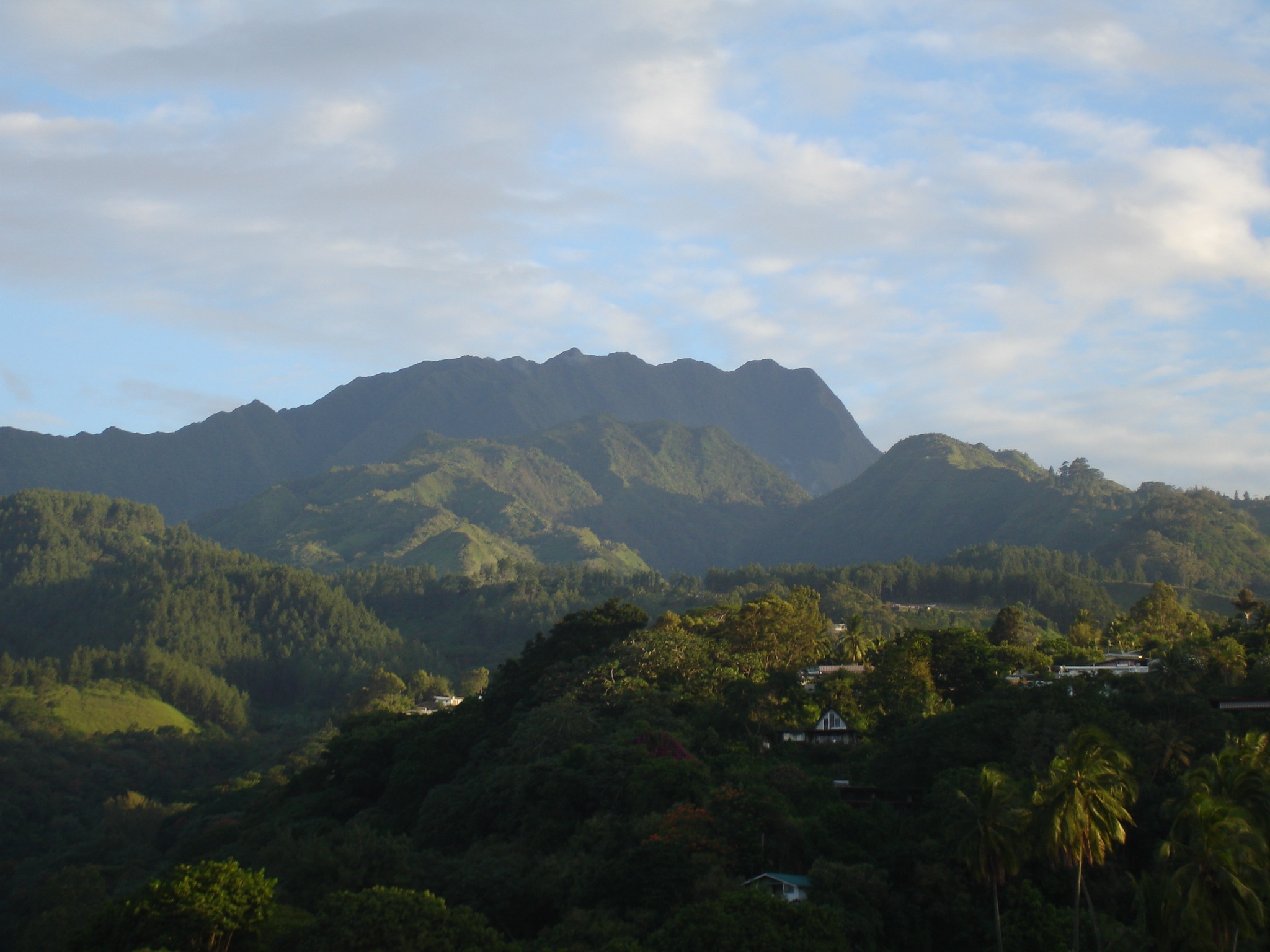
Mont Aorai, Tahiti.

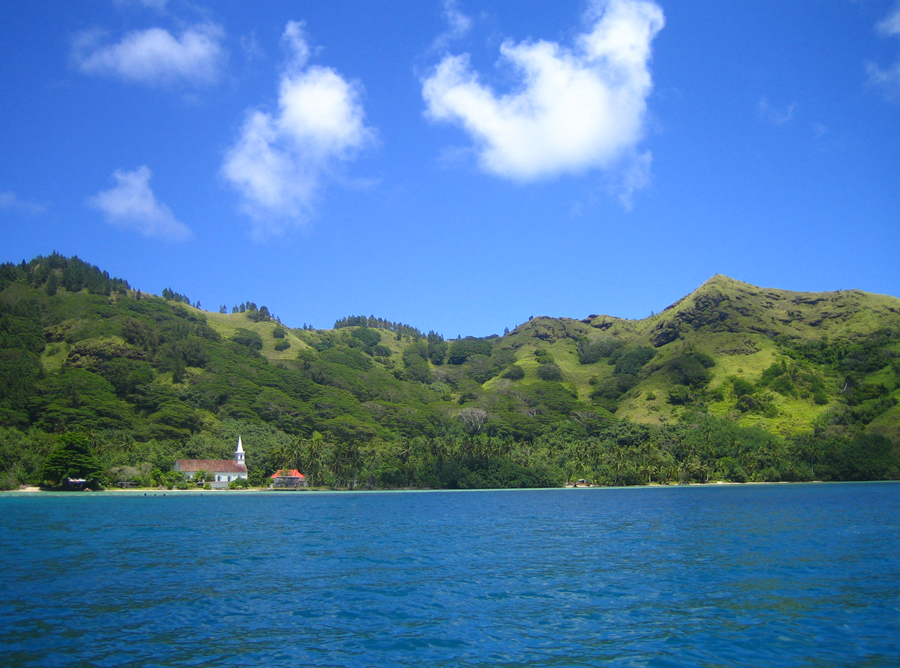
Église Saint-Gabriel, sur l'île Taravai, Gambier.

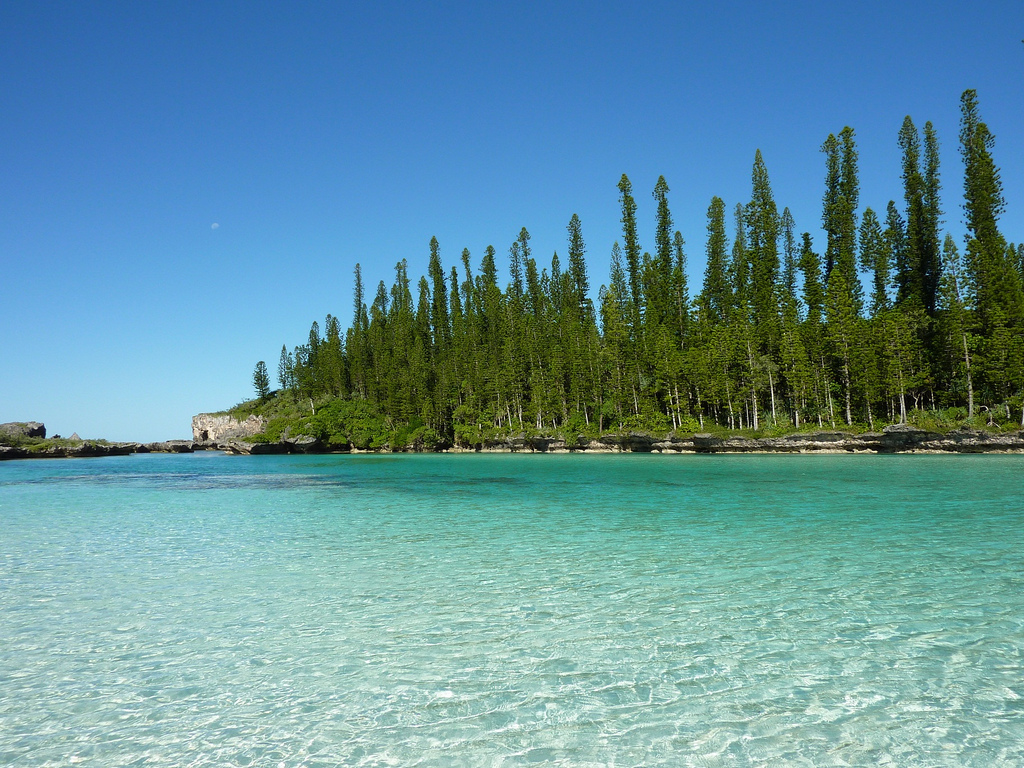
Île-des-Pins, Nouvelle-Calédonie.

Les quatre principales possessions françaises dans l'océan Pacifique sont en Océanie, et exclusivement en Océanie lointaine, les deux autres étant à l'Est (île Clipperton) et au sud (Terre Adélie, également désigné au bord de l'"océan Antarctique" ou océan Austral, depuis 2000).

##### Région française de Polynésie
- Établissements français de l'Océanie : 2e ( 1840-1946) [TOM en 1946, puis COM], territoire partagé en :
  -  Archipel des Marquises (1840 ; dont île  Nuku Hiva),
  -  Archipel de la Société
    -  Îles du Vent (1843 ; dont   île de Tahiti (ou Nouvelle-Cythère)),
    -  Îles Sous-le-Vent (1898 ; dont îles   Bora-Bora,   Raiatea,  Huahine),

  -  Îles Tuamotu (1844 ; dont îles  Rangiroa,  Hao,  Makatea),
    - récifs au Sud de l'archipel : le récif Ernest Legouvé, l'île Tabor (ou récif Marie-Thérèse), le récif Jupiter (ou île Jupiter) et le récif Wachusett. Ce pourrait bien être des  récifs fantômes ou engloutis, ils ont figuré sur certaines cartes, mais pas toutes et leur existence reste incertaine. Encore aujourd'hui, des atlas indiquent les récifs Marie-Thérèse et Ernest Legouvé[4].

  -  Archipel des Gambier (1844 ; dont  île Mangareva),
  -  Archipel des îles Australes (1880 ; dont îles  Rapa et   Rurutu,   Rimatara).
- Îles du poisson et des Requins : 2e (1846-1868) [aujourd'hui dépendances des Kiribati]
- Île Oeno : 2e (1844-1902 ; fait partie des dépendances de la monarchie Mangareva (dans les îles Gambier) lors de la demande de protectorat français par le roi Maputeoa (février 1844), ainsi que lors de la prise de possession par la France du royaume de Mangareva (février 1881) ; l'île Henderson (ou San Juan Bautista) était fréquentée par les habitants de Mangareva) [en 1902, annexées par la Grande-Bretagne avec l'île Ducie (ou Los Tres Reyes Magos) comme  Territoire britannique des îles pitcairn, sous dépendance de l'île Pitcairn]
- Wallis-et-Futuna : 2e ( 1887-1961) [  3 îles principales dont  Alofi, Futuna, Uvea ; TOM en 1961, COM depuis 2003. Encore aujourd'hui, c'est un territoire au sein de la République Française avec trois monarchies coutumières traditionnelles, celle  d'Uvea,  Alo et  Sigave] 
  -  îles Niuafo'ou, Niuatoputapu et Tafahi : 2e (éphémère 1887-1891 ; Les Pères maristes, missionnaires français, y étaient présents ; les langues parlées font partie du Groupe Polynésien nucléaire, comme Wallis et Futuna) [ont été des dépendances de Wallis ; aujourd'hui Tonga]

##### Mélanésie française
- Nouvelle-Calédonie : 2e (  1853-1946) [Chef-lieu : Port-de-France fondé en 1854, prend le nom « Nouméa » en 1866 ;   TOM en 1946, collectivité sui generis POM]
  - Dépendances adjacentes de la Nouvelle-Calédonie :
    -  îles Chesterfield et récifs de Bellone, île des Pins, île Belep, île de Sable...
    -  île Walpole, île Matthew, île Hunter, récif Conway (deviennent français entre 1853 et 1878, rattachées administrativement à la Nouvelle-Calédonie) ;
    -   îles Loyauté (1860)
- Grandes-Cyclades (ou Vanuatu) :
  -  Condominium des Nouvelles-Hébrides : 2e (1906-1980) [potentiellement compris dans la  Nouvelle-Calédonie lors de la prise possession en 1853, car le contour des territoires compris est floue ; La commune de Franceville, indépendance éphémère en 1889, le territoire est officieusement sous administration franco-britannique depuis 1887. ; condominium franco-britannique, puis  Vanuatu, membre de l'OIF (depuis 1979) ; Province de Sanma, Espiritu Santo : Majoritairement francophones, les habitants de l’île ont plusieurs fois tenté de faire sécession, aujourd'hui dépendance de Vanuatu].
  - Dépendances adjacentes de Vanuatu :
    -    Province du sud Taféa, comprise dans la Nouvelle-Calédonie, lors de la prise possession en 1853. (Nom formé des initiales des îles de Tanna, Anatom (Aneityum), Futuna, Erromango et Aniwa) [majoritairement francophones, le 1er janvier et le 1er juin 1980, deux tentatives sécession de la Taféa, pour l'indépendance ou le rattachement à la Nouvelle-Calédonie. Les relations diplomatiques entre le Vanuatu et la France reprennent en d’octobre 1981 ; aujourd'hui dépendance de Vanuatu]
    -    Province de Temotu, îles Santa Cruz, potentiellement comprise dans la Nouvelle-Calédonie lors de la prise possession en 1853, car le contour des territoires compris est floue. Le navigateur français La Pérouse y trouve la mort avec les membres de son expédition en 1788, sur l'île de Vanikoro. [aujourd'hui dépendances des Salomon]
    -   Archipel de Rotuma, potentiellement compris dans la Nouvelle-Calédonie lors de la prise possession en 1853, le contour des territoires compris est floue. Les Pères maristes, missionnaires français, y sont présents depuis 1847. [aujourd'hui aux Fidji]

##### Nord de l'océan Pacifique Oriental
- Île de la Passion (ou Île Clipperton) : 2e ( 1850) [COM depuis 2007]

Les territoires de la France d'outre-mer du Pacifique, continu à utiliser la monnaie française du Franc Pacifique (ou Franc CFP), émis par l'Institut d’émission d’outre-mer (IEOM) qui est la banque centrale des territoires français du Pacifique.

##### Autres territoires
- Australie-Occidentale française (1772-? ; Île Dirk Hartog)
- Îles Hawaï (éphémère 1837) (au début de la présence française, les États-Unis ont persuadé la reine locale de négocier avec eux, grâce à la force de la Compagnie maritime des US)

Cartes
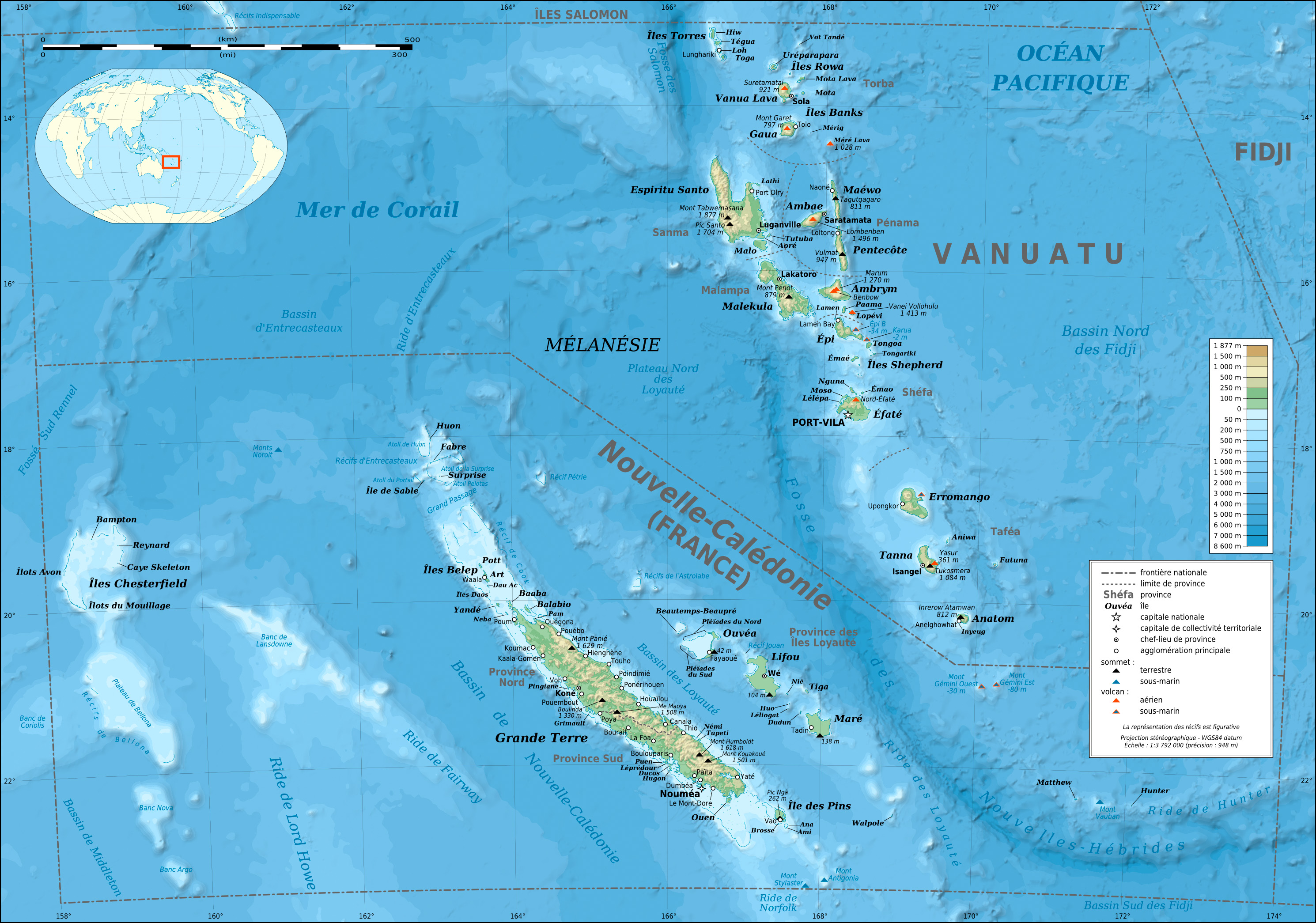
Les archipels de Nouvelle-Calédonie et Vanuatu
Carte topographique de la Polynésie française
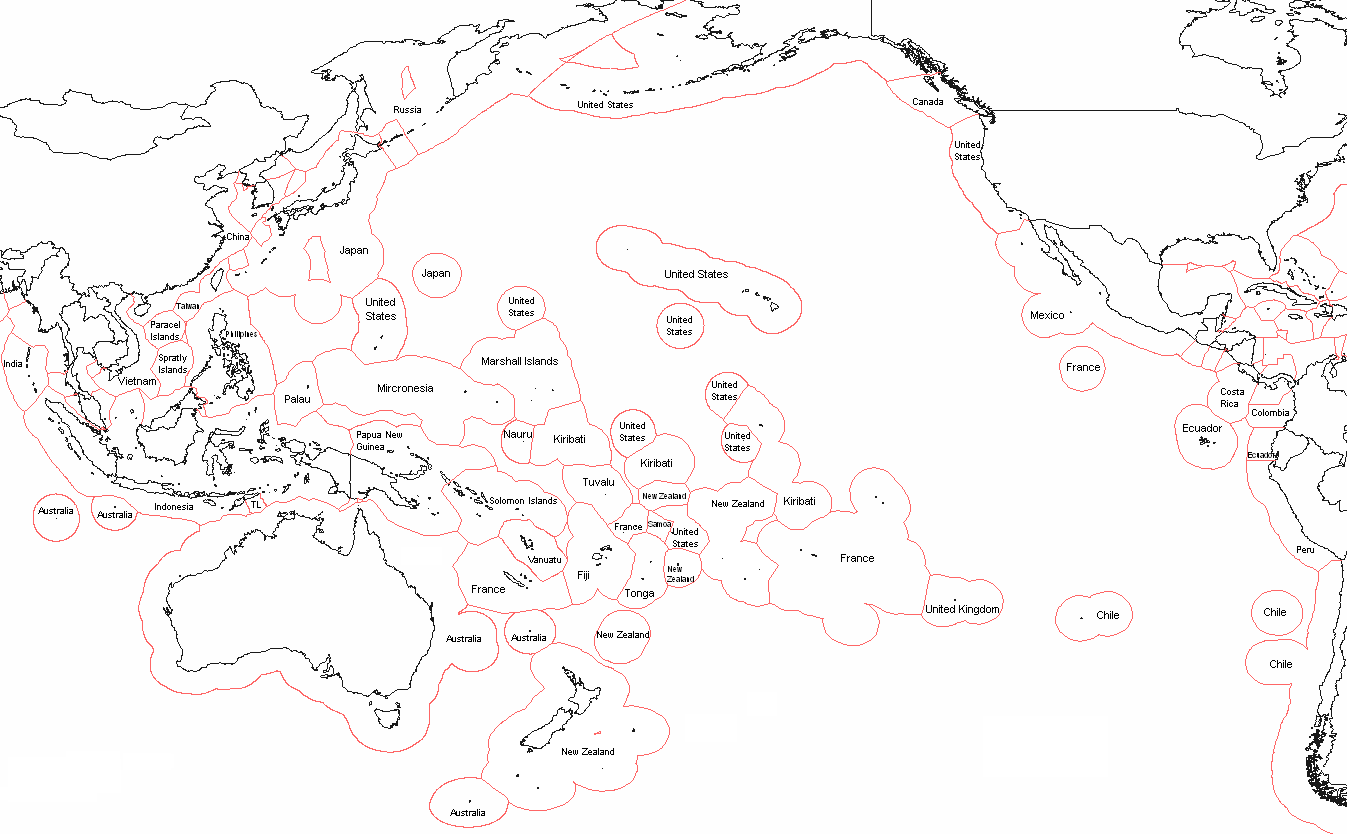
Carte politique du Pacifique

#### Antarctique
- Terre Adélie : 2e  prise de possession au nom de la France en 1840, lors du voyage de Dumont d'Urville, allant de la côte Adélie à la côte de Clarie, en passant par l'archipel de Pointe-Géologie, qui représentent la façade maritime de la Terre Adélie (une région du continent Antarctide[5]), bordé par la mer d'Urville (une région de l'océan Austral ou Antarctique, la Terre Adélie est la zone de la ligne fictive entre le passage de l'océan Indien (Oriental) à l'océan Pacifique ; district des  TAAF depuis 1949, qui est un TOM]
  - Les possessions territoriales sur l'Antarctide y sont gelées pendant la durée du  traité sur l'Antarctique de 1961

### Continent européen

#### Le territoire français
- La France métropolitaine (également appelée la Métropole, la France hexagonale, la "Francie" ou, selon le droit international public, le territoire européen de la France)[6] :
  - sa formation territoriale,
    - le territoires et anciennes provinces du royaume de France : les duchés ; les comtés ; les marquisats, les vicomtés, les baronnies, les seigneuries et les diocèses historiques.

  - son évolution territoriale.
    - la distribution administrative : les Départements (en 1790 et les anciens), les régions, les anciennes Igamies, les anciennes généralités ; les pays du territoire, les régions naturelles et les régions agricoles

Cartes du territoire français
Expansion du Royaume franc.
Partage de l'Empire carolingien au traité de Verdun.
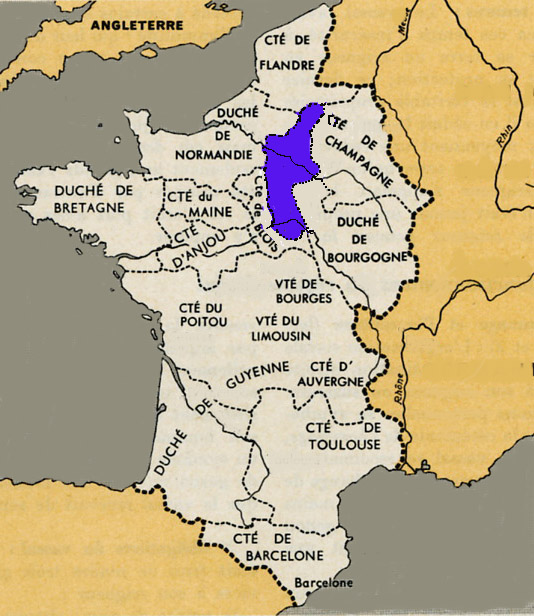
Francie occidentale, après le Traité de Verdun 843 et avant celui de Meerssen en 870, divisant la Lotharingie.
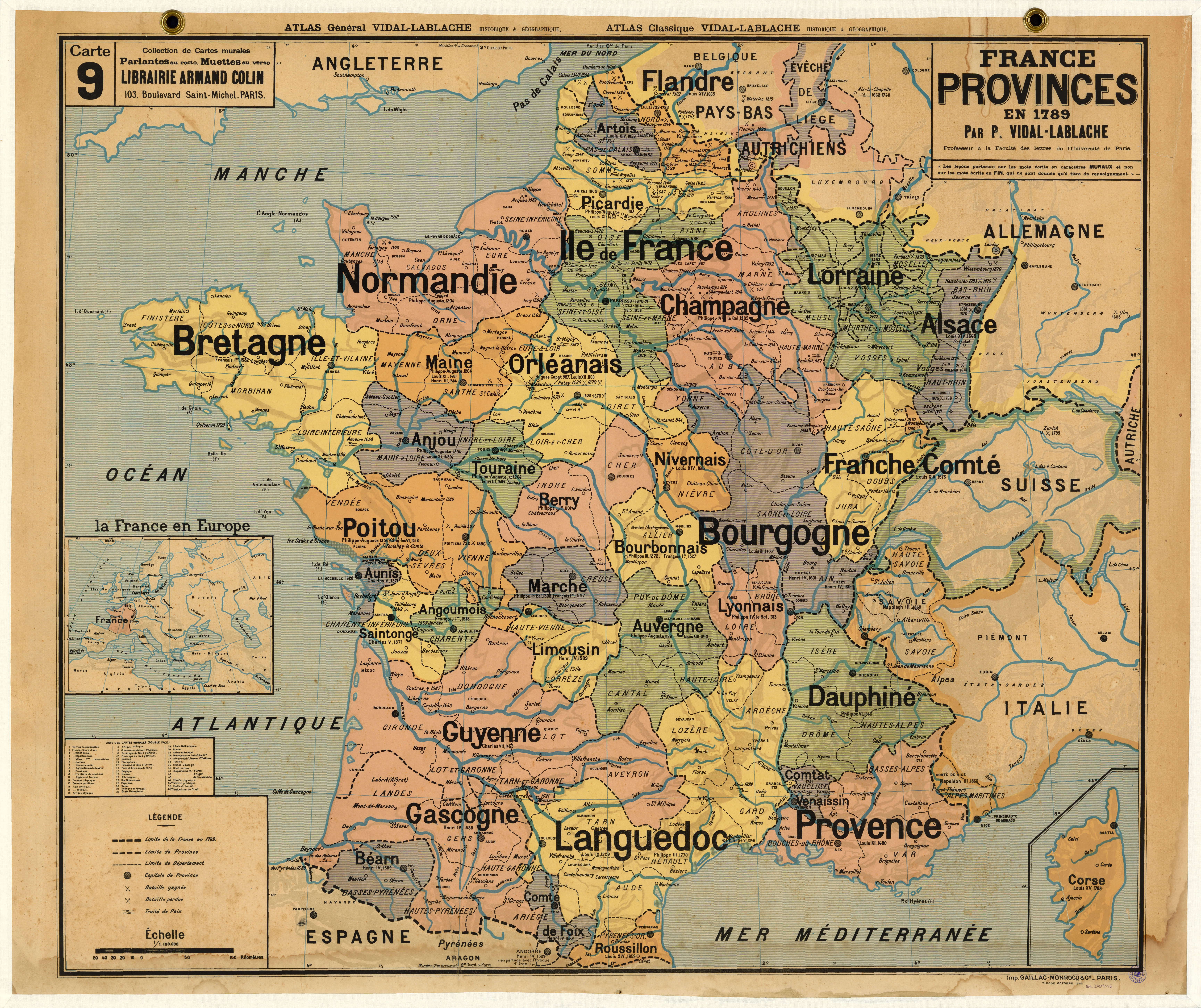
Territoires du royaume de France : départements français (1791) et les limites des anciennes provinces du royaume de France, par Vidal-Lablache.
République française en 1801 à l'époque du Consulat.
Premier Empire en 1812, incluant les 4 départements français d'Espagne.
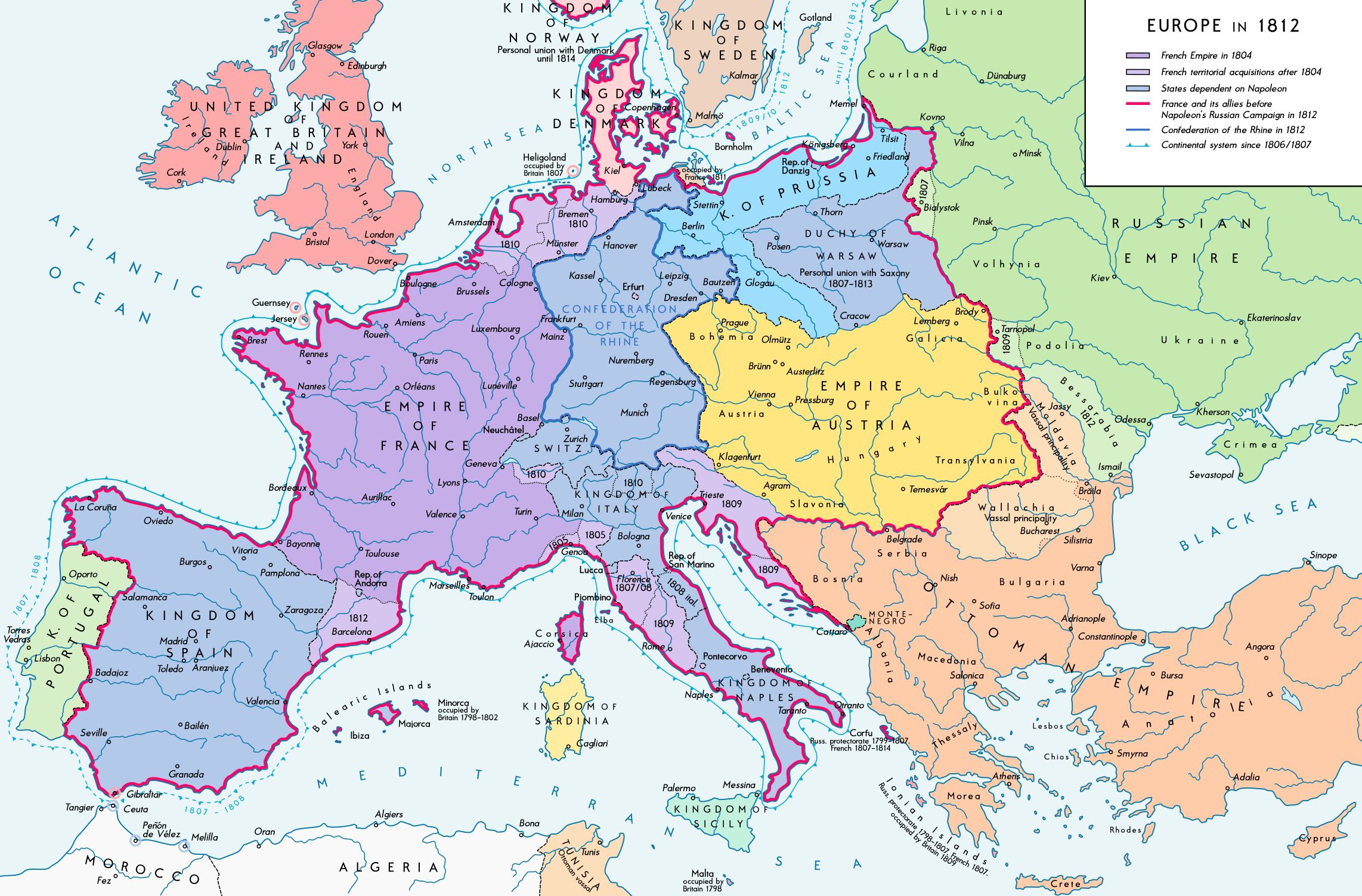
L’Empire à son apogée en 1812 : en violet, la France ; en bleu, ses territoires vassaux. La ligne rouge représente la sphère d'influence française à la veille de l'invasion de la Russie.
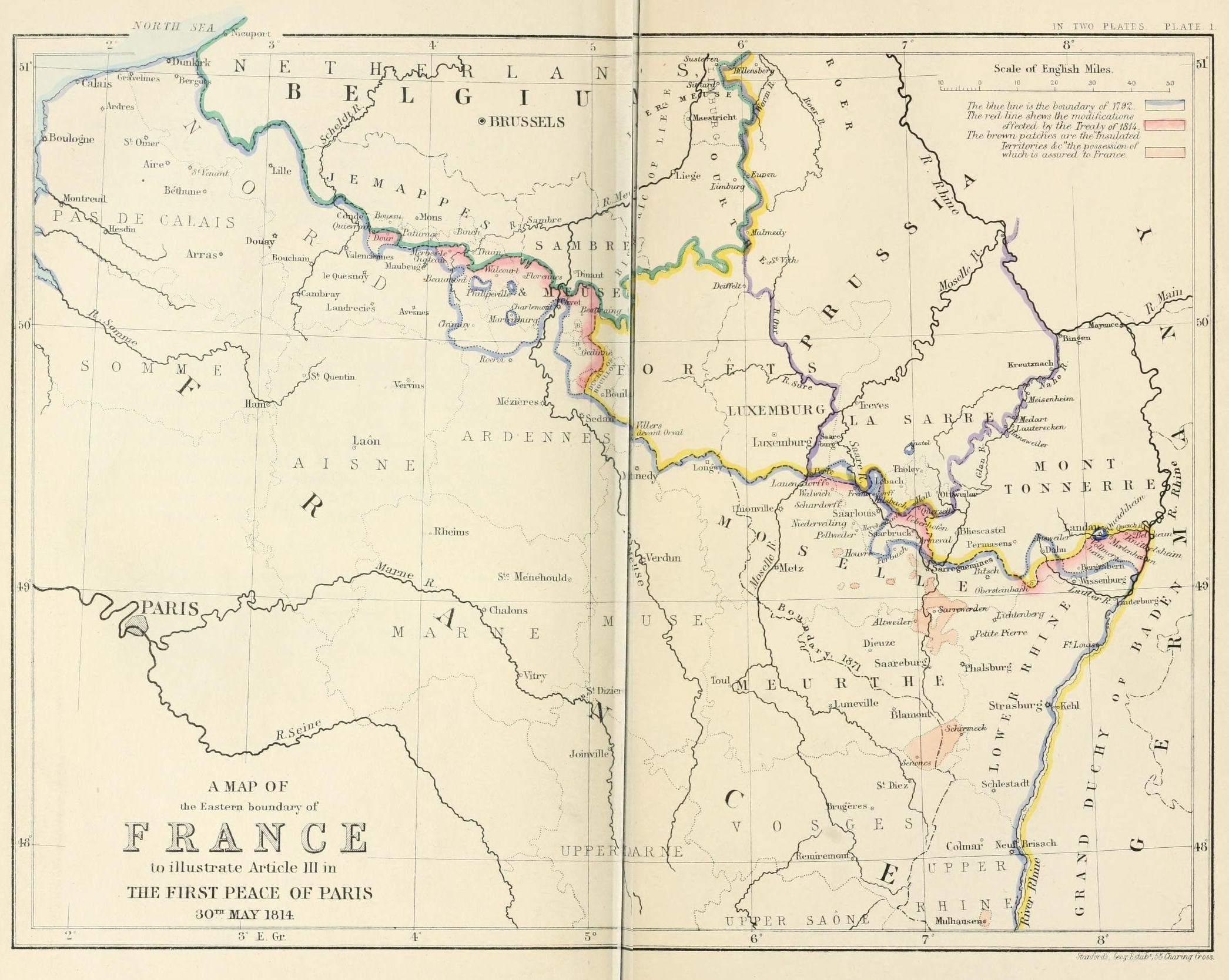
Nord-Est de la France, au traité de Paris 1814 et Traité de Paris 1815.

  - et ses frontières

#### Dans le monde
Organisations internationales françaises
- L'Union française (1946-1958 ; regroupe plusieurs entités, dont des États satellites) :
  - la République française qui comprend :
    - la France métropolitaine ;
    - les départements d'outre-mer : les départements d'Algérie (Alger, Oran, Constantine, Territoires du Sud), Guadeloupe, Guyane, Martinique, Réunion ;
    - les territoires d'outre-mer : Nouvelle-Calédonie, Établissements d'Océanie, Wallis et Futuna, Saint-Pierre-et-Miquelon, ;
    - les territoires d'outre-mer (anciennes colonie et aujourd'hui États indépendants) : Afrique-Occidentale française (Côte d'Ivoire, Dahomey, Guinée, Mauritanie, Niger, Sénégal, Soudan, Haute-Volta), Afrique-Équatoriale française (Congo, Gabon, Oubangui-Chari, Tchad), Établissements en Inde, Madagascar, Côte des Somalis, Comores ;

  - les territoires associés, c'est-à-dire les territoires dont le mandat avait été confié à la France sous le régime de l'ancienne Société des Nations (SdN) et qui restent sous tutelle française par le biais d'accords avec l'Organisation des Nations unies (ONU) : Togo français et Cameroun français ;
  - les États associés, c'est-à-dire les États sous protectorat : l'Indochine française, elle-même formée de trois États : État du Viêt Nam (composé du Tonkin, Annam et Cochinchine), Royaume du Cambodge, Royaume du Laos ;

Le Maroc et la Tunisie refusent d'adhérer à l'Union française et choisissent l'indépendance, la Syrie et le Liban sont déjà indépendants depuis plusieurs années. Et certains États associés quittent l'Union française avant sa dissolution le Viêt Nam du Nord (1954), le Cambodge (1955), le Viêt Nam du Sud (1955), le Laos (1957) et les Établissements en Inde (1954).
- Communauté française (1958-1960 ; sorte de fédération qui regroupe plusieurs entités, dont des États satellites) :
  - Communauté comprend à sa création :
    - la République française, elle-même composée de
      - la France métropolitaine
      - les départements d'Algérie et du Sahara, les départements d'outre-mer : Guadeloupe, Guyane, Martinique, Réunion.
      - les territoires d'outre-mer qui choisissent de conserver ce statut : Côte française des Somalis, Comores (qui alors sont unis à Mayotte), Nouvelle-Calédonie, Polynésie française, Saint-Pierre-et-Miquelon ; les Terres australes et antarctiques françaises sont également dotées de ce statut par la loi, mais restent administrées depuis Paris.

    - les États internationaux membres : la République centrafricaine (ancien territoire de l'Oubangui-Chari), la république du Congo (partie de l'ancienne colonie du Moyen-Congo), la république de Côte d’Ivoire, la république du Dahomey (qui deviendra la république du Bénin), la République gabonaise, la république de Haute-Volta (qui deviendra le Burkina Faso), la République islamique de Mauritanie, la fédération du Mali (unissant alors la république du Sénégal avec la République soudanaise qui deviendra république du Mali), la république du Niger, la république du Tchad, la République malgache (République de Madagascar).

La Guinée française, qui refuse la Constitution, devient indépendante dès 1958. Les Nouvelles-Hébrides (condominium franco-britannique, qui deviendra plus tard le Vanuatu)  n'adhère pas à la Communauté française. De même, les territoires sous mandat de la Société des Nations (SdN), que sont le Togo français et le Cameroun français, n'adhèrent pas à la Communauté, même si leur statut leur donne un pouvoir d'État internationale, tout en restant sous tutelle française jusqu'en 1960.

### Possessions maritimes françaises dans le monde
Pendant la période coloniale, cette forme de possession n'existait pas ou n'était pas reconnue. elle n'a eu une reconnaissance internationale que par une Convention des Nations unies sur le droit de la mer en 1982.
- Domaines maritimes français, autour des territoires possédés par la France :
  - Eaux intérieures : ce sont des zones dont la France a la souveraineté et où il y a l'exclusivité du droit français qui s'applique. Cette zone sert de ligne de base pour les Eaux territoriales.
  - Eaux territoriales : ce sont des zones de 12 milles marins (22,224 km) où la France a la souveraineté et où le droit français  s'applique en exclusivité.
  - Zones économiques exclusives (ZEE) : ce sont des zones maritimes de 200 milles (370,4 km) où la France n'a que l'exclusivité d'exploitation des ressources naturelles (pêches, fonds marins...), mais pas de pouvoir direct sur la navigation. Aujourd'hui, la zone économique exclusive française représente la première plus grande étendue, en comparaison aux autres pays du monde.
    - Extension sur les plateaux continentaux : ce sont des zones maritimes, pouvant aller jusqu'à 350 milles (648,2 km), et qui permettent potentiellement l'extension de la ZEE (selon certaines conditions). Aujourd'hui, la zone économique exclusive française avec les extensions représente la première plus grande étendue, en comparaison aux autres pays du monde, car les États-Unis n'ont pas encore fait valoir les potentialités de leur droit.

### Possessions particulières

#### Territoire en co-dominium
- île des faisans (ou île de la Conférence ; Condominium avec l'Espagne ; d'une superficie de 6 820 m2) sur la Bidassoa, Pyrénées-Atlantique. La France républicaine, maintient dans ses institutions, un statut avec titre de « vice-roi » de l’île des Faisans, pour une continuité historique et une réciprocité. Ce titre est conféré aux commandants de la Marine de la station navale de la Bidassoa, pour la France, et de la station navale de Saint-Sébastien pour l'Espagne.

#### Zones en cogestion
- Les zones sous droit international (possession sur le même pied d'égalité entre tous les habitants des États du monde (au même titre les uns par rapport aux autres), la gestion de ces zones est faite en concertation entre les nations, au sein de différentes organisations intergouvernementales internationales, dont de l'Organisation maritime internationale, de l'Autorité internationale des fonds marins, du Comité des Nations unies pour l'utilisation pacifique de l'espace extra-atmosphérique...) :
  - Maritime (Droit Maritime et droit de la mer) :
    - Les zones des eaux internationales (droits de navigation (et survol), de pêche, d'exploitation des fonds marins ; contrôles des pollutions, de la piraterie...),
    - Les droits de navigation internationale dans les détroits importants (détroit des Dardanelles - mer de Marmara - détroit du Bosphore - mer Égée ; détroit de Gibraltar ; détroit Öresund ; détroit de Bab-el-Mamdeb - mer Rouge - golfe d'Aden ; détroit d'Ormuz - golfe Persique - golfe d'Oman ; détroit de Kertch ; détroit de Malacca et détroit de Karimata ; détroit de Torrès ; détroit de Béring)
    - Les droits de navigation dans les zones économiques exclusives et les zones d'extensions des plateaux continentaux (mais pas dans les eaux territoriales qui sont possessions des États côtiers de même pour les droits de pêche et d'exploitation des fonds marins des ZEE et zones d'extensions des plateaux continentaux),

  - Terrestre :  Terre Marie Byrd (en Antarctique)
  - Spatiale

#### Territoire avec droits statutaires
- Archipel du Svalbard (ou des îles Spitzberg) et île aux Ours (selon les termes du traité, les citoyens de divers pays ont le droit d'y vivre, s'installer et d'exploiter les ressources naturelles terrestre et maritime « sur un pied d'égalité absolu »)
- La « Zone Clarion-Clipperton » est une zone dans le Pacifique nord équatorial, au sud et sud-ouest de Hawaï, dans laquelle la France possède 150 000 km2 de fonds marins hors de sa ZEE ou de son plateau continental. C'est une concession qui lui a été attribuée par l'Autorité internationale des fonds marins, elle est répartie en trois secteurs d'exploitations de gisements de nodules polymétalliques et l'exploitation y est assuré par l'IFREMER.